# Hauts-de-France
Pour les articles homonymes, voir HDF.
Les Hauts-de-France (/o də fʁɑ̃s/) sont une région administrative du nord de la France, créée par la réforme territoriale de 2014. Résultat de la fusion du Nord-Pas-de-Calais et de la Picardie (elles-mêmes créées en 1972), elle s'est d'abord appelée provisoirement « Nord-Pas-de-Calais-Picardie ».
Elle s'étend sur 31 806 km2 et compte cinq départements : l'Aisne, le Nord, l'Oise, le Pas-de-Calais et la Somme. Son chef-lieu est Lille, principale ville de la région et auparavant déjà chef-lieu du Nord-Pas-de-Calais. Amiens, chef-lieu de la Picardie, est la deuxième ville de la région.
La région est limitrophe de l'Île-de-France située au sud, de la Normandie à l'ouest et du Grand Est à l'est. De plus, elle est frontalière de la Belgique sur toute sa partie nord-est, tandis qu'elle est bordée à l'ouest et au nord par la Manche et la mer du Nord.
Située au cœur de l'Europe de l'Ouest, avec 5 998 916 habitants en 2022, et une densité de population de 189 hab/km2, elle représente la 5e région la plus peuplée de France et la 2e la plus densément peuplée de France métropolitaine après l'Île-de-France.
Le conseil régional est présidé par Xavier Bertrand depuis le 4 janvier 2016.

## Géographie

### Localisation

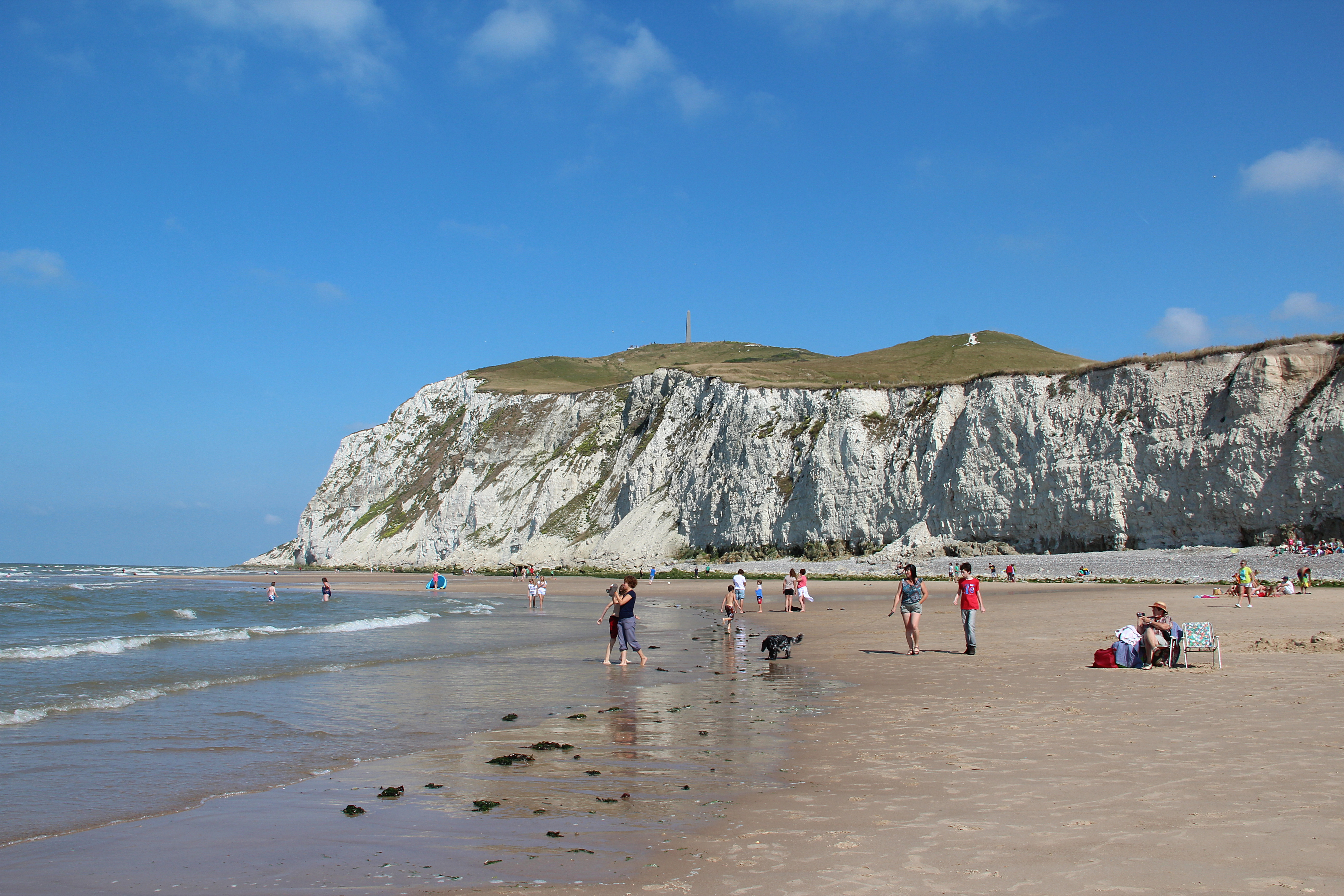
Le Grand Site des Deux Caps, au plus près des côtes anglaises.

La région est située dans le nord du territoire de la France : la commune de Bray-Dunes (51° 05′ N, 2° 32′ E) en est le point le plus septentrional, tous territoires confondus. Étendue entre les 49e et 51e parallèles nord, la région s'étend sur 31 806 km2 de superficie, soit 5,8 % du territoire français. Comme le reste de la France métropolitaine, elle se situe sur le fuseau horaire de l'heure normale d'Europe centrale (UTC+01:00) et lors du passage à l'heure d'été, elle se situe sur le fuseau horaire de l'heure d'été d'Europe centrale (UTC+02:00).
Elle est bordée au nord par la mer du Nord sur 45 kilomètres et à l'ouest par la Manche sur plus de 120 kilomètres. De l'autre côté se situe le Kent au Royaume-Uni à 32 kilomètres au minimum (au niveau du cap Gris-Nez). Du côté terrestre, la région est frontalière de la Belgique (provinces de Hainaut et de Flandre Occidentale) au nord-est, de Bray-Dunes à Watigny, sur plus de 350 kilomètres. Elle est également limitrophe de la Normandie, à l'ouest, de l'Île-de-France, au sud, et du Grand Est, à l'est.

### Géologie et relief

#### Géologie
La région occupe essentiellement des portions de vastes bassins sédimentaires, notamment la partie nord du bassin parisien et la partie sud-ouest du bassin de Flandre. Il n'y a pas de séparation entre les deux en surface, ces deux bassins sont en continuité pour une partie des séries géologiques qui les composent. La limite conventionnelle en surface est constituée par les collines de l'Artois et le seuil de Bapaume.

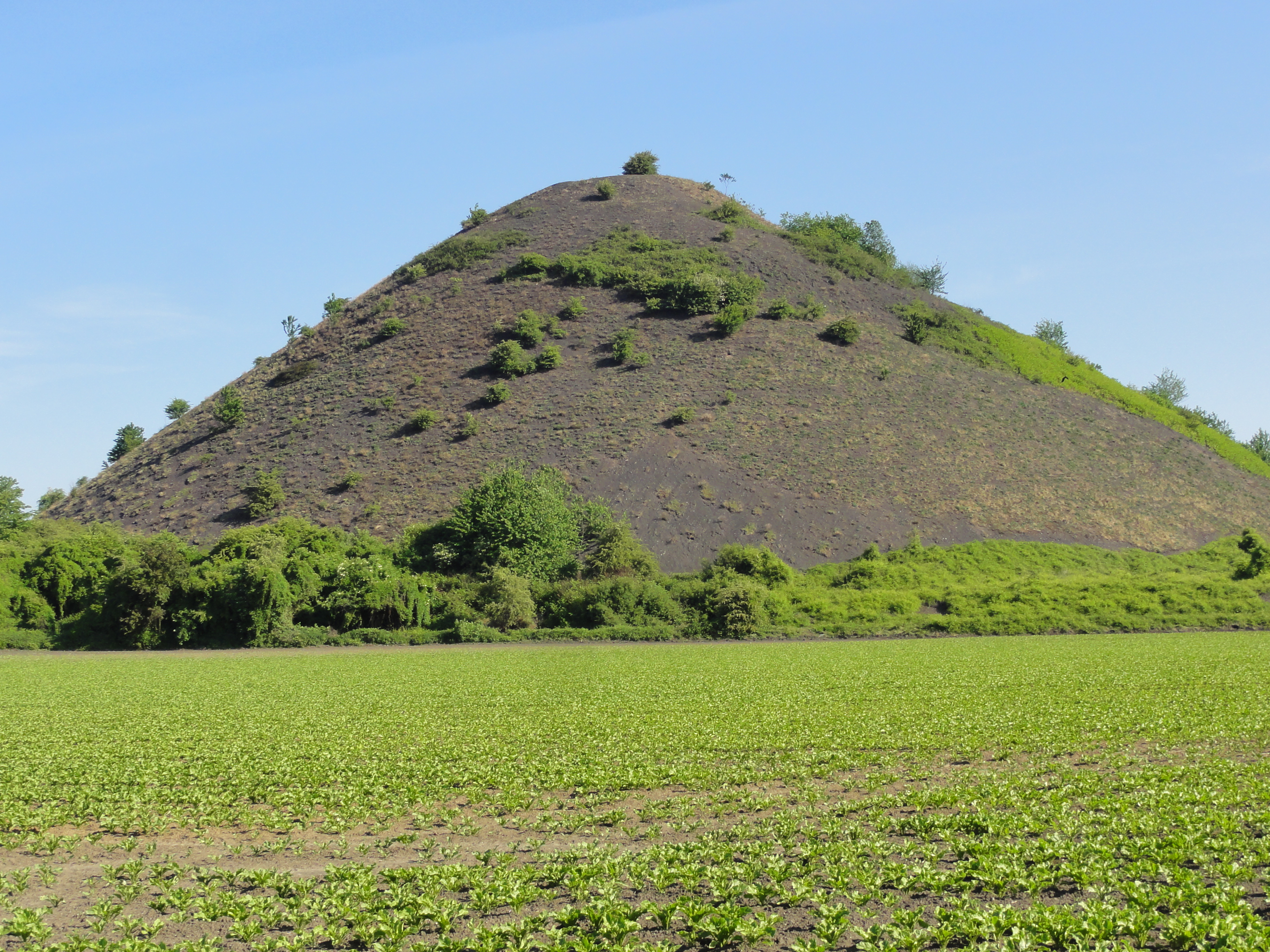
Un terril à Escaudain, au cœur du bassin minier près de Valenciennes.

Le sous-sol de la région est dominé par des formations du Crétacé. Le Crétacé supérieur, qui couvre de loin la plus large superficie, est marqué par une roche calcaire particulière : la craie. Elle est cependant souvent dissimulée sous une couche de limon (lœss), déposée au Quaternaire, qui favorise la richesse de l'agriculture. La craie fut autrefois utilisée comme pierre à bâtir et pierre à chaux dans une grande partie de la région, de nombreuses carrières souterraines en témoignent. Ces formations s'ouvrent à l'ouest sur les formations du Crétacé inférieur et du Jurassique sous-jacentes (et ponctuellement du Paléozoïque) dans les boutonnières du Boulonnais et du pays de Bray, où des substrats plus variés affleurent, dont des argiles de qualité qui ont alimenté une production de céramique dans ces deux contrées. Le Jurassique émerge aussi en Thiérache, mais il s'agit cette fois de l’extrémité nord de l'auréole jurassique du Bassin parisien qui pointe dans la région. Il y a deux domaines importants couverts par des sédiments du Tertiaire : la plaine de Flandre dans le nord-est de la région où l'on trouve principalement des argiles et des sables (qui ont servi à produire les briques qui caractérisent fortement l'architecture de cette partie de la région), et dans le sud (ancienne Île-de-France) où les substrats sont variés selon les couches qui affleurent : argiles, sables, grès, et les calcaires du Lutétien. Les calcaires lutétiens sont exploités à grande échelle depuis des siècles pour la production de pierre de taille, c'est la principale pierre à bâtir historiquement utilisée dans le sud de la région et à Paris (dont la pierre de Saint-Leu de la vallée de l'Oise), puis dans le reste de la région où elle fut exportée à partir du XIXe siècle jusqu'à Lille pour remplacer la craie dans les constructions. Le Tertiaire forme aussi des buttes témoins souvent sableuses (avec parfois du grès dur, ayant servi à produire des pavés et utilisé dans l'architecture ancienne pour les fondations et les soubassements), dispersées sur les terrains du Crétacé.
Le Paléozoïque, situé sous les terrains plus récents, a été massivement exploité en profondeur pour sa houille dans le bassin minier du Nord-Pas-de-Calais (autour de Lens et Douai) entre la fin du XVIIe et la fin du XXe siècle.
L'Avesnois ainsi qu'une petite portion de la Thiérache attenante forment un territoire géologiquement différencié du reste de la région. Des roches du Paléozoïque plus ou moins déformées y affleurent : grès, schistes, calcaires durs (la pierre bleue, utilisée dans l'architecture locale), etc. On n'est plus ici dans les bassins sédimentaires proprement dits mais dans les contreforts de l'Ardenne.

#### Relief
Le relief est assez faible : l'altitude moyenne est d'environ 98 mètres, ce qui place la région au 11e rang parmi les 13 de France métropolitaine. L'altitude maximale est de 295 mètres, atteinte à Watigny dans l'Aisne, non loin du plateau ardennais. Le relief est néanmoins assez varié, partagé entre les très bas reliefs de la plaine de Flandre, des bas plateaux assez plats (Santerre, Cambraisis) et divers plateaux un peu plus hauts entaillés de nombreuses vallées, comme dans le Soissonais, le Valois, l'Omois, les bassins versants des fleuves côtiers de Picardie et d'Artois (bassin de la Somme, la Bresle, l'Authie, la Canche avec le pays des Sept Vallées, l'Aa), ainsi que d'autres paysages vallonnés comme le Boulonnais, l'Avesnois, la Thiérache, le Laonnois, le Noyonnais, le Beauvaisis, etc.

### Climat
Le climat de la région Hauts-de-France est un climat de type océanique. D'un bout à l'autre de la région, ce climat présente des nuances dans le déroulement des saisons et dans ses variétés locales où se combinent altitudes, plaines et vallées, versants abrités ou exposés, proximité ou éloignement du littoral, etc.
Sur les côtes de la Manche et de la mer du Nord, le caractère océanique est très marqué. Les amplitudes thermiques sont faibles, ce qui donne des hivers relativement doux et peu enneigés et des étés frais. Le temps est variable à cause des vents, très fréquents et parfois violents, qui influencent le climat en fonction de leur direction.
En s'éloignant des côtes, le climat garde les mêmes caractéristiques que celui des côtes, tout en se rapprochant progressivement du climat continental, avec moins de vent, des écarts de température plus marqués et des jours de gelée et de neige plus nombreux.
Les températures enregistrées dans les Hauts-de-France augmentent en moyenne au rythme de + 0,29 °C par décennie.
| Station          | Température min. en hiver (en °C) | Température max. en été (en °C) | Précipitations mars-août (en mm) | Précipitations sept-févr (en mm) | Ensoleillement par an (en heures) | Nombre de jours de : | Nombre de jours de : | Nombre de jours de : | Nombre de jours de : |
| Station          | Température min. en hiver (en °C) | Température max. en été (en °C) | Précipitations mars-août (en mm) | Précipitations sept-févr (en mm) | Ensoleillement par an (en heures) | Brouillard           | Orage                | Neige                | Vent                 |
| ---------------- | --------------------------------- | ------------------------------- | -------------------------------- | -------------------------------- | --------------------------------- | -------------------- | -------------------- | -------------------- | -------------------- |
| Abbeville        | 2,0                               | 21,2                            | 363,6                            | 417,7                            | 1678                              | 35                   | 25                   | 17                   | 28                   |
| Beauvais         | 1,3                               | 22,9                            | 322,9                            | 343,7                            | 1706                              | 52                   | 18                   | 15                   | 55                   |
| Boulogne-sur-Mer | 3,2                               | 19,7                            | 292,6                            | 410,0                            | 1678                              | 43                   | 12                   | 8                    | 119                  |
| Dunkerque        | 3,5                               | 20,3                            | 309,7                            | 370,0                            |                                   | 34                   | 10                   | 11                   | 101                  |
| Lille            | 1,6                               | 22,3                            | 368,5                            | 372,9                            | 1628                              | 62                   | 19                   | 18                   | 65                   |
| Saint-Quentin    | 1,0                               | 22,3                            | 356,5                            | 346,1                            | 1660                              | 73                   | 17                   | 15                   | 57                   |

### Milieux naturels et biodiversité

#### Réserves naturelles nationales
- la réserve naturelle nationale de la baie de Somme ;
- la réserve naturelle nationale de la baie de Canche ;
- la réserve naturelle nationale de l'étang Saint-Ladre ;
- la réserve naturelle nationale des grottes et des pelouses d'Acquin-Westbécourt et des coteaux de Wavrans-sur-l'Aa ;
- la réserve naturelle nationale des landes de Versigny ;
- la réserve naturelle nationale des marais d'Isle ;
- la réserve naturelle nationale du marais de Vesles-et-Caumont ;
- la réserve naturelle nationale du Platier d'Oye ;
- la réserve naturelle nationale de la dune Marchand ;
- la réserve naturelle nationale des étangs du Romelaëre.

#### Parcs naturels régionaux
- le parc naturel régional de la Baie de Somme Picardie Maritime ;
- le parc naturel marin des estuaires picards et de la mer d'Opale ;
- le parc naturel régional des caps et marais d'Opale ;
- le parc naturel régional Scarpe-Escaut ;
- le parc naturel régional Oise-Pays de France ;
- le parc naturel régional de l'Avesnois ;

#### Sites naturels
- Aisne
  - Coteau de Chartèves
- Nord
  - Jardin écologique du Vieux-Lille
  - Marais de Wagnonville
  - Annelles, Lains et Pont Pinnet
  - Prairies du val de Sambre
  - Prairies du Schoubrouck
  - Tourbière de Vred
  - Pré des Nonnettes
  - Mont de Baives
  - Réserve de l'Escaut-rivière
- Oise
  - Mont Ganelon
  - Mont César

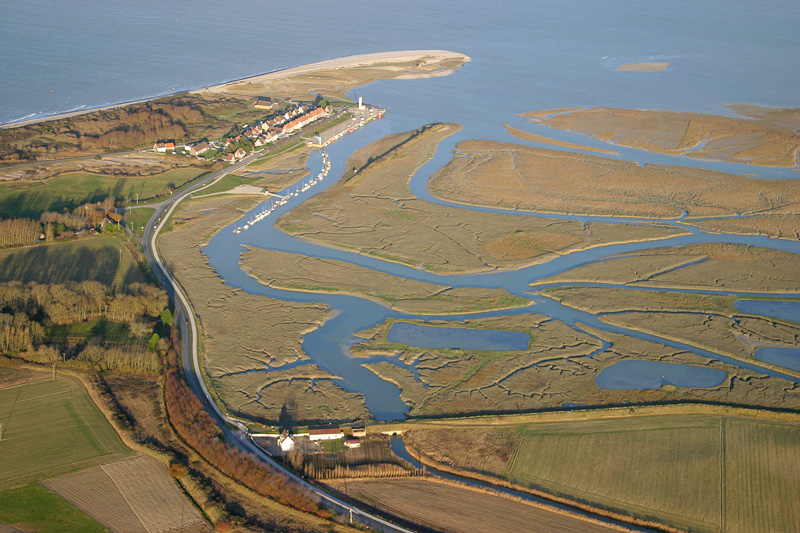
La baie de Somme, l'anse du Hourdel.

  - Larris et tourbières de Saint-Pierre-es-Champs
- Pas-de-Calais
  -  Cap Blanc-Nez
  -  Cap Gris-Nez
  - Marais de Condette
  - Dunes d'Écault
  - Baie d'Authie
  - Marais audomarois
- Somme
  -  Baie de Somme
  - Hâble d'Ault
  - Hortillonnages d'Amiens
  - Montagne d'Eclusier-Vaux
  - Montagne de Frise
  - Montagne de Montenoy
  - Grand Marais de La Queue
  - Étangs de La Barette

(liste non exhaustive)

#### Forêts
Avec 428 000 hectares de forêt (privée à 72 %) produisant 4 000 000 m3/an de bois, la région est la dernière de France en superficie forestière (13,4 % de l'espace) mais la 5e région en consommation de bois.
Hors boisements ONF, la forêt est détenue par un peu plus de 120 000 propriétaires, souvent détenteurs de petites parcelles (seuls 1 900 d'entre-eux possèdent un massif de 25 hectares ou plus). Cette forêt mobilise pour sa gestion et son exploitation environ 8 800 entreprises (42 000 emplois) selon la filière Nord-Picardie Bois en 2017.
Après une longue phase de régression du haut Moyen Âge à la révolution industrielle, cette forêt a regagné du terrain et est encore en expansion (+10 % en quinze ans vers 2000-2010). Elle est feuillue à plus de 90 %, l'enrésinement y étant pour l'essentiel artificiel. Les peupleraies y sont nombreuses, également artificielles, et essentiellement dans les vallées humides,,.
Les forêts de plus de 1 000 ha sont :
- Forêt d'Andigny
- Forêt de Boulogne
- Forêt de Chantilly
- Forêt de Compiègne
- Forêt de Crécy
- Forêt de Desvres
- Forêt d'Ermenonville
- Forêt d'Halatte
- Forêt d'Hesdin
- Forêt de Hez-Froidmont
- Forêt d'Hirson - Forêt de Saint-Michel-en-Thiérache
- Forêt de Laigue
- Forêt de Mormal
- Forêt de Nieppe
- Forêt d'Ourscamp-Carlepont
- Forêt de Raismes-Saint-Amand-Wallers
- Forêt de Retz
- Forêt de Rihoult-Clairmarais
- Forêt de Saint-Gobain
- Forêt de Thelle

### Environnement
La pollution atmosphérique génère dans la région 6 500 décès prématurés par an et une perte d’espérance de vie entre 11 et 16 mois selon la Fédération Atmo France. Dans le bassin Artois-Picardie, moins d’un quart des cours d’eau présente un bon état écologique et chimique et moins du tiers des eaux souterraines présente un bon état chimique. Au cours de la période 1995-2014, les populations d’oiseaux des milieux agricoles du Nord-Pas-de-Calais ont chuté de 50 %. Deux Plans de protection de l'atmosphère (PPA), mis en place par l’État, respectivement en 2014 (pour les départements du Nord et du Pas de Calais) puis en 2015 (pour l’agglomération de Creil) visent à réduire les émissions de PM10 des secteurs du transport, du résidentiel-tertiaire, de l’industrie et de l’agriculture pour descendre sous les seuils réglementaires. Le SRADDET fixe des objectifs déclinant régionalemnet ceux du programme national de réduction des émissions de polluants atmosphériques (PREPA), que les SCoT, PLU / PLUI et SRCAE doivent reprendre.

Carte de la région montrant les pays traditionnels.
Amiénois
Artois propre
Audomarois
Beauvaisis
Blootland
Brie
Boulonnais
Calaisis
Cambrésis
Carembault
Ferrain
Gohelle
Hainaut
Houtland
Laonnois
Mélantois
Noyonnais
Omois
Orxois
Ostrevent
Pays de la Lys
Pévèle
Ponthieu
Rémois
Ressontois
Soissonnais
Talou
Tardenois
Ternois
Thiérache
Tournaisis
Valois
Vendeuillois
Vermandois
Vexin français
Vimeu
Weppes

### Pays traditionnels
Bien que les Hauts-de-France soient divisés avant la Révolution en entités politiques distinctes, on relate la présence de plusieurs régions culturelles sur son territoire, ne faisant pas écho aux divisions administratives, dont les principales sont la Picardie et les Flandres.

#### La Picardie
Le territoire culturel picard est bien plus vaste que la région administrative ou que l'ancienne province.
De nombreuses villes du Nord-Pas-de-Calais sont dites de Picardie dès le Moyen Âge. Barthélemy l'Anglais, dans son encyclopédie inclut alors les villes d'Amiens, Arras, Beauvais et Tournai en Picardie, il mentionne aussi le Hainaut.
Arras est par exemple connue pour être le berceau de la culture littéraire picarde, avec ses trouvères comme Jean Bodel ou Adam de la Halle. Ce qui en fait pour certains la capitale littéraire de la Picardie, ou encore la clé de voute de l'identité picarde.

« grand plaisir à voir draps et hautes lices ouvrés à Arras en Picardie »

— Jean Froissart, Chroniques
Au XVe siècle, le poète François Villon parle de « Picardes de Valenciennes ».

#### Les Flandres
En plus de la province de Flandre française, des territoires situés politiquement en Artois sont dits flamands, c'est le cas des environs de Béthune, Saint-Omer et Aire-sur-la-Lys que l'on nomme Flandres artésiennes.
On relate alors plusieurs territoires nommés flamands :
- Flandre maritime (Dunkerque et ses alentours)
- Flandre lilloise (arrondissement de Lille)
- Flandres artésiennes (autour de Béthune, Saint-Omer, Aire-sur-la-Lys)

Jusqu'aux VIIe – VIIIe siècles, ces Flandres artésiennes étaient de langue thioise (bas-francique, ancêtre du flamand) mais la région a très tôt été picardisée, dès les VIIIe – IXe siècles. Malgré cette francisation précoce la toponymie flamande est restée vivace (par exemple Hulluch, Nortkerque, Oblinghem, Westrehem, Isbergues, Gonnehem, etc.).

#### Autres régions
D'autres régions culturelles sont situées dans le territoire des Hauts-de-France, comme la Champagne, autour de l'Orxois, l'Omois et le Tardenois, avec comme ville forte, Château-Thierry ; et le Vexin français, autour de Chaumont dans l'Oise.

## Urbanisme

### Occupation des sols
En 2024, avec 10 %, les Hauts-de-France sont la deuxième région la plus artificialisée de France pour une moyenne nationale de 6 %. Sur la période 2011-2021, 16 290 ha ont été artificialisés. 
La loi climat et résilience qui prévoit le Zéro artificialisation nette (ZAN) autorise, pour la période de 2021 à 2031, la région à une artificialisation maximum de 8 145 ha, cette superficie se répartissant entre la région, les intercommunalités et les communes, ces deux dernières disposant d’un compte foncier local. 
| Types d'espace               | pourcentage |
| ---------------------------- | ----------- |
| Habitat                      | 53 %        |
| Activité                     | 34 %        |
| Infrastructures ferroviaires | 7 %         |
| Infrastructures routières    | 5 %         |
| Mixte                        | 2 %         |

### Voies de communication et transports

Carte des autoroutes et des principales liaisons ferroviaires de la région.

La région fait la jonction entre l'Île-de-France et la Belgique via un réseau routier et ferré important, mais aussi avec l'Angleterre via le tunnel sous la Manche et de grands ports maritimes tels que ceux de Calais et Dunkerque.
La région abrite plusieurs aéroports dont les principaux sont ceux de Beauvais-Tillé et de Lille-Lesquin.

#### Réseau routier
La région est traversée par 3 axes autoroutiers majeurs : l'A1 relie Paris à Lille, desservant le secteur de Creil/Compiègne puis Arras et le bassin minier. L'A16 relie le nord de la région parisienne à la frontière belge en desservant Beauvais, Amiens, Abbeville, Boulogne-sur-Mer, Calais et Dunkerque. Enfin, l'A26 réalise la liaison entre Calais et Troyes via Arras, Saint-Quentin et Laon.
D'autres autoroutes relient entre elles des agglomérations de la région ou à proximité : l'A2 se sépare de l'A1 au nord de Péronne pour rejoindre Bruxelles en desservant Cambrai et Valenciennes, l'A21 traverse le bassin minier, l'A28 lie Abbeville à Rouen en suivant la côte, et l'A29 met en communication Reims et Le Havre en passant par Amiens et Saint-Quentin. Enfin, outre l'A1, quatre autoroutes rejoignent Lille : l'A22, l'A23, A25 et A27. Elles permettent respectivement d'aller, depuis Lille, à Courtrai (via Tourcoing), Valenciennes, Dunkerque et Tournai.

#### Réseau ferré
Le réseau ferré est bien développé. La ligne grande vitesse Nord relie Paris à Lille (via la gare TGV Haute-Picardie) et permet de rejoindre Londres (via la gare de Calais) et Bruxelles. Le TERGV, créé dans la région en 2000, lie certaines villes en utilisant les lignes et les véhicules prévus pour les TGV. Les habitants disposent également de nombreuses lignes TER.

### Énergie
La politique régionale freine le développement de nouveaux parcs éoliens mais soutient les unités de méthanisation, notamment agricoles (plus de 50 en activité en 2020), et les centrales solaires photovoltaïques, notamment sur des friches industrielles désaffectées.

## Toponymie
En picard, le nom de la région est Heuts-d'Franche.

## Histoire
Si la région n'a été créée officiellement qu'en 2016, son territoire n'en garde pas moins une histoire très riche.

### Le territoire avant les Hauts-de-France

Carte de la région avec ses départements, montrant les provinces qui existaient sur son territoire au XVIII.
Picardie
Île-de-France
Artois
Flandre française
Hainaut français
Cambrésis
Champagne
Normandie

La région est constituée de plusieurs provinces historiques, partiellement ou en totalité. La majeure partie du territoire est occupée par la Picardie, qui comprend la plus grande partie de la Somme, de l'Oise, de l'Aisne, mais aussi la côte maritime du Pas-de-Calais jusqu'à Calais. Ses villes principales sont Amiens, Saint-Quentin, Beauvais, Boulogne-sur-Mer, Calais, Compiègne, Abbeville, Laon, Creil, Senlis et Soissons. On retrouve aussi un bout de l'Île-de-France historique, au sud-ouest de l'Oise, avec le Vexin français autour de Chaumont-en-Vexin, un morceau de la Champagne est aussi présent à l'extrême sud de l'Aisne autour de Château-Thierry. Il s'agit d'une partie de la Brie. Les communes de Gauville, Fourcigny et Morvillers-Saint-Saturnin dans le département de la Somme font quant à eux partie historiquement de la Normandie.
Plus au nord, se situe l'ancienne province d'Artois dans le Pas-de-Calais, elle est divisée en deux entités, l'Artois flamand (ou Flandres artésiennes), autour de Béthune, Saint-Omer et Aire-sur-la-Lys, et l'Artois picard composé du reste de la province autour d'Arras et d'Hesdin-la-Forêt. On notera aussi le Cambrésis, petit pays traditionnel autonome qui constitue les alentours de Cambrai, un morceau du Hainaut que l'on appelle Hainaut français (l'autre partie se trouve en Belgique) s'étend autour de Valenciennes et de Maubeuge. Enfin, on a la Flandre française qui se subdivise en Flandre romane, autour de Lille, dite romane en raison de son parler local picard, et de la Flandre flamingante, en raison de son parler local flamand, qu'on appelle aussi le Westhoek français, et qui comprend Dunkerque et Hazebrouck. À partir du XVIIe siècle, on a regroupé ces territoires sous le nom de Pays-Bas français, car il s'agissait de nouvelles acquisitions faites par la France sur les Pays-Bas espagnols, ces Pays-Bas dits espagnols devenaient ainsi des Pays-Bas dits français.
Jusqu'au XVIIIe siècle, la région est divisée en plusieurs gouvernements généraux et particuliers, des entités administratives d'Ancien Régime qui faisaient autorité sur le plan militaire. Il s'agissait à l'époque des gouvernements de Picardie (autour d'Amiens, Saint-Quentin, Boulogne et Calais), de Flandre française, qui regroupait, en plus de la Flandre française, le Hainaut. Le gouvernement d'Artois (autour d'Arras, Lens et Béthune), tandis que le gouvernement de l'Île-de-France débordait sur la moitié sud de la province de Picardie, prenant ainsi des villes comme Beauvais, Compiègne, Soissons, Senlis ou Laon, qui ne sont pourtant pas des villes d'Île-de-France, mais bien de Picardie. Cette présence de territoires appartenant à la Picardie dans le gouvernement d'Île-de-France sera soulignée à plusieurs reprises par les cartographes de Louis XIV, par l'Encyclopédie de Diderot et d'Alembert,,, ou par des auteurs tels que Robert de Hesseln. Le gouvernement de Champagne, quant à lui, possédait alors Château-Thierry. La Révolution française marquera la création des départements actuels et l'abolition des gouvernements généraux militaires.
La position frontalière des Hauts-de-France en a fait une place économique et militaire stratégique. De tous temps, elle fut au cœur d'importants conflits notamment durant les deux Guerres mondiales.

### Création de la région

#### Idée de fusion de la Picardie avec la Champagne-Ardenne
Dans sa tribune du 3 juin 2014, le président François Hollande pose les bases de la réforme territoriale de 2014. Il propose alors de passer de 22 à 14 régions métropolitaines. La carte jointe à la tribune indique que le Nord-Pas-de-Calais resterait en l'état tandis que la Picardie fusionnerait avec la Champagne-Ardenne.
Le socialiste Claude Gewerc, président du conseil régional de Picardie, se dit alors « très surpris » du mariage annoncé de sa région avec sa voisine champenoise. Il rajoute que des trois possibilités de rassemblement (Normandie, Nord-Pas-de-Calais et Champagne-Ardenne), cette dernière n'avait pas « [sa] préférence ». Christophe Coulon, président du groupe UMP au conseil régional, critique pour sa part la réforme et constate, malgré des points communs, qu'il n'y a ni flux « économique » ni flux « humain » entre les deux régions. Plusieurs élus du parti ont également demandé l'organisation d'un référendum, notamment Xavier Bertrand.
Barbara Pompili, coprésidente du groupe écologiste à l'Assemblée nationale et députée de la Somme, estime que la non-fusion entre Picardie et Nord-Pas-de-Calais résulte de la volonté de François Hollande de ne pas donner « une grande région à Marine Le Pen ». Elle ajoute que la fusion avec le Nord-Pas-de-Calais « ce ne serait pas dans la joie, mais ce serait dans une logique ». Les élus FN du conseil régional picard ont eux aussi critiqué la réforme et indiqué que le non-mariage entre la Picardie et le Nord-Pas-de-Calais était une volonté « politico-électorale » du président afin d'éviter la prise de la nouvelle région par le parti.
Du côté nordiste, à l'image de Daniel Percheron, l'ensemble de la majorité régionale se félicite de l'autonomie de la région : l'entité étant suffisamment grande aux yeux des responsables politiques. Cette position est également défendue par Philippe Rapeneau, chef de l'opposition régionale. Les frontistes nordistes rejoignent pour leur part leurs collègues picards.
Le 18 juin 2014, le projet de loi est déposé par le ministre de l'Intérieur, Bernard Cazeneuve, au Sénat, alors à majorité de gauche. La carte proposée par le ministère est la même que celle de la tribune. Le 10 juillet 2014, Carlos Da Silva présente au nom de la commission des Lois de l'Assemblée nationale un nouveau texte de loi. La carte qui l'accompagne présente une nouvelle fois la fusion de la Picardie avec la région Champagne-Ardenne et l'autonomie du Nord-Pas-de-Calais.

#### Idée de fusion de la Picardie avec le Nord-Pas-de-Calais
Le découpage des régions est amendé lors des travaux préparatoires de la chambre basse et, le 15 juillet 2014, l'article 1er proposé au vote entraîne la fusion du Nord-Pas-de-Calais avec la Picardie, tandis que la Champagne-Ardenne rejoint la Lorraine et l'Alsace.
Ce mariage provoque immédiatement une levée de boucliers de la part des principaux élus socialistes du département du Nord. Ainsi, dans un communiqué de presse, la maire de Lille Martine Aubry et la majorité des députés socialistes du département définissent cette union comme une « aberration économique et sociale ». Cette position est défendue par le républicain Éric Woerth, maire de Chantilly dans l'Oise, qui estime que les intérêts de son département sont à Paris et non à Lille.
En revanche, de nombreux élus se montrent davantage enthousiastes. La réunion de deux régions culturellement et économiquement proches, ainsi que la réunification de la Picardie historique sont soulignés. Pour Claude Gewerc, c'est « déjà une meilleure solution » que celle proposée précédemment. À droite, Gérald Darmanin, maire de Tourcoing, Daniel Fasquelle, maire du Touquet-Paris-Plage, et Xavier Bertrand, ont indiqué être favorables à l'union des deux régions,. Tout en étant opposés à la réforme territoriale, les élus du Front national, à l'instar de Florian Philippot, se sont déclarés satisfaits de la fusion qui leur offrirait une victoire « quasi assurée » lors des prochaines régionales.
En dépit de plusieurs amendements restaurant l'autonomie des deux régions déposés, entre autres par Bernard Roman, l'Assemblée nationale vote en première lecture le projet de loi le 23 juillet 2014 lors du vote solennel. Ni le passage devant les deux assemblées en seconde lecture, ni en commission mixte paritaire, ni en nouvelle lecture devant les deux chambres, ni en lecture définitive à l'Assemblée nationale n'ayant modifié l'union entre les deux régions, le mariage est officiellement entériné par le vote du 17 décembre 2014,. Le conseil constitutionnel n'ayant pas censuré la loi, la promulgation de celle-ci au journal officiel le 17 janvier 2015 entérine la naissance de la région « Nord-Pas-de-Calais-Picardie » le 1er janvier 2016, dont le chef-lieu est Lille.

#### Origine du nom
Le nom « Nord-Pas-de-Calais-Picardie » n'avait pas vocation à être définitif. Juxtaposant les noms des anciennes régions par ordre alphabétique, il était celui retenu par la loi en attendant qu'un nouveau nom soit choisi par décret en Conseil d'État sur proposition du conseil régional de la région fusionnée, décision devant intervenir avant le 1er juillet 2016. Le but était de choisir un nom simple et court, pouvant s'exporter à l'étranger et être facilement enregistré par tous les Français, tout en prenant en compte l'importante diversité des territoires de la région. Certains[Qui ?] recommandaient également d'écarter toutes les désignations comportant un nom de point cardinal (Nord, Grand Est, Sud-Ouest) afin de ne pas les « confisquer » au français courant (ce qui a, par ailleurs, toujours fait défaut au département du Nord).
Du 22 au 29 février 2016, une consultation est organisée dans les lycées et les centres d'apprentissage de la région pour proposer un nouveau nom. À l'issue de cette consultation, trois noms sont sélectionnés par le conseil régional : « Hauts-de-France », « Nord-de-France » et « Terres du Nord ». La notion de « haut » de la carte de France comme synonyme du nord du pays attire leur[Qui ?] attention. Pour choisir entre ces trois propositions, le conseil régional a mis en place une consultation en ligne, à laquelle tous les habitants de la région pouvaient participer. Sur les 55 000 participants, 21 151 (soit 38,4 %) ont choisi Hauts-de-France.
Lors de la séance plénière de l'assemblée régionale du 14 mars 2016, le conseil régional adopte l’appellation « Hauts-de-France »,. Ce nom est validé par le Conseil d'État le 28 septembre 2016.
Il est néanmoins critiqué par de nombreux historiens et géographes. Sur le plan historique, en effet, cette dénomination exclut toute toponymie des territoires qui composent la nouvelle région (Picardie, Artois, Flandre, etc.). Du point de vue de la géographie, le terme « haut », et à plus forte raison son pluriel « les hauts de » se rapporte en français à l'amont d'un fleuve ou à l'altitude d'une région. Cette dénomination confond donc l'altitude avec la latitude, voire avec le « haut de la carte », alors même que le point culminant de cette nouvelle collectivité territoriale du nord de la France est le deuxième plus bas du pays, ne dépassant pas les 300 mètres d’altitude. Tout le nord de la région était d'ailleurs appelé sous l'Ancien Régime les Pays-Bas français, ce qui constitue une antinomie remarquable,,.

## Politique et administration
(avril 2017).
Avant la fusion, les deux anciennes régions Nord-Pas-de-Calais et Picardie ont connu des évolutions politiques divergentes. La région Nord-Pas-de-Calais est historiquement acquise au Parti Socialiste, qui a dirigé la région de sa création en 1972 à la fusion, à l'exception d'une brève parenthèse écologiste de 1992 à 1998, et qui y réalise des très bons scores à chaque élection. La Picardie, elle n'est pas acquise à un parti comme le montre l'évolution de son conseil régional dirigé par le centre de 1974 à 1978 (CNIP et UDF), la gauche de 1978 à 1979 (PSD), la droite de 1979 à 1980 (DVD), le parti communiste de 1980 à 1981, le parti socialiste de 1981 à 1985, le centre de 1985 à 2004 (UDF) puis de nouveau le Parti Socialiste jusqu'à la fusion.
Les dernières élections de 2014 et de 2015 bouleversent le paysage politique locale. La gauche perd quatre des cinq conseils départementaux et doit se retirer de l'élection régionale pour faire barrage au front national. Pour la première fois, la gauche, qui a longtemps dirigé les deux anciennes régions, en est absente. Le front national augmente quant à lui fortement son nombre d'élus locaux et remporte la ville d'Hénin-Beaumont en 2014 faisant des Hauts-de-France l'un de ses bastions électoraux.

### Récapitulatif des résultats électoraux récents
| Scrutin             | Département     | 1er tour | 1er tour | 1er tour | 1er tour | 1er tour | 1er tour | 1er tour | 1er tour | 1er tour | 1er tour | 1er tour | 1er tour | 1er tour | 2d tour     | 2d tour     | 2d tour     | 2d tour     | 2d tour     | 2d tour     | 2d tour     | 2d tour     | 2d tour     | 2d tour     |
| Scrutin             | Département     | 1er      | 1er      | %        | 2e       | 2e       | %        | 3e       | 3e       | %        | 4e       | 4e       | %        | Abs      | 1er         | 1er         | %           | 2e          | 2e          | %           | 3e          | 3e          | %           | Abs         |
| ------------------- | --------------- | -------- | -------- | -------- | -------- | -------- | -------- | -------- | -------- | -------- | -------- | -------- | -------- | -------- | ----------- | ----------- | ----------- | ----------- | ----------- | ----------- | ----------- | ----------- | ----------- | ----------- |
| Présidentielle 2012 | Hauts de France |          | PS       | 27,90    |          | UMP      | 24,09    |          | FN       | 23,85    |          | FG       | 11,62    | 20,58    |             | PS          | 53,10       |             | UMP         | 46,90       | Pas de 3e   | Pas de 3e   | Pas de 3e   | 20,66       |
| Présidentielle 2012 | 02              |          | PS       | 27,10    |          | FN       | 26,33    |          | UMP      | 24,20    |          | FG       | 10,19    | 19,39    |             | PS          | 52,40       |             | UMP         | 47,60       | Pas de 3e   | Pas de 3e   | Pas de 3e   | 19,68       |
| Présidentielle 2012 | 59              |          | PS       | 27,97    |          | UMP      | 24,70    |          | FN       | 21,91    |          | FG       | 12,62    | 22,12    |             | PS          | 52,88       |             | UMP         | 47,12       | Pas de 3e   | Pas de 3e   | Pas de 3e   | 22,11       |
| Présidentielle 2012 | 60              |          | UMP      | 26,59    |          | FN       | 25,08    |          | PS       | 24,90    |          | FG       | 10,11    | 19,07    |             | UMP         | 52,66       |             | PS          | 47,34       | Pas de 3e   | Pas de 3e   | Pas de 3e   | 19,32       |
| Présidentielle 2012 | 62              |          | PS       | 29,44    |          | FN       | 25,53    |          | UMP      | 21,86    |          | FG       | 11,54    | 20,13    |             | PS          | 56,18       |             | UMP         | 43,82       | Pas de 3e   | Pas de 3e   | Pas de 3e   | 20,36       |
| Présidentielle 2012 | 80              |          | PS       | 28,37    |          | UMP      | 23,90    |          | FN       | 23,77    |          | FG       | 11,00    | 18,15    |             | PS          | 54,41       |             | UMP         | 45,59       | Pas de 3e   | Pas de 3e   | Pas de 3e   | 17,88       |
| Européennes 2014    | Hauts de France |          | FN       | 36,24    |          | UMP      | 17,44    |          | PS       | 11,20    |          | MODEM    | 9,44     | 57,85    | Tour unique | Tour unique | Tour unique | Tour unique | Tour unique | Tour unique | Tour unique | Tour unique | Tour unique | Tour unique |
| Européennes 2014    | 02              |          | FN       | 40,02    |          | UMP      | 20,73    |          | PS       | 10,79    |          | MODEM    | 6,75     | 56,32    | Tour unique | Tour unique | Tour unique | Tour unique | Tour unique | Tour unique | Tour unique | Tour unique | Tour unique | Tour unique |
| Européennes 2014    | 59              |          | FN       | 32,80    |          | UMP      | 17,11    |          | MODEM    | 11,54    |          | PS       | 11,29    | 59,70    | Tour unique | Tour unique | Tour unique | Tour unique | Tour unique | Tour unique | Tour unique | Tour unique | Tour unique | Tour unique |
| Européennes 2014    | 60              |          | FN       | 38,26    |          | UMP      | 20,03    |          | PS       | 9,69     |          | MODEM    | 7,64     | 56,51    | Tour unique | Tour unique | Tour unique | Tour unique | Tour unique | Tour unique | Tour unique | Tour unique | Tour unique | Tour unique |
| Européennes 2014    | 62              |          | FN       | 38,89    |          | UMP      | 15,41    |          | PS       | 12,19    |          | MODEM    | 8,00     | 57,13    | Tour unique | Tour unique | Tour unique | Tour unique | Tour unique | Tour unique | Tour unique | Tour unique | Tour unique | Tour unique |
| Européennes 2014    | 80              |          | FN       | 37,15    |          | UMP      | 17,15    |          | PS       | 10,72    |          | MODEM    | 9,55     | 54,82    | Tour unique | Tour unique | Tour unique | Tour unique | Tour unique | Tour unique | Tour unique | Tour unique | Tour unique | Tour unique |
| Régionales 2015     | Hauts de France |          | FN       | 40,64    |          | LR       | 24,97    |          | PS       | 18,12    |          | PCF      | 5,32     | 45,19    |             | LR          | 57,77       |             | FN          | 42,23       |             | PS          | Retrait     | 38,76       |
| Régionales 2015     | 02              |          | FN       | 43,55    |          | LR       | 29,02    |          | PS       | 23,81    |          | PCF      | 4,04     | 44,56    |             | LR          | 53,76       |             | FN          | 46,24       |             | PS          | Retrait     | 38,27       |
| Régionales 2015     | 59              |          | FN       | 37,04    |          | LR       | 26,01    |          | PS       | 19,42    |          | PCF      | 6,09     | 47,05    |             | LR          | 61,84       |             | FN          | 38,16       |             | PS          | Retrait     | 40,22       |
| Régionales 2015     | 60              |          | FN       | 42,08    |          | LR       | 26,81    |          | PS       | 14,72    |          | EELV     | 5,07     | 46,36    |             | LR          | 55,88       |             | FN          | 44,12       |             | PS          | Retrait     | 39,23       |
| Régionales 2015     | 62              |          | FN       | 44,38    |          | LR       | 20,58    |          | PS       | 19,52    |          | PCF      | 5,16     | 42,99    |             | LR          | 54,12       |             | FN          | 45,88       |             | PS          | Retrait     | 37,49       |
| Régionales 2015     | 80              |          | FN       | 41,02    |          | LR       | 26,33    |          | PS       | 17,27    |          | PCF      | 4,90     | 41,79    |             | LR          | 56,37       |             | FN          | 43,63       |             | PS          | Retrait     | 35,48       |
| Présidentielle 2017 | Hauts de France |          | FN       | 31,04    |          | LFI      | 19,59    |          | EM       | 19,50    |          | LR       | 16,13    | 21,81    |             | EM          | 52,94       |             | FN          | 47,06       | Pas de 3e   | Pas de 3e   | Pas de 3e   | 25,00       |
| Présidentielle 2017 | 02              |          | FN       | 35,67    |          | EM       | 17,94    |          | LFI      | 16,99    |          | LR       | 16,30    | 21,34    |             | FN          | 52,91       |             | EM          | 47,09       | Pas de 3e   | Pas de 3e   | Pas de 3e   | 24,15       |
| Présidentielle 2017 | 59              |          | FN       | 28,22    |          | LFI      | 21,28    |          | EM       | 19,85    |          | LR       | 16,75    | 23,11    |             | EM          | 56,90       |             | FN          | 43,10       | Pas de 3e   | Pas de 3e   | Pas de 3e   | 26,76       |
| Présidentielle 2017 | 60              |          | FN       | 30,88    |          | EM       | 19,80    |          | LFI      | 17,68    |          | LR       | 17,54    | 20,15    |             | EM          | 53,28       |             | FN          | 46,72       | Pas de 3e   | Pas de 3e   | Pas de 3e   | 23,79       |
| Présidentielle 2017 | 62              |          | FN       | 34,35    |          | LFI      | 19,13    |          | EM       | 18,45    |          | LR       | 14,29    | 18,37    |             | FN          | 52,06       |             | EM          | 47,94       | Pas de 3e   | Pas de 3e   | Pas de 3e   | 24,05       |
| Présidentielle 2017 | 80              |          | FN       | 30,37    |          | EM       | 21,75    |          | LFI      | 18,61    |          | LR       | 16,22    | 19,68    |             | EM          | 54,22       |             | FN          | 45,78       | Pas de 3e   | Pas de 3e   | Pas de 3e   | 22,15       |
| Européennes 2019    | Hauts de France |          | RN       | 33,55    |          | LREM     | 17,95    |          | EELV     | 10,31    |          | LFI      | 7,05     | 48,51    | Tour unique | Tour unique | Tour unique | Tour unique | Tour unique | Tour unique | Tour unique | Tour unique | Tour unique | Tour unique |
| Européennes 2019    | 02              |          | RN       | 39,88    |          | LREM     | 15,65    |          | EELV     | 7,83     |          | UDC      | 7,19     | 47,41    | Tour unique | Tour unique | Tour unique | Tour unique | Tour unique | Tour unique | Tour unique | Tour unique | Tour unique | Tour unique |
| Européennes 2019    | 59              |          | RN       | 29,56    |          | LREM     | 19,11    |          | EELV     | 12,06    |          | LFI      | 7,37     | 50,42    | Tour unique | Tour unique | Tour unique | Tour unique | Tour unique | Tour unique | Tour unique | Tour unique | Tour unique | Tour unique |
| Européennes 2019    | 60              |          | RN       | 32,93    |          | LREM     | 18,30    |          | EELV     | 9,93     |          | UDC      | 8,01     | 48,57    | Tour unique | Tour unique | Tour unique | Tour unique | Tour unique | Tour unique | Tour unique | Tour unique | Tour unique | Tour unique |
| Européennes 2019    | 62              |          | RN       | 38,07    |          | LREM     | 16,05    |          | EELV     | 9,46     |          | LFI      | 6,92     | 46,89    | Tour unique | Tour unique | Tour unique | Tour unique | Tour unique | Tour unique | Tour unique | Tour unique | Tour unique | Tour unique |
| Européennes 2019    | 80              |          | RN       | 33,37    |          | LREM     | 19,69    |          | LFI      | 8,51     |          | EELV     | 8,06     | 45,24    | Tour unique | Tour unique | Tour unique | Tour unique | Tour unique | Tour unique | Tour unique | Tour unique | Tour unique | Tour unique |
| Régionales 2021     | Hauts de France |          | UD       | 41,42    |          | RN       | 24,37    |          | UGE      | 18,97    |          | UC       | 9,13     | 67,16    |             | UD          | 52,37       |             | RN          | 25,64       |             | UGE         | 21,98       | 66,82       |
| Régionales 2021     | 02              |          | UD       | 48,75    |          | RN       | 25,94    |          | UGE      | 13,40    |          | UC       | 6,45     | 65,08    |             | UD          | 57,22       |             | RN          | 27,17       |             | UGE         | 15,61       | 64,96       |
| Régionales 2021     | 59              |          | UD       | 38,93    |          | RN       | 22,69    |          | UGE      | 22,53    |          | UC       | 10,15    | 69,66    |             | UD          | 50,65       |             | UGE         | 25,73       |             | RN          | 23,62       | 68,99       |
| Régionales 2021     | 60              |          | UD       | 41,94    |          | RN       | 25,45    |          | UGE      | 17,90    |          | UC       | 9,04     | 67,61    |             | UD          | 53,23       |             | RN          | 26,43       |             | UGE         | 20,34       | 67,19       |
| Régionales 2021     | 62              |          | UD       | 41,24    |          | RN       | 26,40    |          | UGE      | 16,74    |          | UC       | 8,67     | 64,94    |             | UD          | 51,81       |             | RN          | 28,42       |             | UGE         | 19,78       | 64,96       |
| Régionales 2021     | 80              |          | UD       | 44,08    |          | RN       | 22,67    |          | UGE      | 17,74    |          | UC       | 8,99     | 63,22    |             | UD          | 55,07       |             | RN          | 23,84       |             | UGE         | 21,09       | 63,42       |
| Présidentielle 2022 | Hauts de France |          | RN       | 33,34    |          | LREM     | 25,40    |          | LFI      | 18,98    |          | REC      | 5,90     | 26,94    |             | RN          | 52,14       |             | LREM        | 47,86       | Pas de 3e   | Pas de 3e   | Pas de 3e   | 26,70       |
| Présidentielle 2022 | 02              |          | RN       | 39,25    |          | LREM     | 22,09    |          | LFI      | 15,49    |          | REC      | 6,87     | 27,06    |             | RN          | 59,91       |             | LREM        | 40,09       | Pas de 3e   | Pas de 3e   | Pas de 3e   | 26,22       |
| Présidentielle 2022 | 59              |          | RN       | 29,27    |          | LREM     | 26,37    |          | LFI      | 21,95    |          | REC      | 5,74     | 28,34    |             | LREM        | 52,83       |             | RN          | 47,17       | Pas de 3e   | Pas de 3e   | Pas de 3e   | 28,72       |
| Présidentielle 2022 | 60              |          | RN       | 32,27    |          | LREM     | 24,30    |          | LFI      | 19,30    |          | REC      | 7,37     | 25,19    |             | RN          | 52,73       |             | LREM        | 47,27       | Pas de 3e   | Pas de 3e   | Pas de 3e   | 25,72       |
| Présidentielle 2022 | 62              |          | RN       | 38,68    |          | LREM     | 24,61    |          | LFI      | 15,78    |          | REC      | 5,16     | 26,18    |             | RN          | 57,50       |             | LREM        | 42,50       | Pas de 3e   | Pas de 3e   | Pas de 3e   | 25,03       |
| Présidentielle 2022 | 80              |          | RN       | 32,79    |          | LREM     | 27,80    |          | LFI      | 17,51    |          | REC      | 5,65     | 25,04    |             | RN          | 51,00       |             | LREM        | 49,00       | Pas de 3e   | Pas de 3e   | Pas de 3e   | 24,02       |

### Jumelages
La région est jumelée avec la région marocaine Marrakech-Safi.
Elle est également jumelée avec l'État du Maryland (États-Unis) depuis 1981,.
La Région signe en 2022, un accord de coopération culturelle pour la période 2021-2024 avec la Communauté flamande de Belgique.
En septembre 2024, les Hauts-de-France et la Rhénanie du Nord-Westphalie renouvellent leur partenariat pour 10 ans.

## Population et société

### Démographie
La région compte 5 997 734 habitants en 2020. La population est essentiellement concentrée dans le Nord-Est de la région : dans la métropole lilloise et l'ancien bassin minier.
| Département   | Population légale 2020 |
| ------------- | ---------------------- |
| Nord          | 2 607 746              |
| Pas-de-Calais | 1 462 167              |
| Oise          | 829 699                |
| Somme         | 568 748                |
| Aisne         | 529 374                |
| TOTAL         | 5 997 734              |

Avec un habitant sur trois de moins de 25 ans, les Hauts-de-France constituent avec l'Île-de-France la région la plus jeune de France métropolitaine.
Entre 2014 et 2020, la population régionale est restée stable (– 0,02 %) contrairement à celle de France métropolitaine (+ 0,3 % par an). La baisse significative de l’excédent naturel (+0.3%) n’a pas permis de compenser le déficit migratoire (-0,3%) sur la période. Une analyse plus fine, montre que le sud de la région (aires urbaines de Paris, Reims, Beauvais et Compiègne), ainsi que les aires urbaines de Lille, Arras, Amiens, Calais et Saint-Omer ont une dynamique positive comprise entre 0,1 et 0,8% par an. Les communes de taille intermédiaire (plus de 500 habitants et moins de 10 000 habitants) ont également attiré de la population sous l’effet de la périurbanisation.
Selon l’Institut national de la statistique et des études économiques (Insee) en 2022, au 1er janvier 2070, si les tendances démographiques récentes se prolongeaient, les Hauts-de-France compteraient 5 406 000 habitants soit une baisse de 10 % de la population comparé à 2018. Cette évolution serait due à un solde naturel en baisse, du fait de la chute des naissances connue depuis 2014 et de l’augmentation des décès liée au vieillissement des générations du baby-boom.
Ainsi, selon ce scénario qualifié de central, la population des Hauts-de-France diminuerait de près de 11 500 personnes en moyenne chaque année. Cela se traduirait par une baisse de 0,2 % par an alors qu’à l’échelle nationale, la population stagnerait (+0,01% par an). En 2070, les Hauts-de-France occuperaient la 5e place des régions les plus peuplées, derrière l’Île-de-France, l’Auvergne-Rhône-Alpes, la Nouvelle-Aquitaine et l’Occitanie.
La région resterait toutefois le territoire où la part des jeunes est la plus élevée de métropole avec une part des jeunes de moins de 20 ans qui passerait de 26 % en 2018 à 21 % en 2070, juste derrière l’Île-de-France 26 %). À l’échelle départementale, l’Aisne et le Pas-de-Calais enregistrerait les baisses les plus importantes. L’Oise et le Nord connaitraient une baisse moins importante alors que la Somme se situerait dans une situation intermédiaire. Le Nord resterait le département le plus peuplé de France.
| 1968                                             | 1975      | 1982      | 1990      | 1999      | 2006      | 2009      | 2011      |
| ------------------------------------------------ | --------- | --------- | --------- | --------- | --------- | --------- | --------- |
| 5 394 354                                        | 5 592 417 | 5 673 260 | 5 775 745 | 5 854 069 | 5 912 999 | 5 944 354 | 5 960 170 |
| 2014                                             | 2015      | 2016      | 2017      | 2018      | 2019      | 2020      | 2021      |
| 6 006 156                                        | 6 009 976 | 6 006 870 | 6 003 815 | 6 004 108 | 5 995 908 | 5 987 795 |           |
| Sources : 1968-2020 recensements Source : Insee. |           |           |           |           |           |           |           |

### Communes les plus peuplées
| \| Lille Amiens Dunkerque Calais Beauvais Saint-Quentin Boulogne-sur-Mer Valenciennes Douai Arras Compiègne Lens Creil Cambrai Liévin Maubeuge \| Carte des communes les plus peuplées des Hauts-de-France (hors banlieue de Lille). |
| Lille Amiens Dunkerque Calais Beauvais Saint-Quentin Boulogne-sur-Mer Valenciennes Douai Arras Compiègne Lens Creil Cambrai Liévin Maubeuge                                                                                          |

| Nom               | Code Insee | Département   | Superficie (km2) | Population (dernière pop. légale) | Densité (hab./km2) | Modifier                                    |
| ----------------- | ---------- | ------------- | ---------------- | --------------------------------- | ------------------ | ------------------------------------------- |
| Lille             | 59350      | Nord          | 34,83            | 238 695 (2022)                    | 6 853              | modifier les données · modifier les données |
| Amiens            | 80021      | Somme         | 49,76            | 134 780 (2022)                    | 2 709              | modifier les données · modifier les données |
| Roubaix           | 59512      | Nord          | 13,23            | 99 507 (2022)                     | 7 521              | modifier les données · modifier les données |
| Tourcoing         | 59599      | Nord          | 15,19            | 99 160 (2022)                     | 6 528              | modifier les données · modifier les données |
| Dunkerque         | 59183      | Nord          | 43,89            | 87 013 (2022)                     | 1 983              | modifier les données · modifier les données |
| Calais            | 62193      | Pas-de-Calais | 33,50            | 67 585 (2022)                     | 2 017              | modifier les données · modifier les données |
| Villeneuve-d'Ascq | 59009      | Nord          | 27,46            | 62 342 (2022)                     | 2 270              | modifier les données · modifier les données |
| Beauvais          | 60057      | Oise          | 33,31            | 55 906 (2022)                     | 1 678              | modifier les données · modifier les données |
| Saint-Quentin     | 02691      | Aisne         | 22,56            | 52 995 (2022)                     | 2 349              | modifier les données · modifier les données |
| Valenciennes      | 59606      | Nord          | 13,82            | 42 979 (2022)                     | 3 110              | modifier les données · modifier les données |
| Arras             | 62041      | Pas-de-Calais | 11,63            | 42 621 (2022)                     | 3 665              | modifier les données · modifier les données |
| Boulogne-sur-Mer  | 62160      | Pas-de-Calais | 8,42             | 41 039 (2022)                     | 4 874              | modifier les données · modifier les données |
| Wattrelos         | 59650      | Nord          | 13,44            | 40 881 (2022)                     | 3 042              | modifier les données · modifier les données |
| Compiègne         | 60159      | Oise          | 53,10            | 40 808 (2022)                     | 769                | modifier les données · modifier les données |
| Marcq-en-Barœul   | 59378      | Nord          | 14,04            | 39 943 (2022)                     | 2 845              | modifier les données · modifier les données |
| Douai             | 59178      | Nord          | 16,88            | 39 833 (2022)                     | 2 360              | modifier les données · modifier les données |
| Creil             | 60175      | Oise          | 11,09            | 36 494 (2022)                     | 3 291              | modifier les données · modifier les données |
| Lens              | 62498      | Pas-de-Calais | 11,70            | 32 697 (2022)                     | 2 795              | modifier les données · modifier les données |
| Cambrai           | 59122      | Nord          | 18,18            | 31 568 (2022)                     | 1 736              | modifier les données · modifier les données |
| Liévin            | 62510      | Pas-de-Calais | 12,83            | 30 113 (2022)                     | 2 347              | modifier les données · modifier les données |

### Aires urbaines
| Rang | Ville-centre     | Aire urbaine (habitants) | Pôle urbain (habitants) |
| ---- | ---------------- | ------------------------ | ----------------------- |
| 1    | Lille            | 1 182 127                | 1 037 939               |
| 2    | Douai - Lens     | 539 870                  | 504 796                 |
| 3    | Béthune          | 370 564                  | 355 764                 |
| 4    | Valenciennes     | 369 326                  | 335 582                 |
| 5    | Amiens           | 295 055                  | 162 106                 |
| 6    | Dunkerque        | 258 030                  | 177 542                 |
| 7    | Boulogne-sur-Mer | 132 031                  | 87 557                  |
| 8    | Calais           | 130 989                  | 100 997                 |
| 9    | Arras            | 130 722                  | 87 173                  |
| 10   | Maubeuge         | 129 965                  | 112 199                 |
| 11   | Beauvais         | 126 182                  | 58 616                  |
| 12   | Creil            | 119 723                  | 119 214                 |
| 13   | Saint-Quentin    | 111 095                  | 65 259                  |
| 14   | Compiègne        | 98 418                   | 70 670                  |
| 15   | Saint-Omer       | 90 997                   | 61 977                  |
| 16   | Armentières      | 78 333                   | 78 333                  |
| 17   | Cambrai          | 66 456                   | 47 453                  |
| 18   | Soissons         | 63 484                   | 42 842                  |
| 19   | Berck            | 57 090                   | 44 950                  |
| 20   | Laon             | 52 706                   | 28 689                  |

### Manifestations culturelles et festivités
Le « Printemps de l'Art déco », est un événement mettant en valeur le patrimoine Art déco de la région Hauts-de-France. D'abord appelé la « Semaine de l'Art déco » lorsqu'il est créé en 2012 par trois communes, Arras, Béthune et Cambrai, l'évènement devient, en 2013, le « Mois de l'Art déco » puis, en 2017, le « Printemps de l'Art déco », son appellation actuelle. En 2025, 23 communes et sites participent à cet événement,.

## Économie
Du fait de la localisation de la région et de sa connexion avec des infrastructures de transport, le tissu productif régional est très intégré dans les chaines de valeur européennes et mondiales autour de grands secteurs (les industries, l’agroalimentaire, la logistique…). La région accueille de nombreux investissements de grandes entreprises, souvent multinationales.
Le produit intérieur brut (PIB) régional se monte à 174 milliards d’euros en 2021, soit 7 % du PIB français. Le PIB par habitant est lui de 29 083 € par habitant (Eurostat).
L’économie régionale se structure autour de 344 000 entreprises en intégrant les établissements sans salariés. Les entreprises de moins de dix salariés représentent 18,4 % de ces établissements. Cette part monte à 83 % si l’on exclut les établissements sans salariés (Eurostat).
D’autre part, les petite ou moyenne entreprise (PME) (moins de 250 salariés) de la région Hauts-de-France représentent environ 30 % des emplois salariés (Insee). Ce taux est proche du niveau national français. Les grandes entreprises et les ETI, elles, sont structurellement présentes en région et représentent 55 % des emplois contre 52 % en France. Les micro-entreprises se trouvent, en conséquence, à un niveau inférieur à celui connu au niveau national (16 %) contre 18 %). Les PME exercent notamment dans des activités de sous-traitance pour des grands groupes au sein de filières industrielles.

### Emploi
Avec un taux de chômage de 8,8 % en moyenne annuelle en 2022, la région des Hauts-de-France est la plus touchée de France métropolitaine.
|                       | Ensemble | Hommes | Femmes | 15-24 ans | 25-49 ans | 50 ans ou plus |
| --------------------- | -------- | ------ | ------ | --------- | --------- | -------------- |
| Hauts-de-France       | 8,8 %    | 9,1 %  | 8,6 %  | 22,7 %    | 7,5 %     | 5,9 %          |
| France métropolitaine | 7,1 %    | 7,3 %  | 6,9 %  | 16,9 %    | 6,4 %     | 5 %            |

### Agriculture
L'agriculture des Hauts-de-France s'est radicalement transformée en un demi-siècle : « de 1970 et 2020 le nombre de fermes en Hauts-de-France s’effondre, passant de 82 000 à 23 500. Dans le même temps, la taille moyenne de ces fermes triple, avec 28 ha par exploitation en 1970 et 91 ha en 2020. [...] La surface agricole des fermes apparait nettement plus hétérogène aujourd’hui qu’elle ne l’était par le passé. En 1970, la moitié des fermes régionales ont une superficie allant de 6 à 33 ha. En 2020, cet intervalle s’étale de 23 à 132 ha. [...] Le nombre moyen d’emplois par ferme reste ainsi stable au cours des 50 dernières années. Toutefois, à surface équivalente, les besoins en main d’œuvre ne cessent de diminuer : en 1970, on compte en moyenne 6,6 emplois pour 100 hectares de terres agricoles contre seulement 1,9 en 2020. [...] Alors qu’en 2000 les agriculteurs de moins de 40 ans sont largement plus nombreux que ceux de plus de 60 ans, la tendance est inversée en 2020. ». Le déclin de l’élevage à l'herbe se traduite par un recul des pâtures : division par deux de 1970 à 2020. 

#### Productions végétales et laitières
La région Hauts-de-France est la deuxième région de France, derrière la région Grand-Est, pour les productions végétales.
Elle produit 10 % du lait français. Chaque jour, les agriculteurs des Hauts-de-France assurent la moitié de la production nationale de sucre avec leurs betteraves et cultivent près de 60 % des pommes de terre françaises. La région assure également la production de la quasi-totalité des endives et choux de Bruxelles français.
|                                       | Céréales | Oléagineux | Protéagineux | Pommes de terre |
| ------------------------------------- | -------- | ---------- | ------------ | --------------- |
| Hauts-de-France                       | 89 225,1 | 4 103,2    | 919,5        | 54 205,6        |
| Poids région vs France métropolitaine | 13,2 %   | 7,1 %      | 12,2 %       | 60,3 %          |

#### Cheptel
|                                       | Bovins | Porcins | Ovins | Caprins | Volailles gallus |
| ------------------------------------- | ------ | ------- | ----- | ------- | ---------------- |
| Hauts-de-France                       | 1 120  | 567     | 149   | 8       | 17 006           |
| Poids région vs France métropolitaine | 6,5 %  | 4,4 %   | 2,2 % | 0,6 %   | 7,3 %            |

#### Viticulture
La région produit 10 % du champagne français.
La législation européenne autorisant, depuis 2016, la plantation de vignes sur le territoire français, pour produire du vin sans indication géographique (VSIG), et le réchauffement climatique, ont permis la plantation des premiers cépages de chardonnay et de pinot dans le département du Nord et du Pas-de-Calais,,.

### Industrie
L’industrie dispose d’un poids important dans l’économie régionale : elle occupe 280 820 salariés en 2022 soit 18,2 % des emplois salariés. La région Hauts-de-France se situe au 4e rang national en nombre d’emplois industriels derrière les régions Île-de-France, Auvergne-Rhône Alpes et Grand Est.
L’agroalimentaire est le premier secteur industriel en termes d’emploi avec un emploi sur six.
Les autres principaux secteurs industriels sont :
- la fabrication de matériels de transport (17 % des emplois industriels)
- la métallurgie (14 % des emplois industriels)
- la transformation à partir de plastiques et d’autres produits non minéraux (11 % des emplois industriels)

A l’intérieur de ces secteurs, la région Hauts-de-France dispose de spécialités importantes : le ferroviaire au sein du secteur fabrication de matériels industriels, le verre au sein du secteur de la transformation à partir de plastiques et d’autres produits non minéraux,.
La région Hauts-de-France occupe une place importante dans l'Industrie automobile française : 30 % de la production de voiture à l’échelle nationale y est réalisé par plusieurs grands groupes automobiles français et mondiaux.

### Tourisme
Le tourisme représente 4,3 % du PIB régional. 70 000 emplois y sont consacrés. Les touristes étrangers viennent principalement de Belgique. Les nuitées étrangères sont représentées principalement par les britanniques (en particulier sur la Côte d'Opale et les environs d'Arras),. La région Hauts-de-France a tenté l'expérience d'une attraction touristique nouvelle, le rando-rail du Pays de Lumbres, qui comporte une option à assistance électrique, via deux parcours de 9 kilomètres à travers les bois et le bocage boulonnais, et les vallons de l'Artois.

## Culture locale et patrimoine

### Architecture locale
L'architecture des Hauts-de-France est très diversifiée, en raison de sa situation entre des régions culturelles différentes. Dans l'ancienne Picardie et à proximité, on retrouve une architecture marquée par la pierre et la craie blanche.

Architecture traditionnelle picarde dans le sud de la région
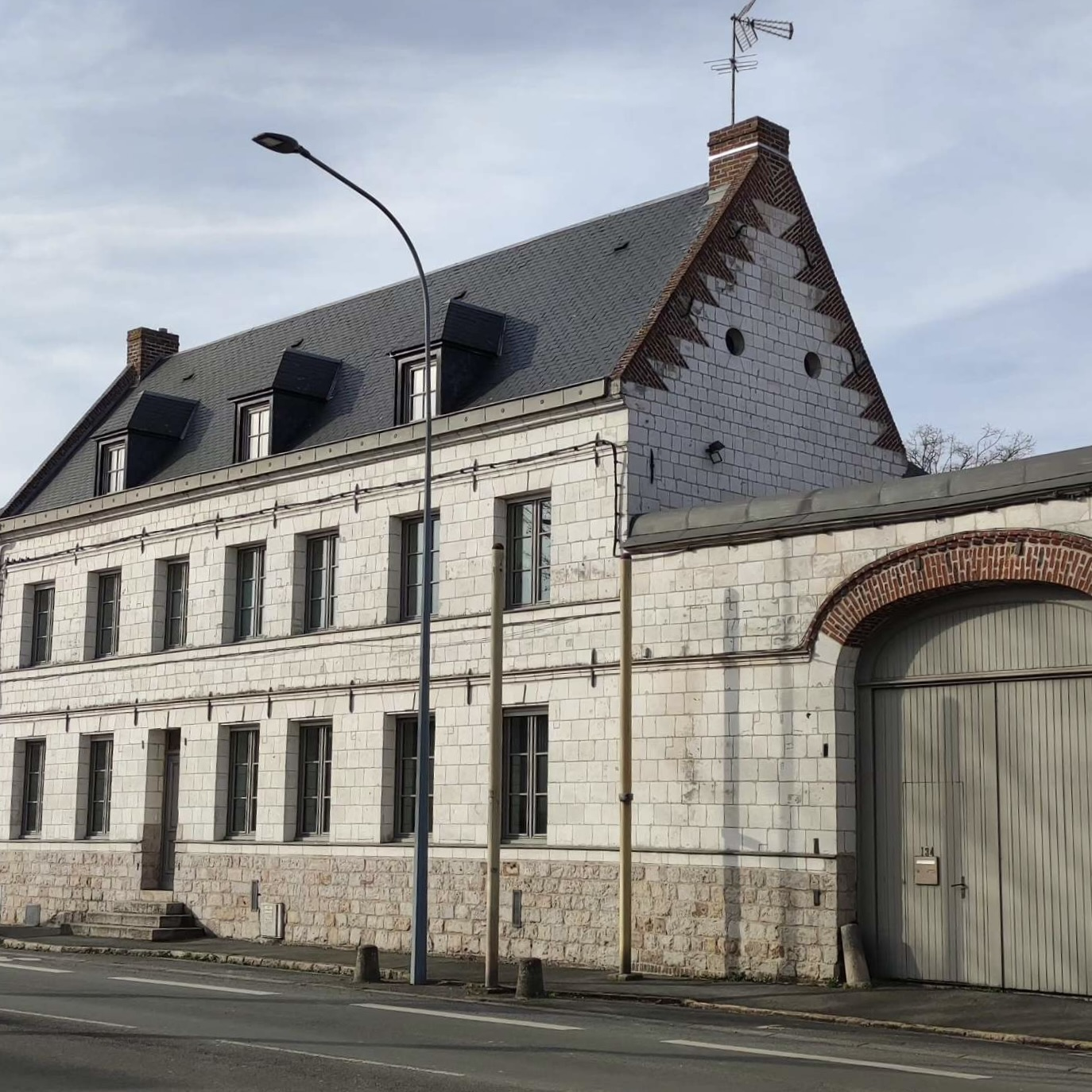
Demeure en pierre avec pignon picard à Arras (Artois)
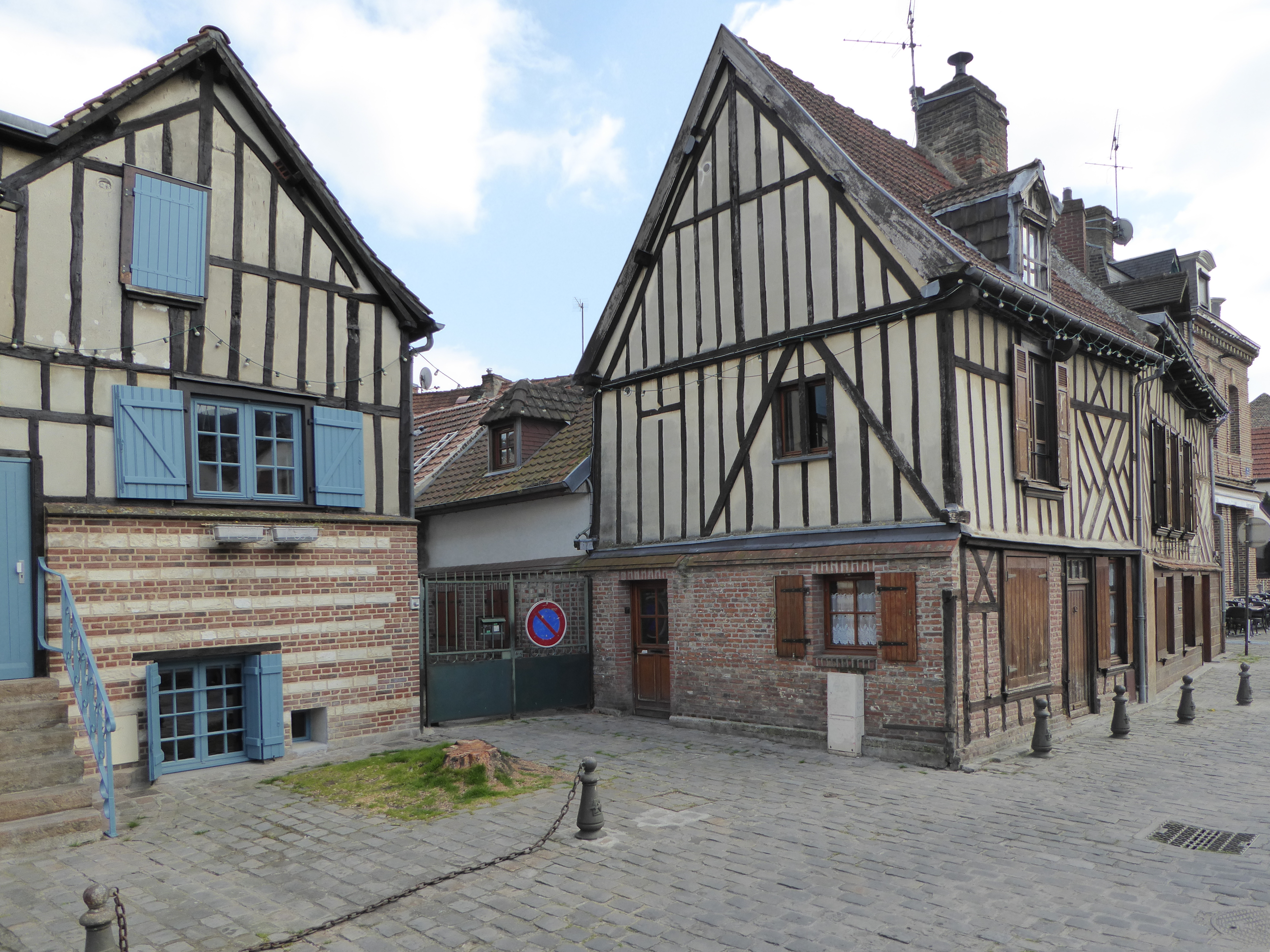
Saint-Leu à Amiens (Somme)
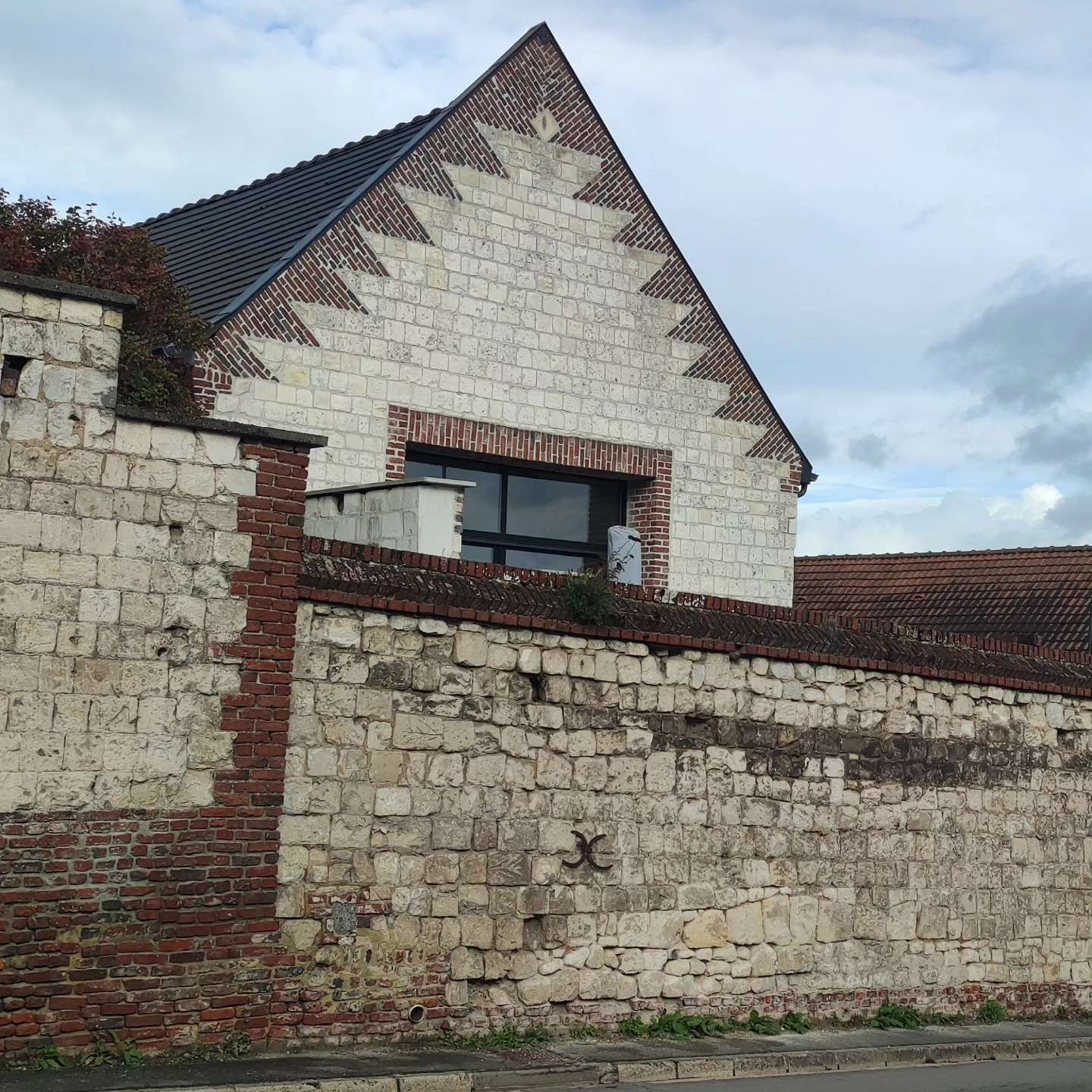
Pignon à couteau picard à Saint-Nicolas-lez-Arras. (Artois)
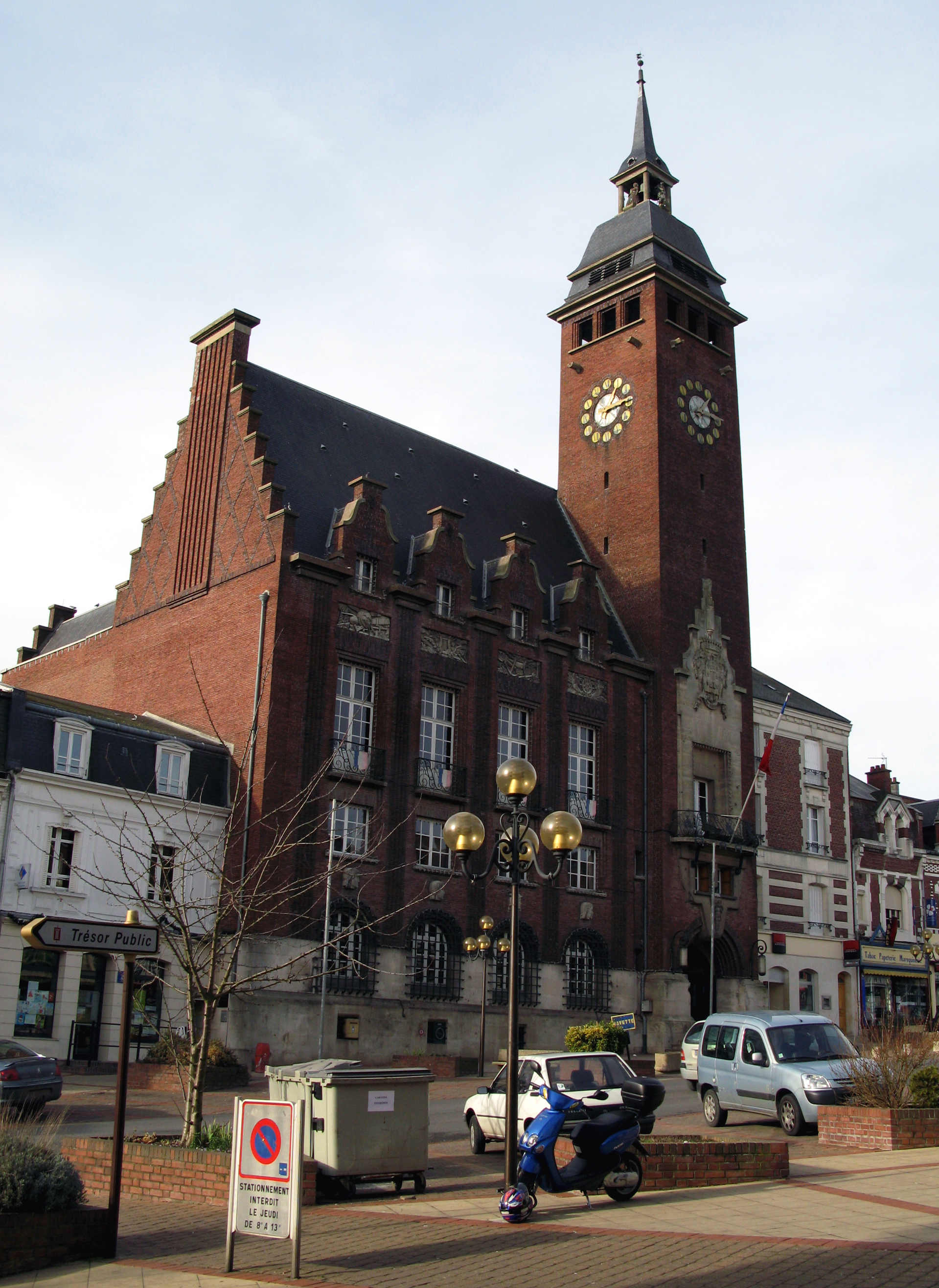
Montdidier (Somme)
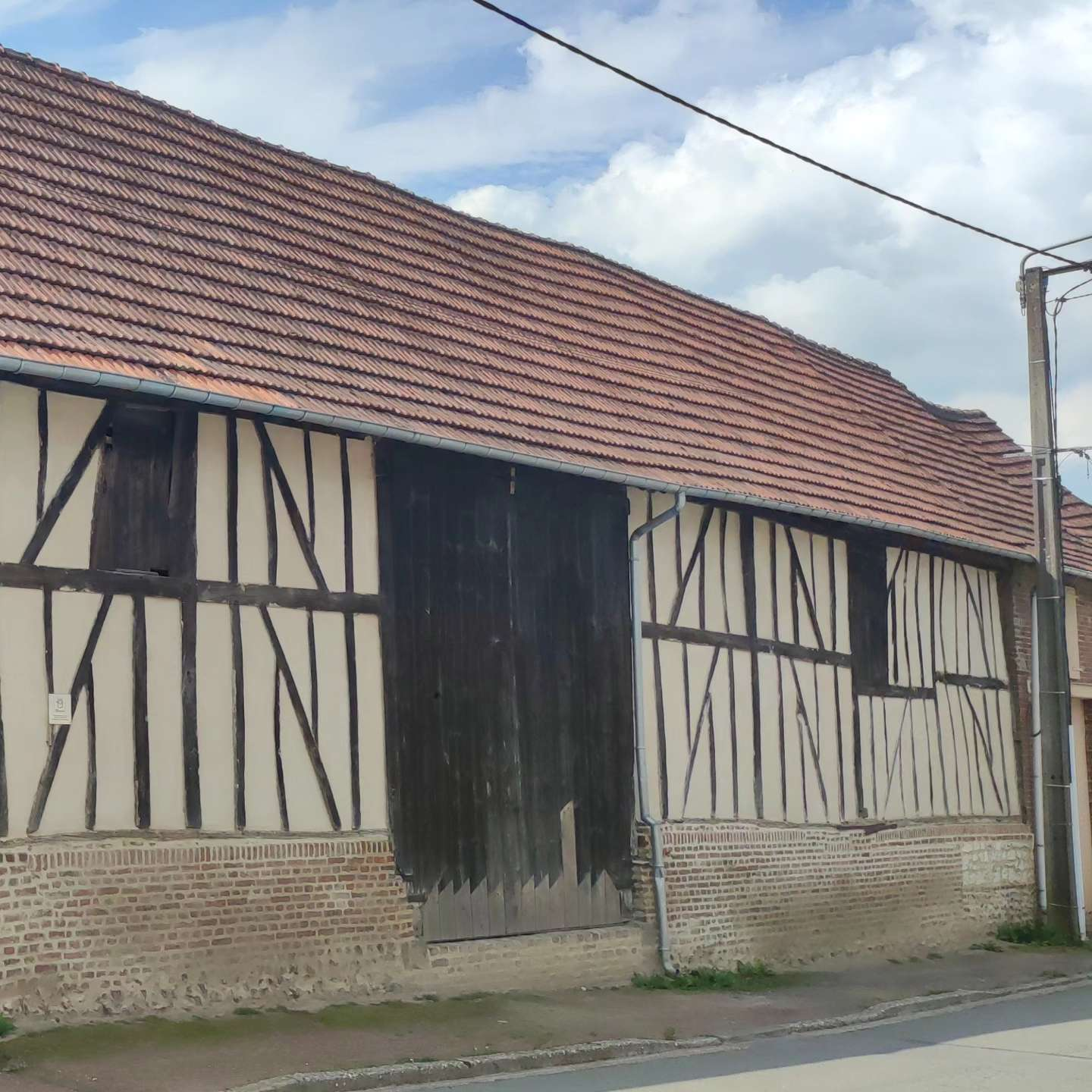
Maison à colombage à Bienvillers-au-Bois (Sud-Artois)
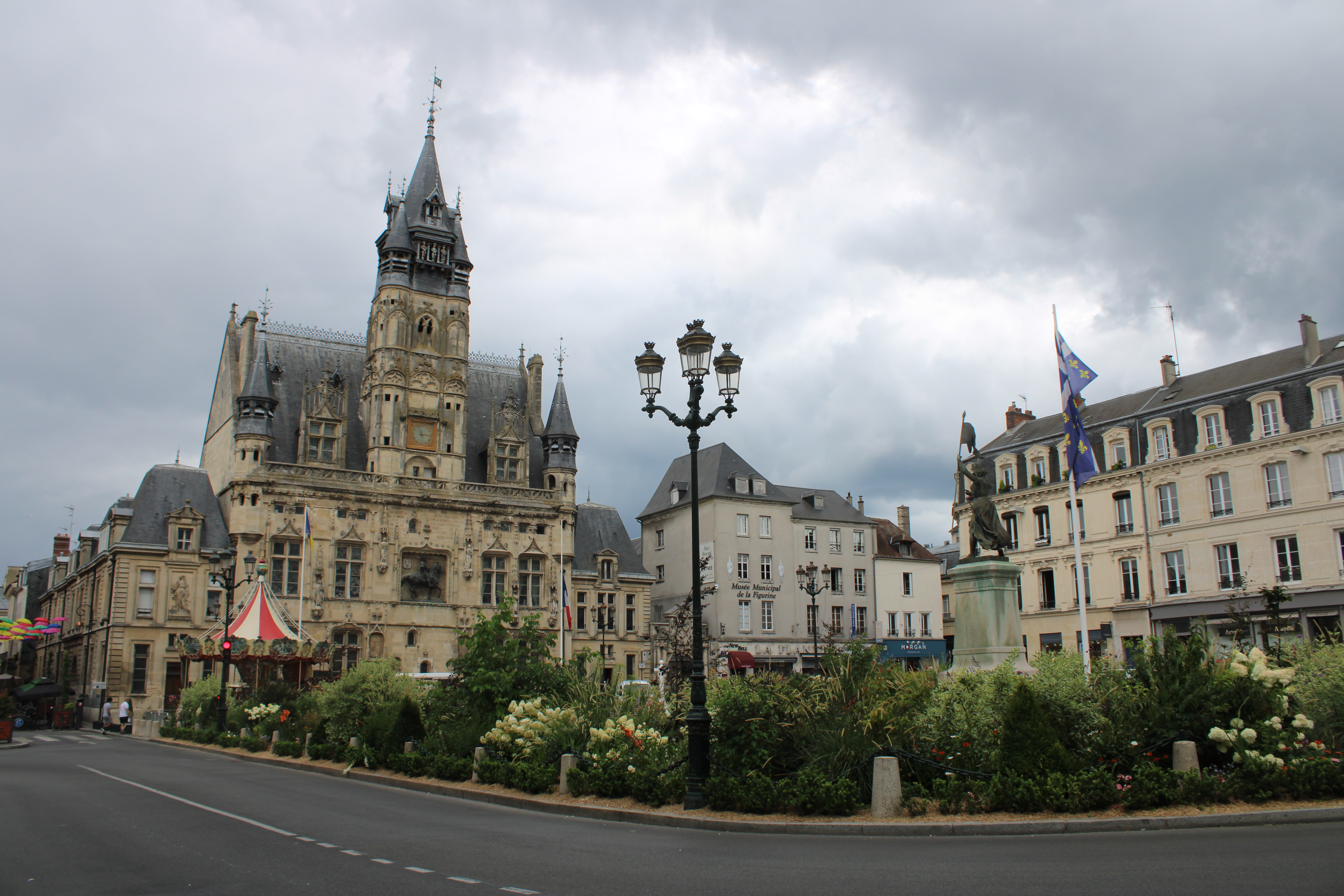
Beffroi de Compiègne (Oise)
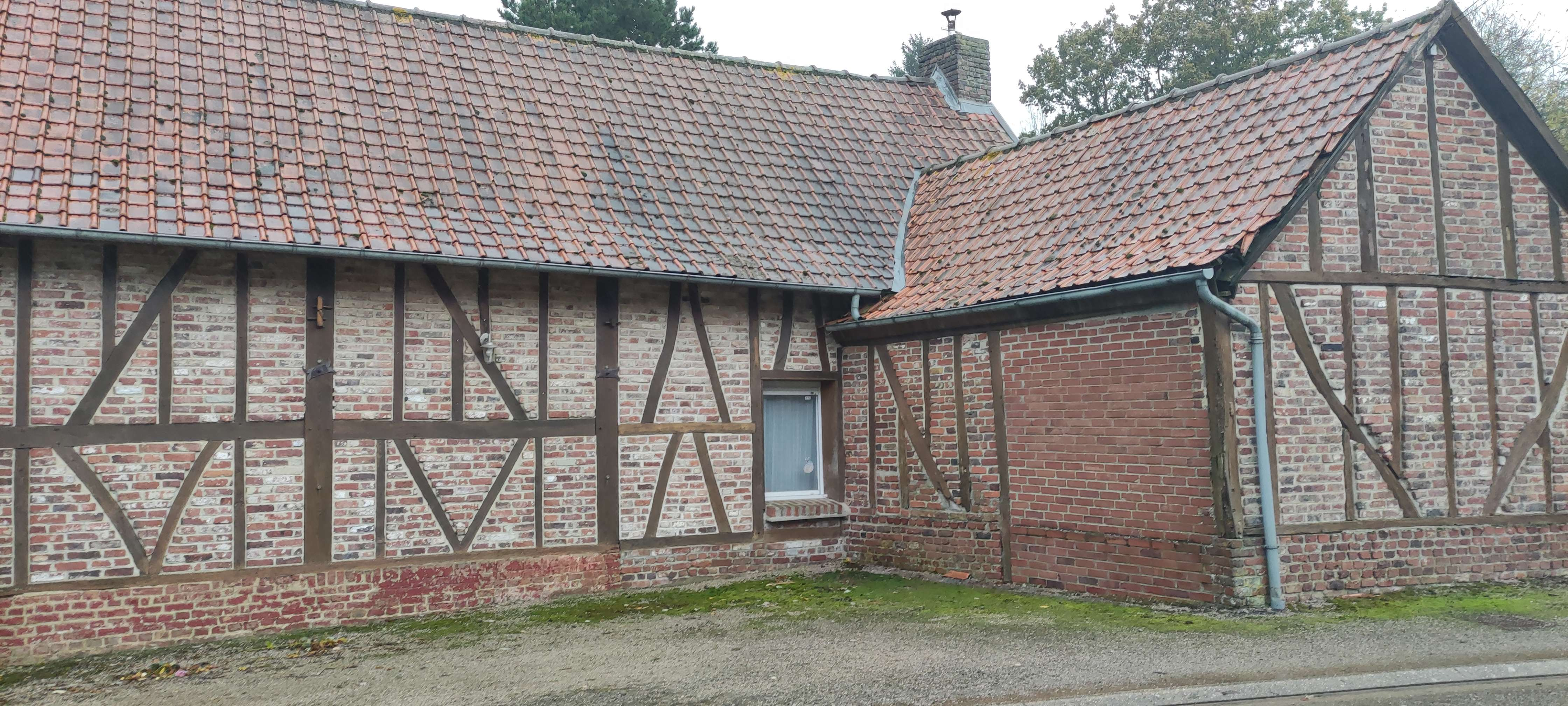
Ferme picarde avec colombages à Moncheaux-lès-Frévent près de Saint-Pol-sur-Ternoise (Ternois)

Dans le nord-est de la région et notamment vers Saint-Omer, Cassel et Ardres, on retrouve une architecture flamande maritime, marquée par la brique de sable. Autour de Lille, Béthune et La Bassée, l'architecture est marquée par la brique rouge, et une architecture traditionnelle flamande.

Architecture traditionnelle flamande dans le nord de la région
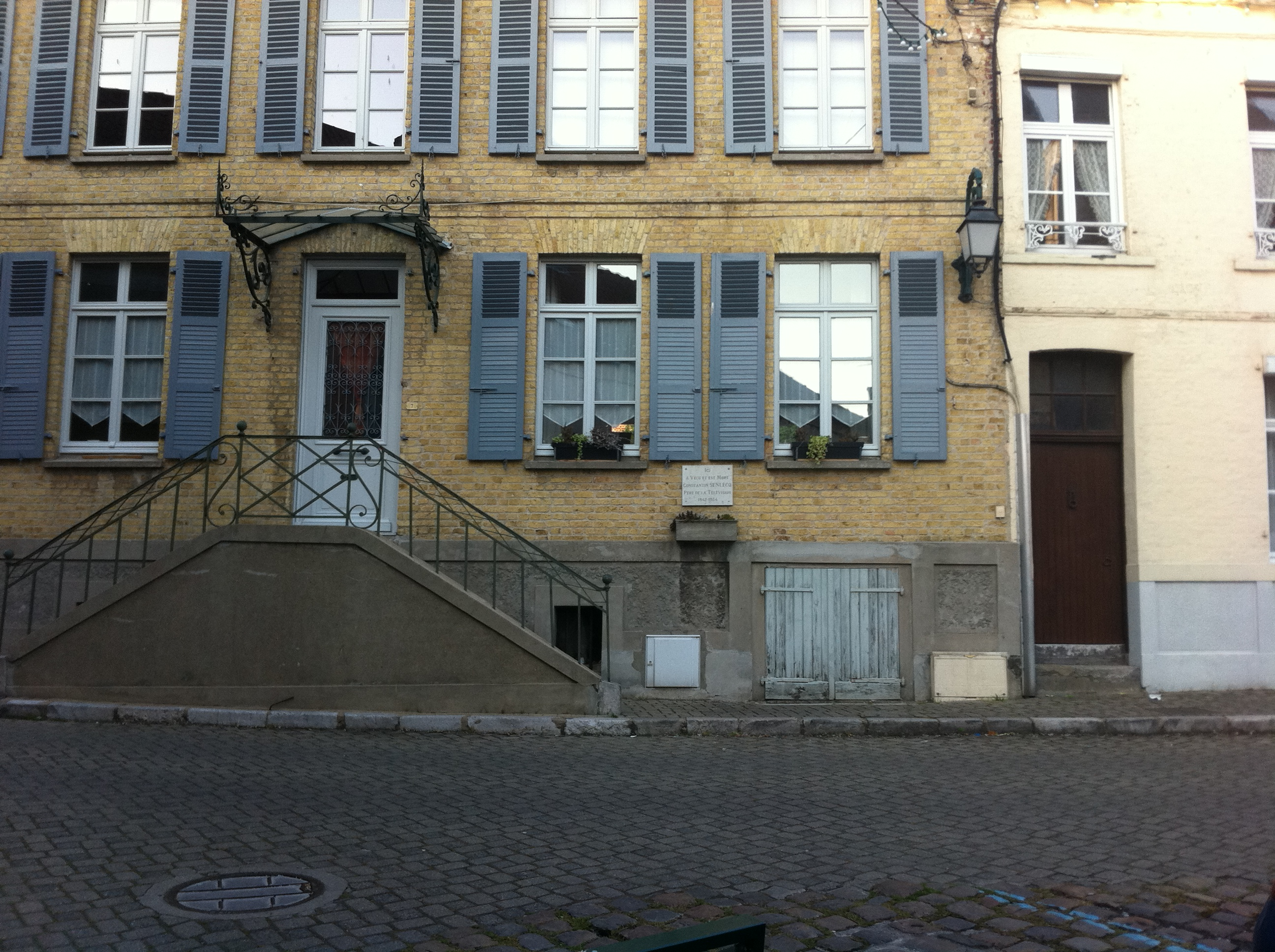
Maison en briques de sable à Ardres
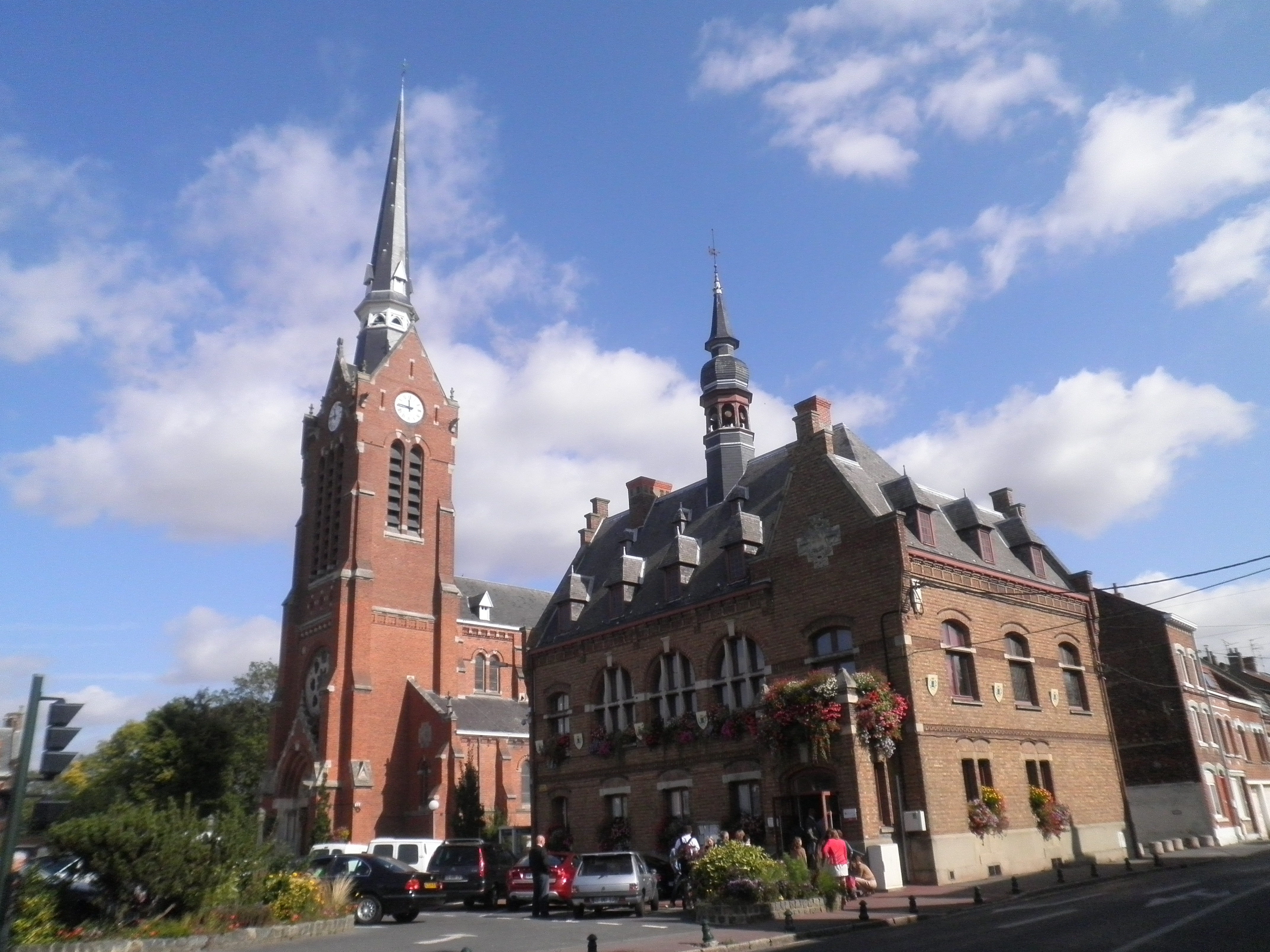
Bourg typique des Flandres à Laventie au nord de Béthune
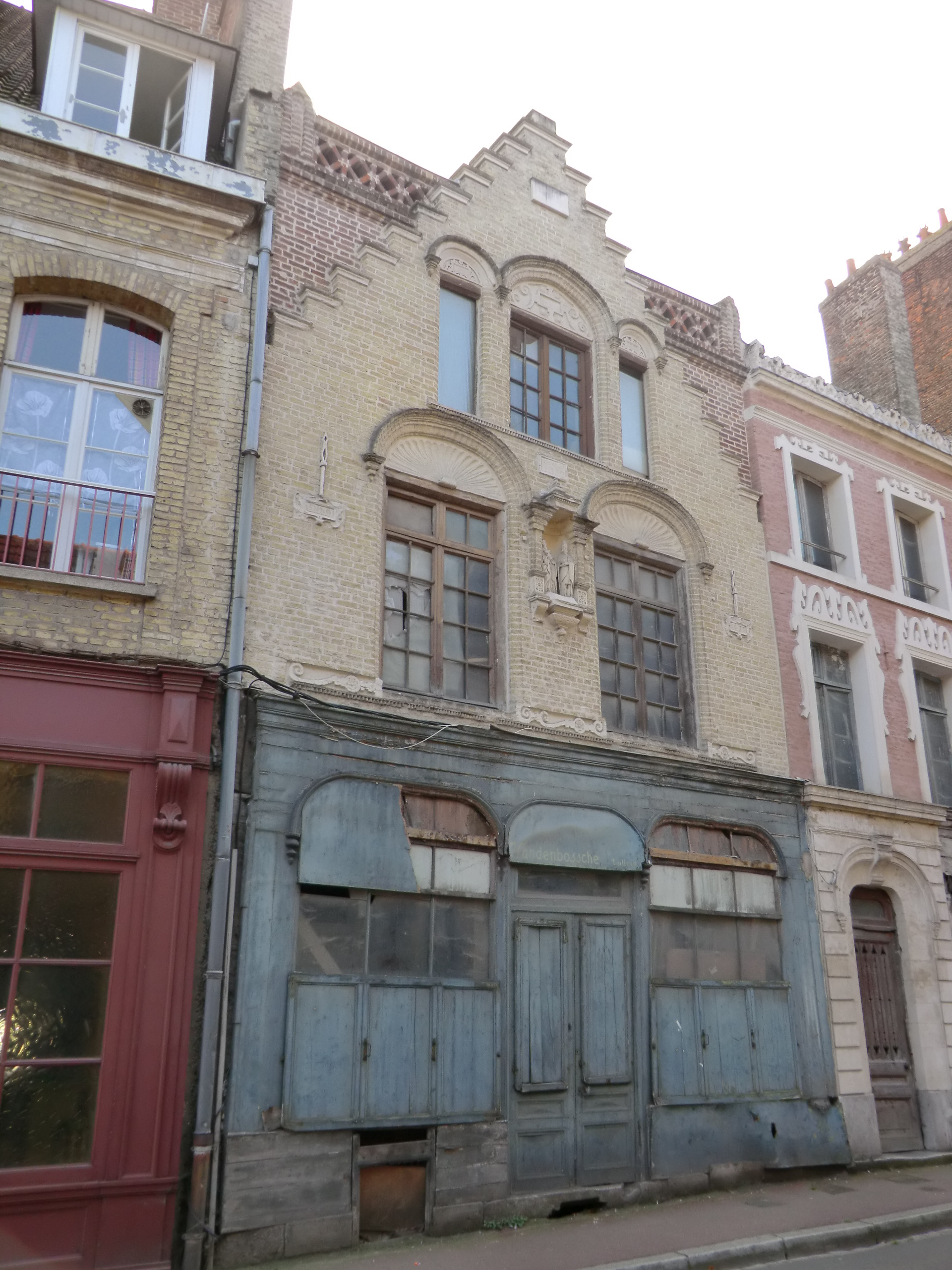
Pignon flamand en briques de sables à Saint-Omer
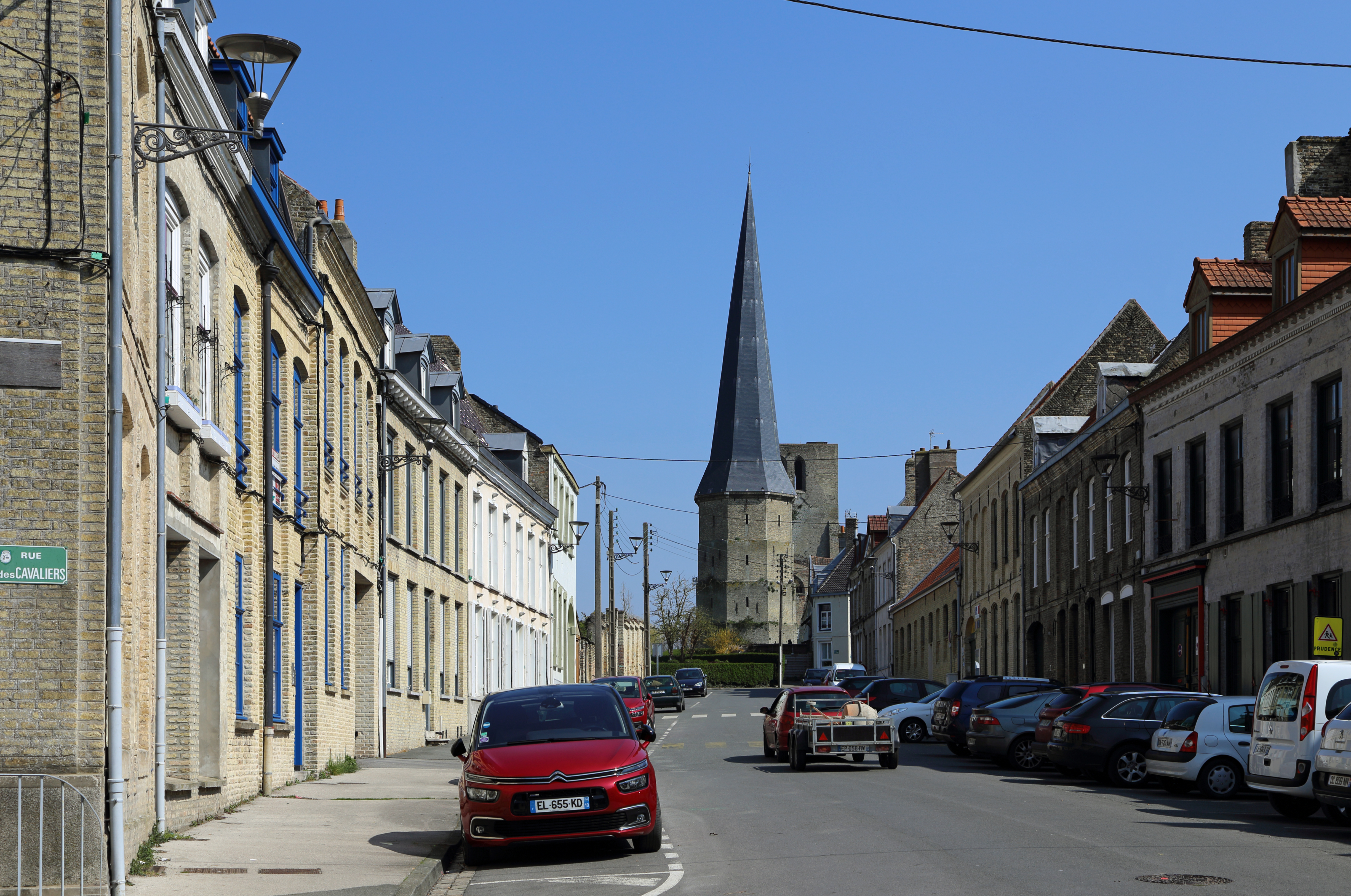
Rues typiques à Bergues
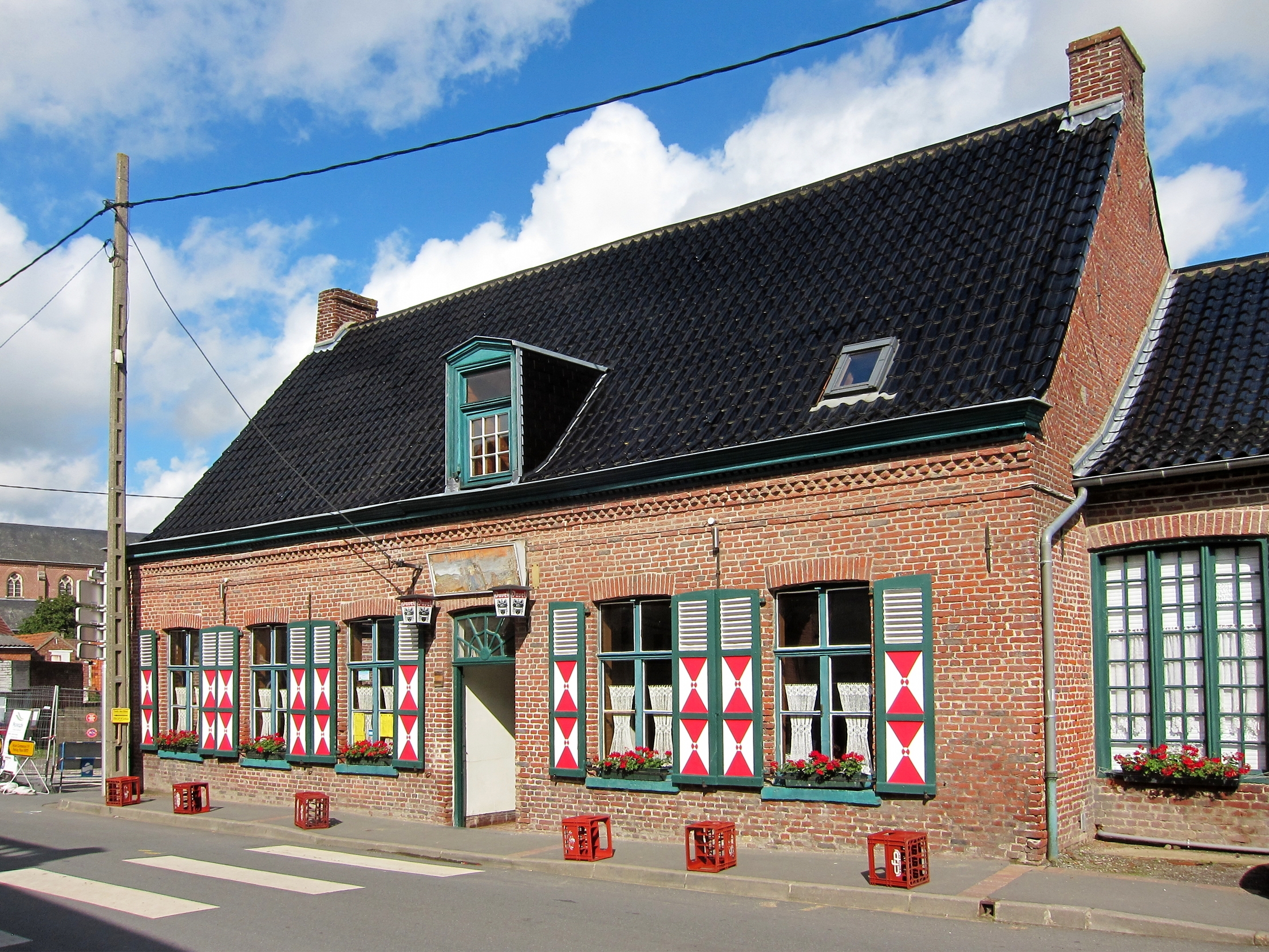
Estaminet flamand à Godewaersvelde
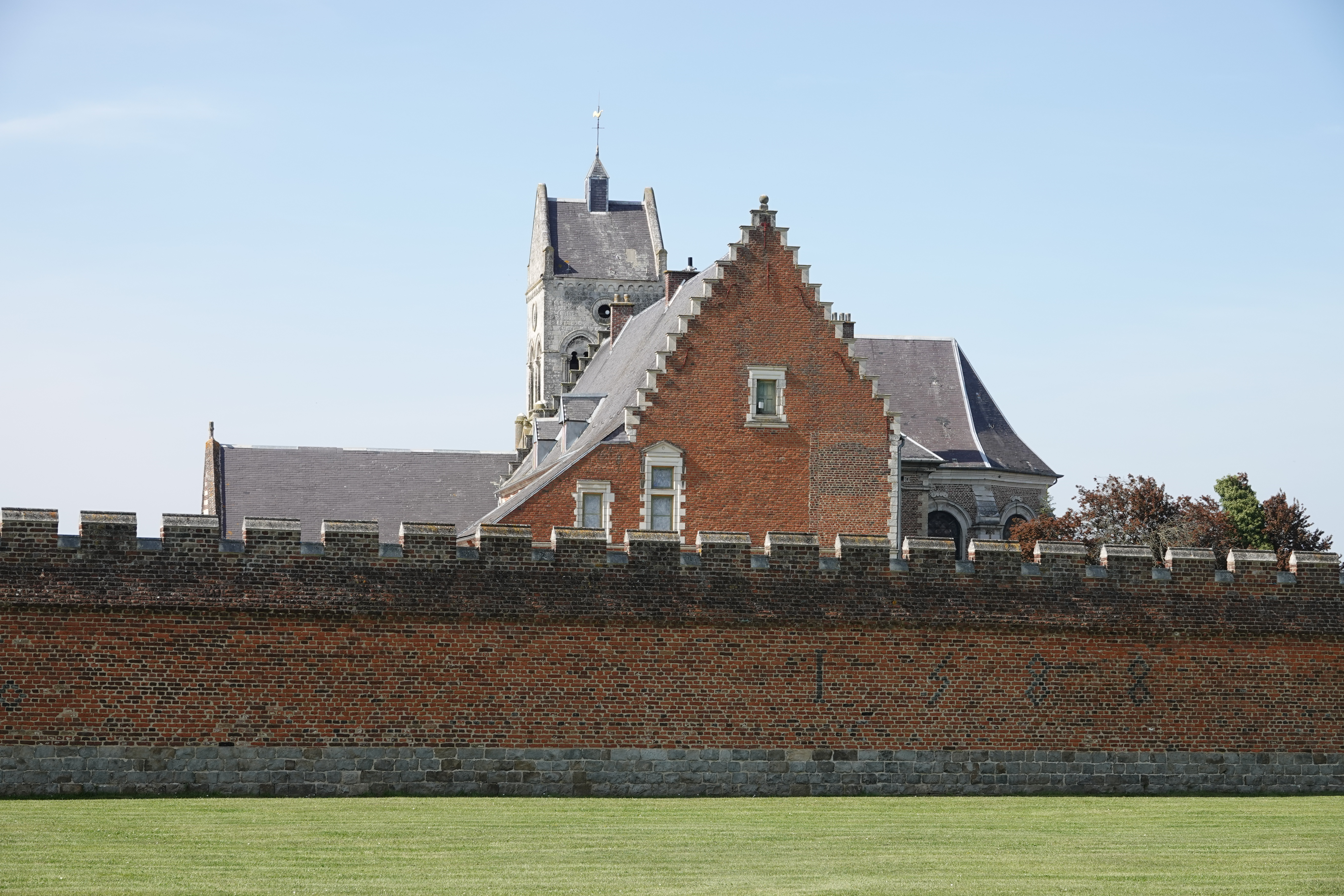
Ancienne prévôté de Labeuvrière à l'est de Béthune
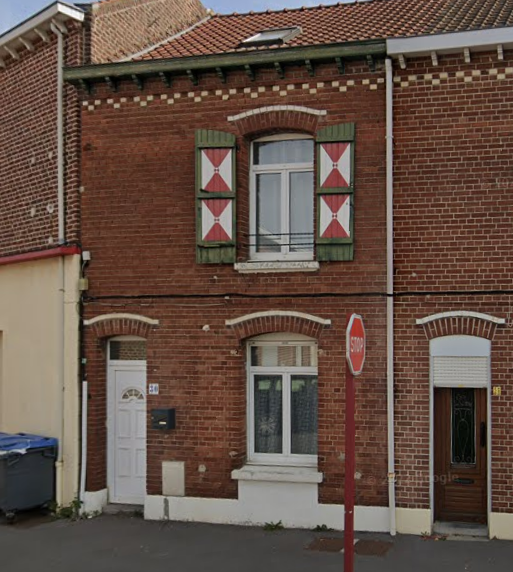
Maison traditionnelle flamande à Violaines à l'est de Béthune près de La Bassée

Sur le littoral (hors partie sous influence flamande), l'architecture est de type anglo-normande.
Le centre de la région, marquée par l'ancien bassin minier du Nord-Pas-de-Calais, est quant à lui marquée par une architecture urbaine et industrielle, et notamment l'architecture minière, les corons, autour de Béthune, Lens, Hénin-Beaumont, Douai et Valenciennes.

### Lieux et monuments

#### Monuments inscrits au patrimoine mondial de l'Unesco
La région compte plusieurs sites et ensembles de sites faisant partie du patrimoine mondial de l'Unesco :
- la cathédrale Notre-Dame d'Amiens pour la cohérence du plan, la beauté de l'élévation intérieure à trois niveaux et l'agencement d'un programme sculpté extrêmement savant à la façade principale et au bras sud du transept[81] puis en tant que monument du Chemins de Compostelle en France  Patrimoine mondial (1981, 1998) ;
- l'église Saint-Jacques-le-Majeur-et-Saint-Jean-Baptiste de Folleville en tant que monument du Chemins de Compostelle en France  Patrimoine mondial (1998) ;
- l'église Saint-Jacques de Compiègne en tant que monument du Chemins de Compostelle en France  Patrimoine mondial (1998) ;
- les beffrois du Nord, du Pas-de-Calais et de la Somme (au nombre de 23)  Patrimoine mondial (2005) ;
- la citadelle d'Arras, qui fait partie du réseau des sites majeurs de Vauban  Patrimoine mondial (2008) ;
- le bassin minier du Nord-Pas-de-Calais (353 éléments répartis sur 109 sites comprenant charbonnages, chevalements, terrils, cités minières, manoirs, églises et divers monuments)  Patrimoine mondial (2012).

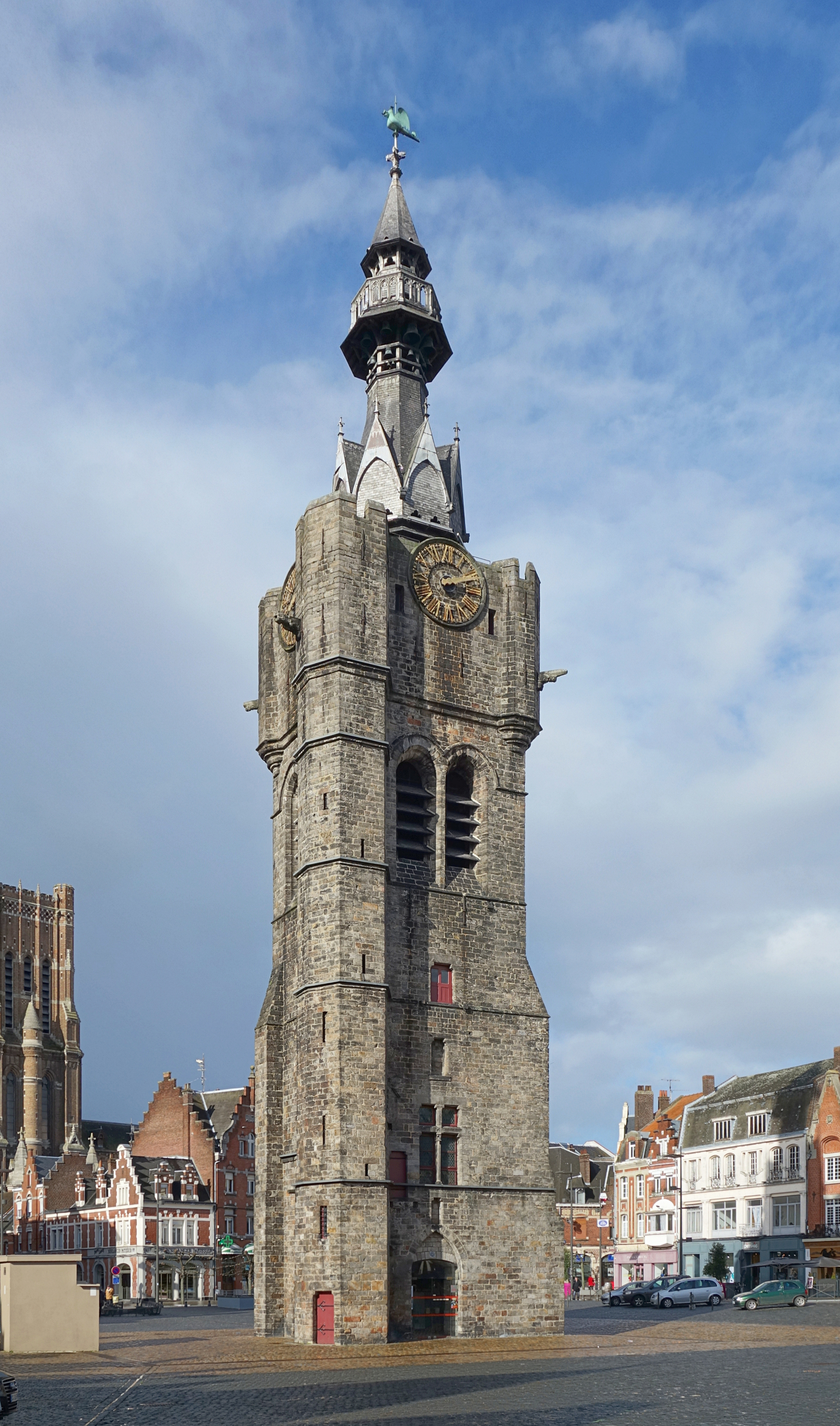
Le beffroi de Béthune.
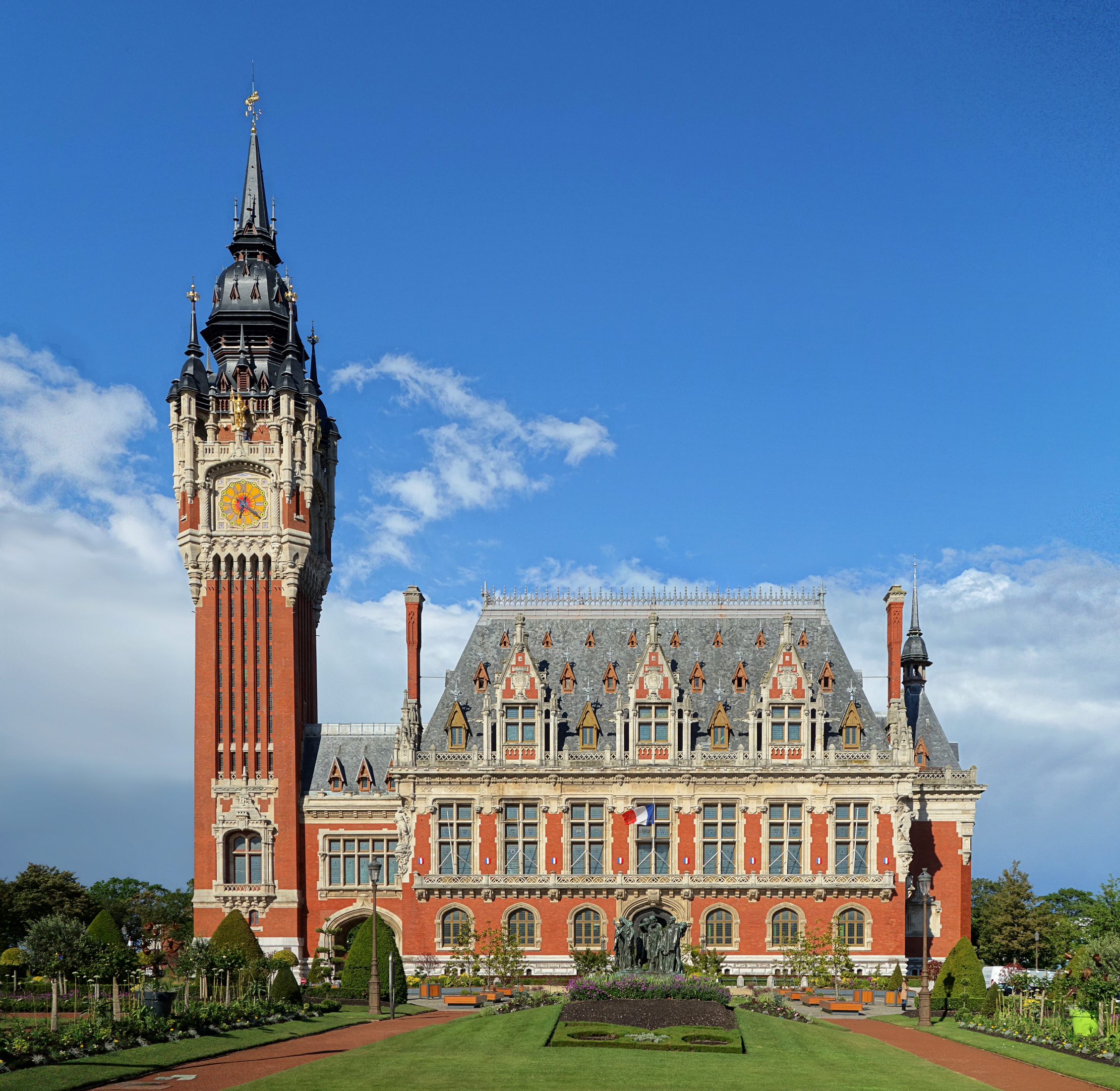
L'hôtel de ville de Calais avec son beffroi.
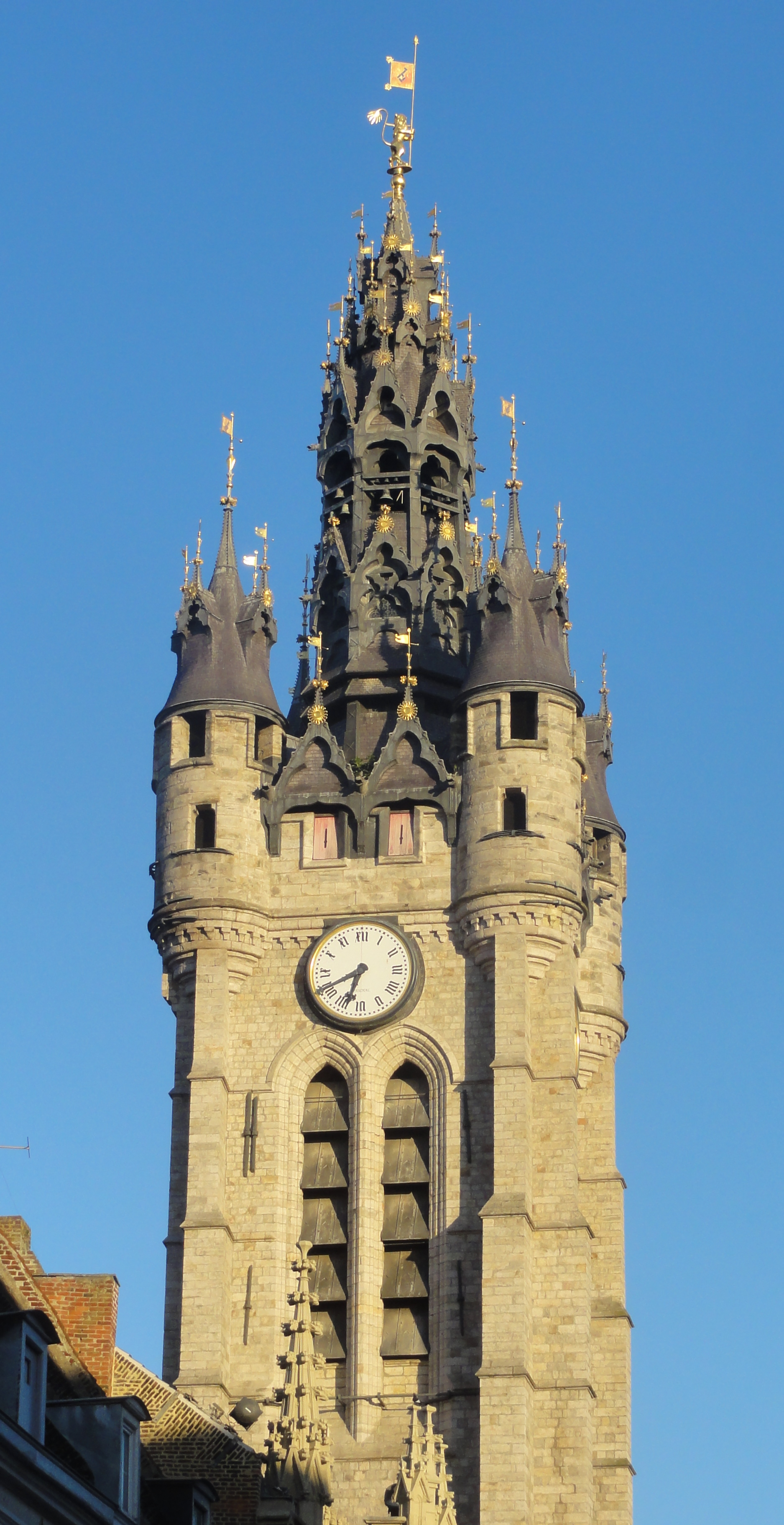
Le beffroi de Douai.
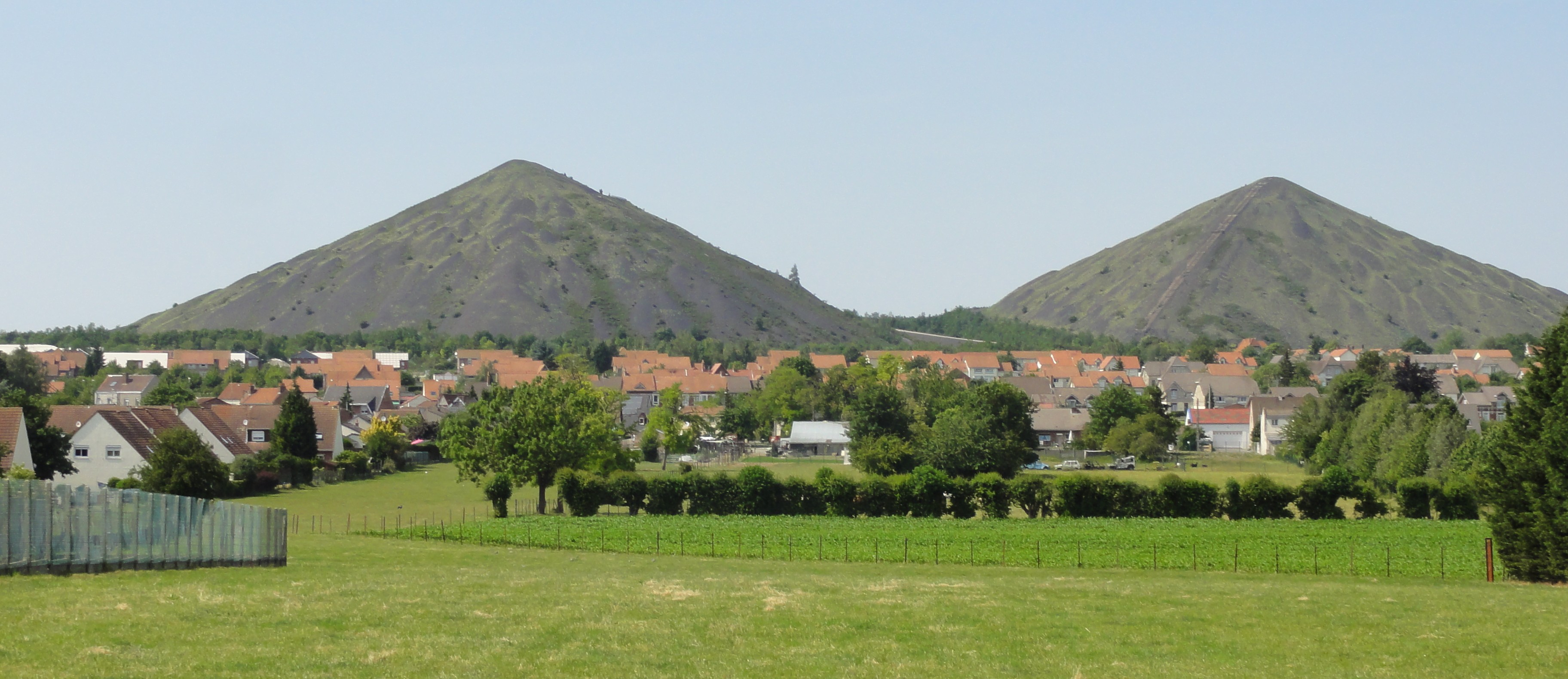
Les terrils de la fosse no 11 - 19 des mines de Lens.
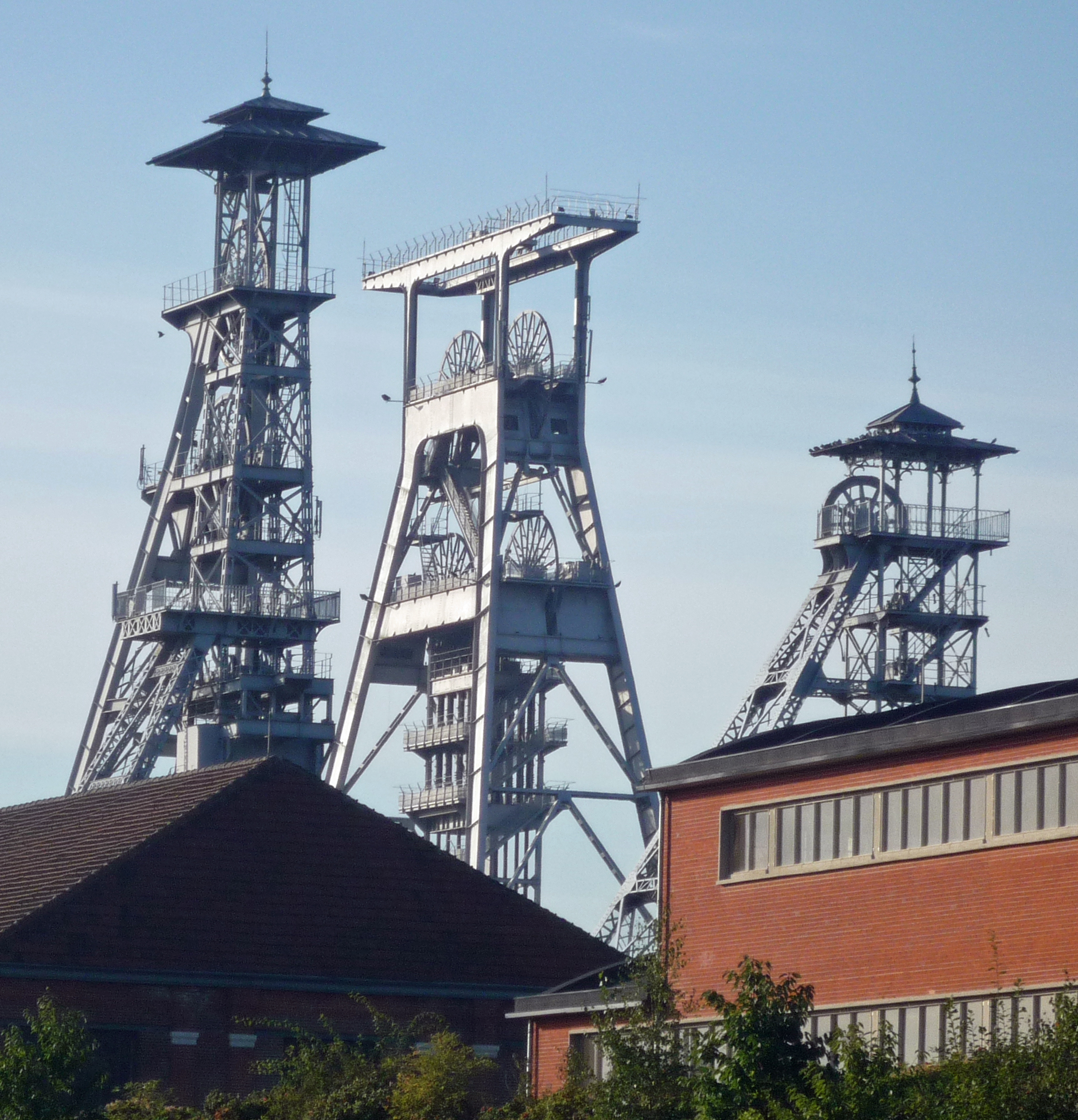
Les chevalements de la fosse minière Arenberg.
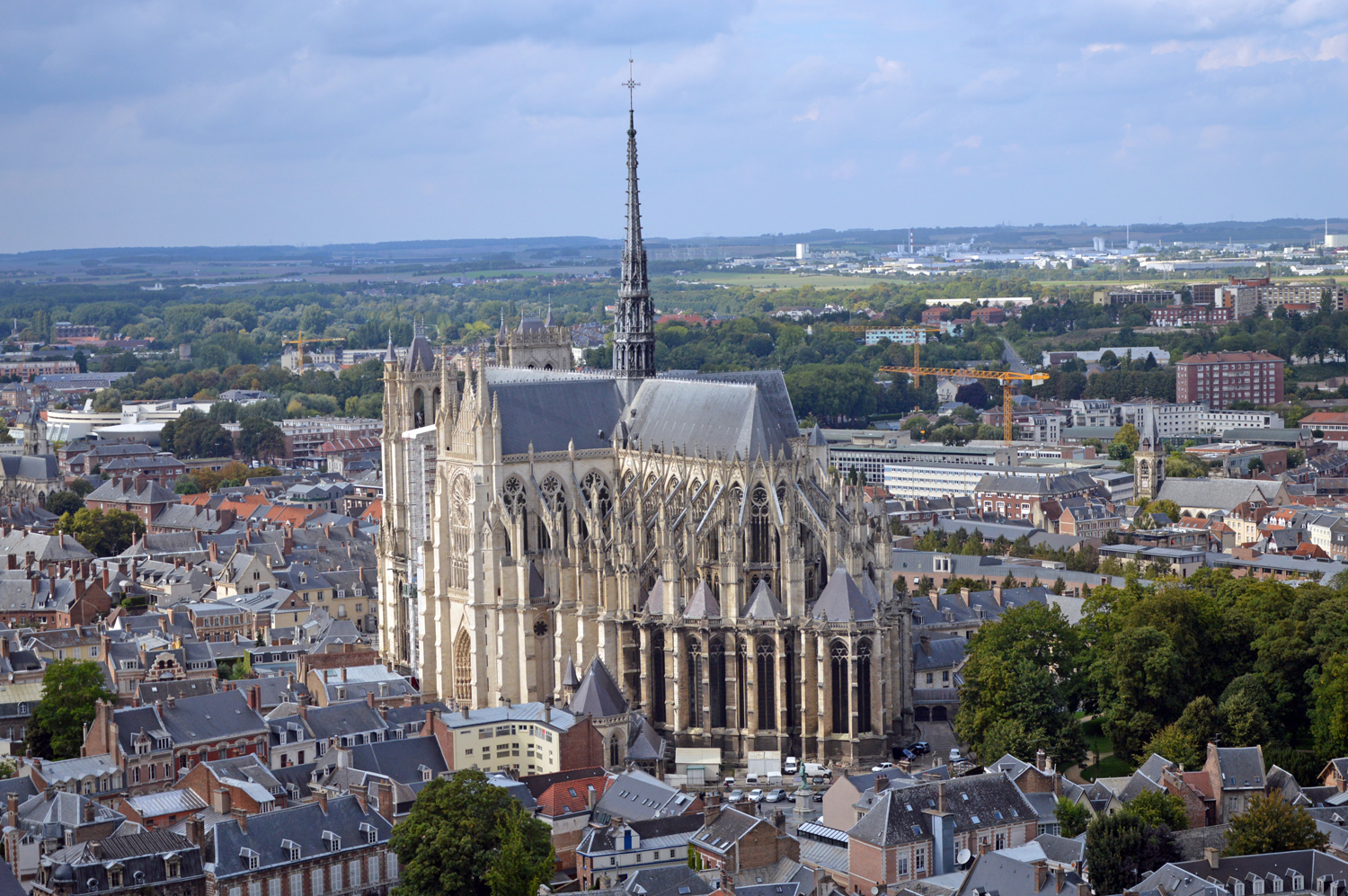
La cathédrale Notre-Dame d'Amiens.

#### Monuments gothiques
Le territoire de la région a été l'un des lieux où l'architecture gothique parvint à son apogée, aux XIIe et XIIIe siècles, notamment dans le sud de la région (qui faisait partie du domaine royal). Ce style a ensuite rayonné dans toute l'Europe. Plusieurs grandes cathédrales sont des témoins prestigieux de cette aventure architecturale. Le gothique primitif est illustré par les cathédrales de Noyon, de Laon et de Senlis, tandis que les principales cathédrales gothiques du nord de la région, celles d'Arras, de Cambrai et de Thérouanne, qui appartenaient également en grande partie au gothique primitif, ont aujourd'hui disparu. Le gothique classique et le gothique rayonnant, c'est-à-dire l'apogée de l'architecture gothique, sont marqués dans la région par une course à la légèreté architecturale et au gigantisme, bien représentée chronologiquement par les cathédrales de Soissons, d'Amiens et de Beauvais,,. La basilique de Saint-Quentin a les dimensions d'une cathédrale. Il faut aussi évoquer l’existence de nombreuses abbayes, collégiales et églises paroissiales plus modestes qui illustrent cette architecture dans toute la région. En Picardie maritime le gothique flamboyant est bien représenté par l'église Saint-Vulfran d'Abbeville, la chapelle du Saint-Esprit de Rue et l'abbatiale de Saint-Riquier. Le groupe des églises gothiques flamandes en brique et celui plus tardif des églises fortifiées de Thiérache participent à l'originalité des pays locaux.

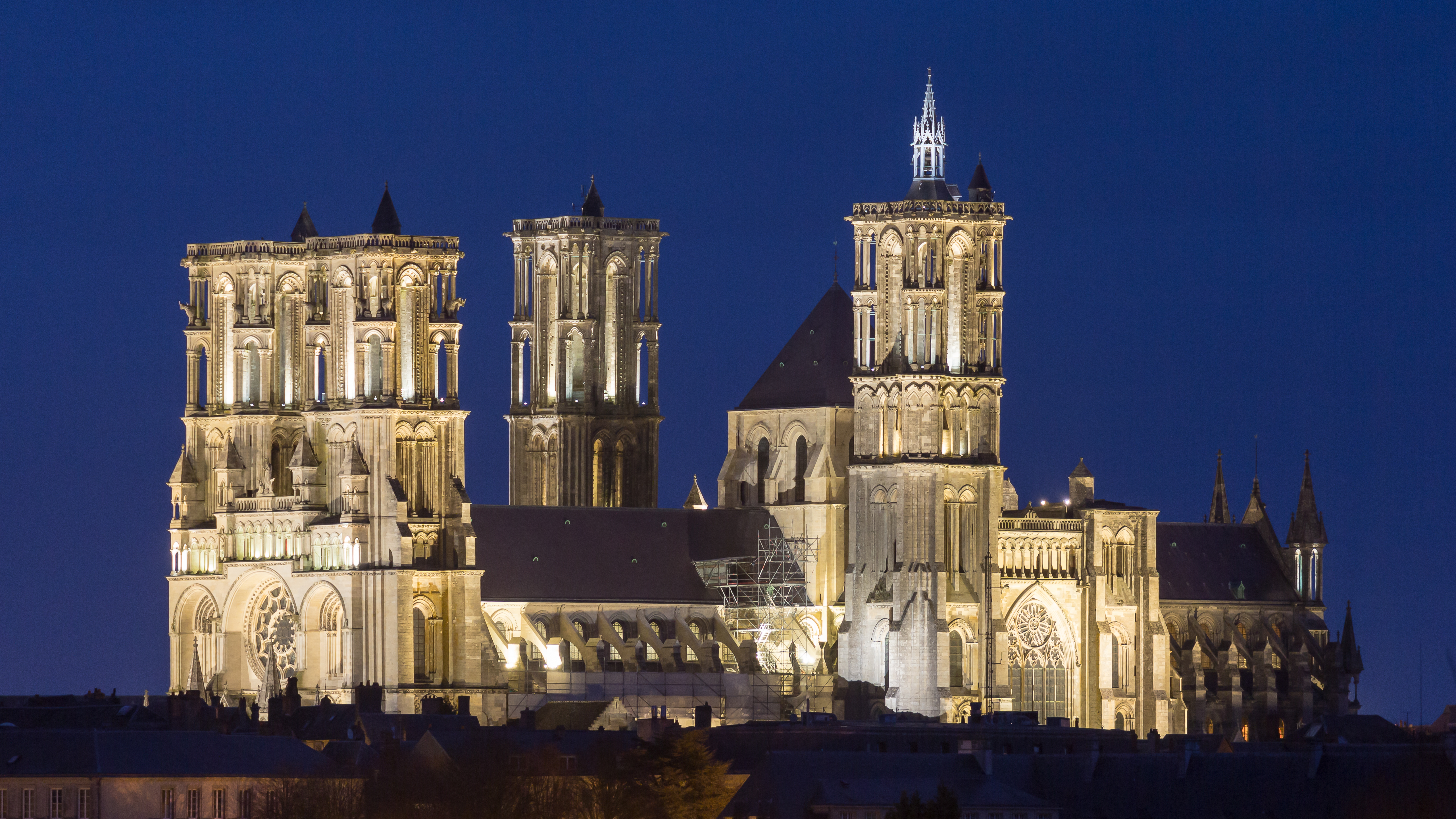
La cathédrale Notre-Dame de Laon.
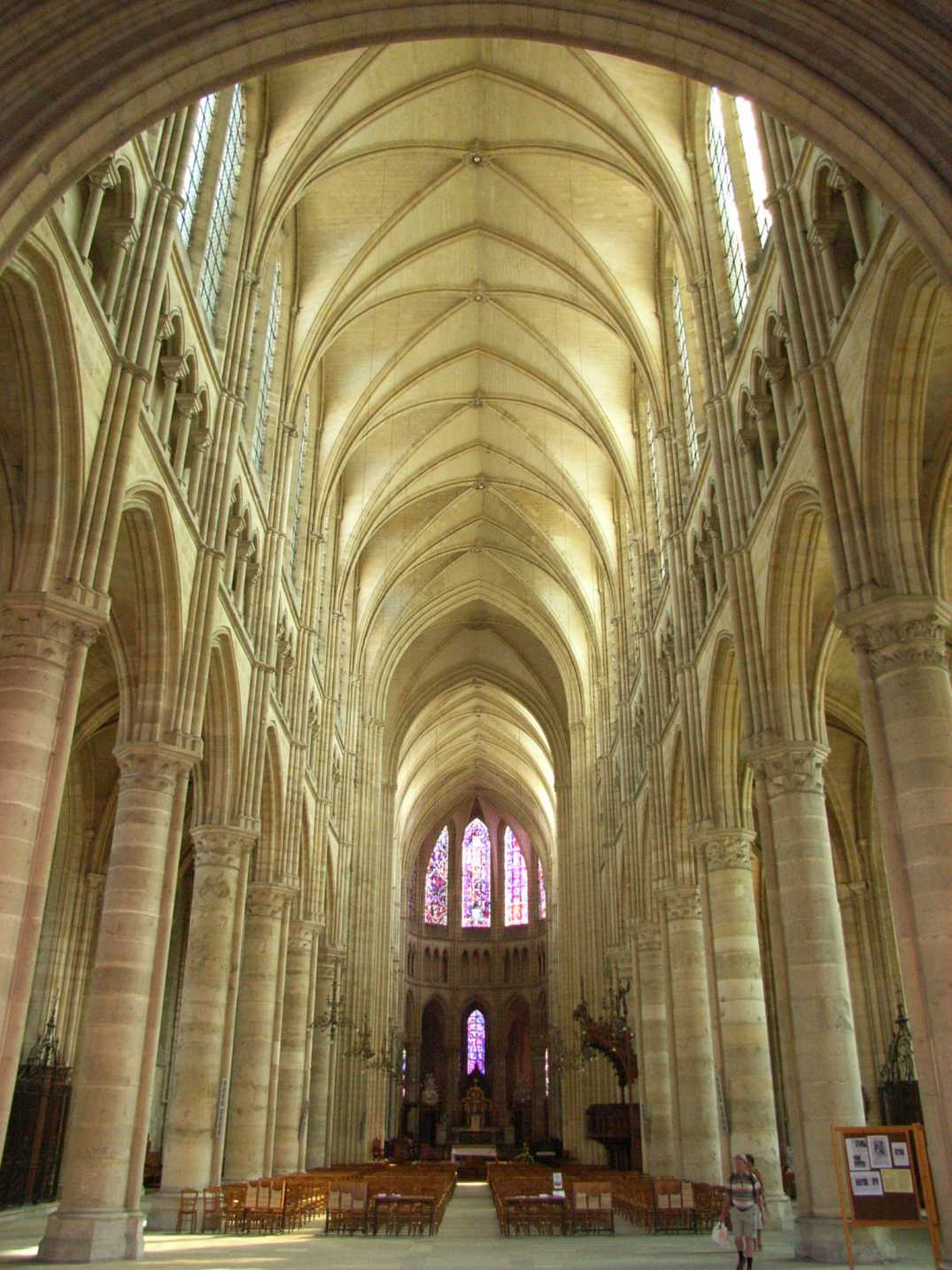
Nef de la cathédrale Saint-Gervais-et-Saint-Protais de Soissons.
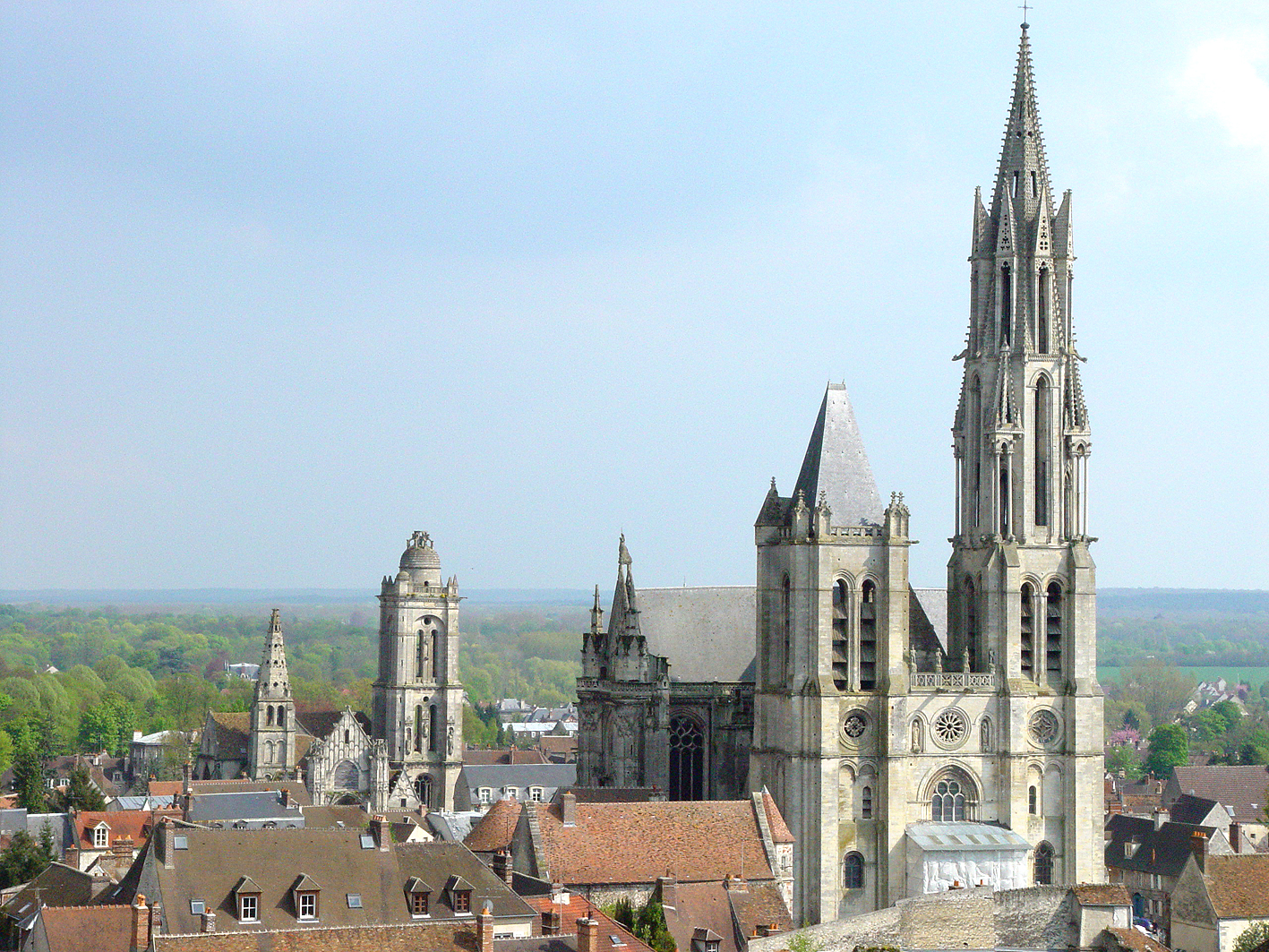
La cathédrale Notre-Dame de Senlis avec sa flèche du XIIIe siècle.
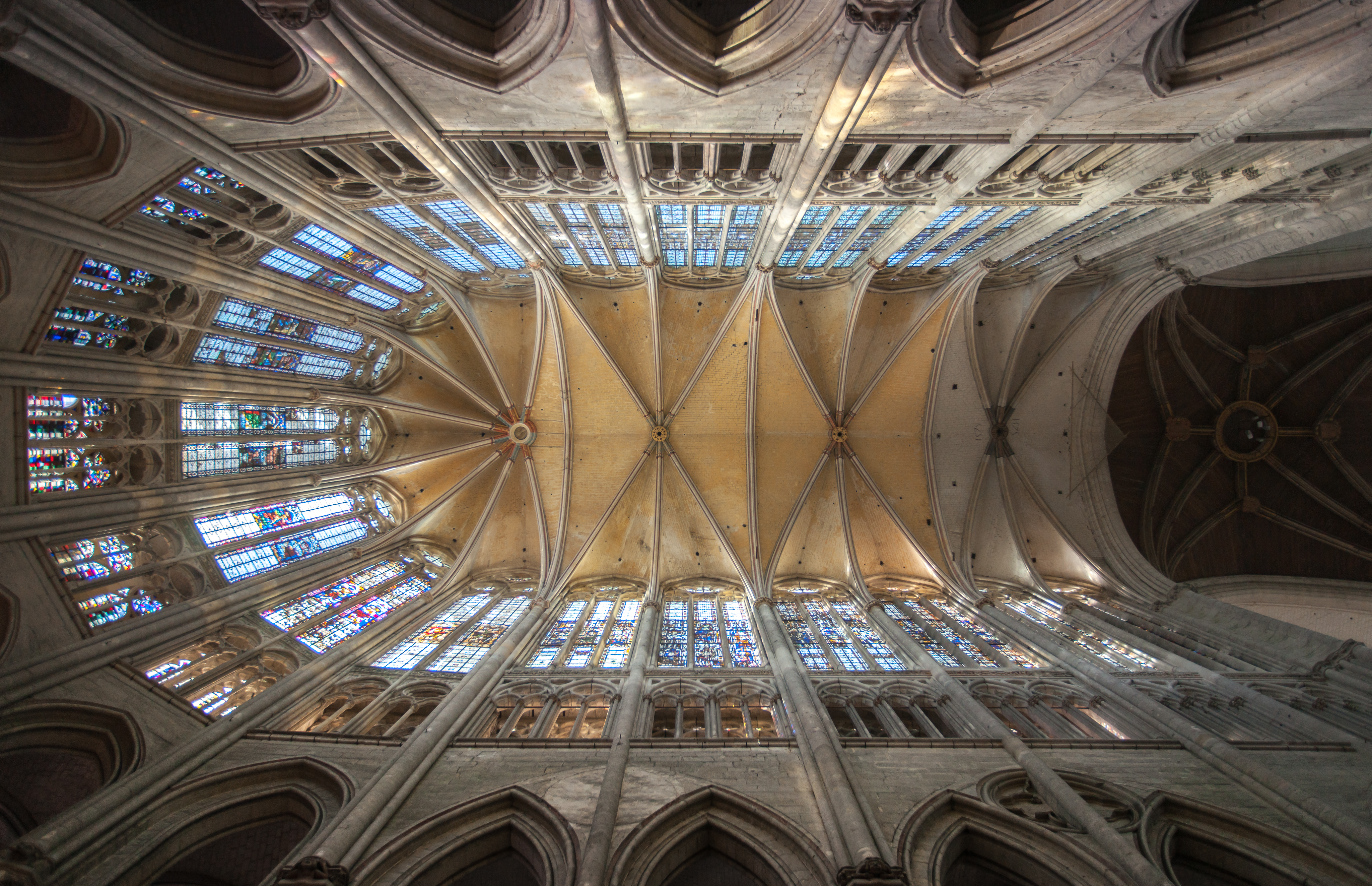
Chœur de la cathédrale Saint-Pierre de Beauvais.
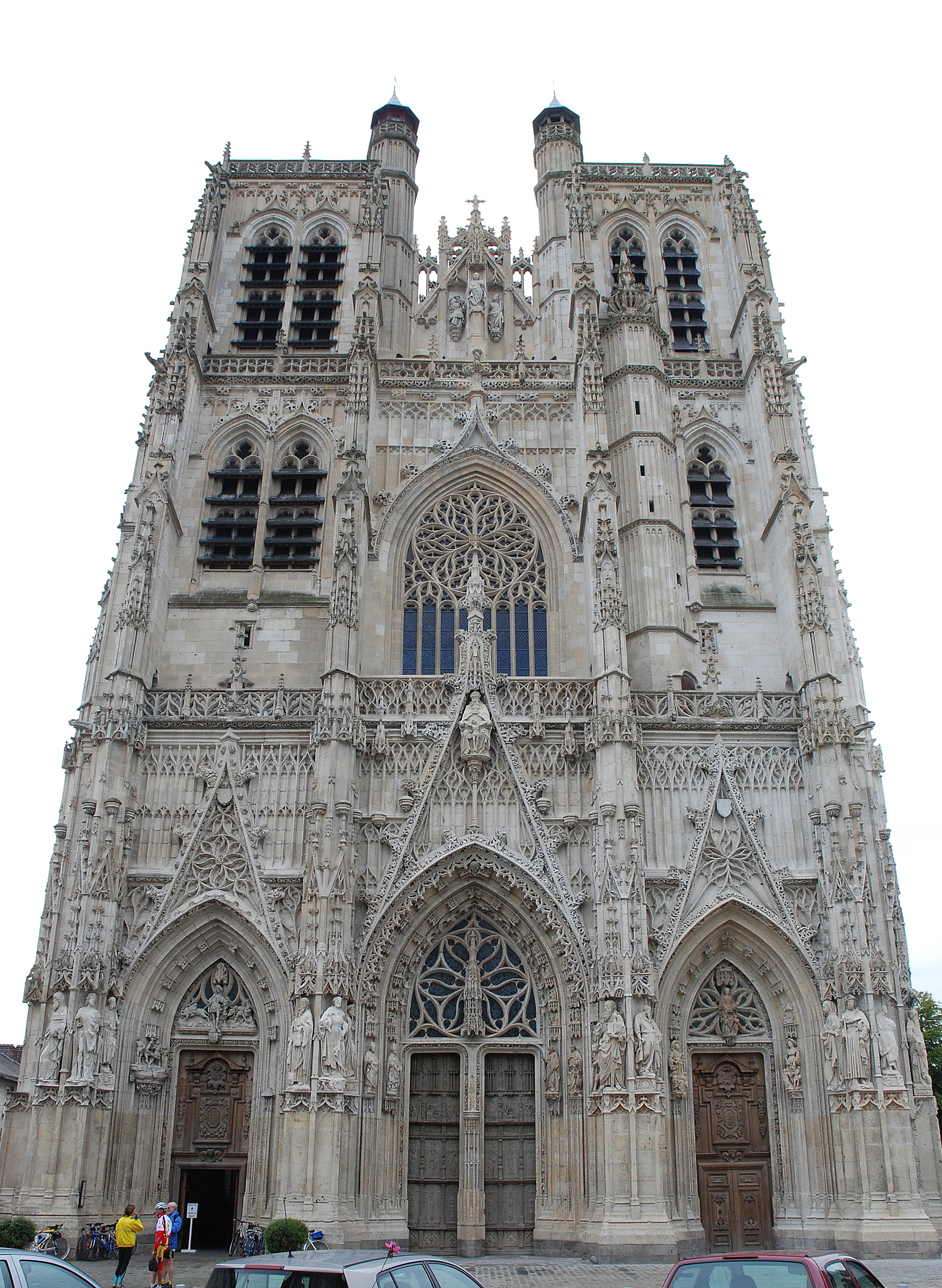
L'église Saint-Vulfran d'Abbeville.

#### Citadelles et villes fortifiées
Du fait de sa position frontalière, la région abrite de nombreuses fortifications de diverses époques. La partie nord de la région compte notamment un bel ensemble de fortifications bastionnées. Les plus anciennes remontent au règne de François Ier au XVIe siècle : les citadelles de Montreuil-sur-Mer, de Doullens et d'Amiens. Elles ont été transformées par Jean Errard au début du XVIIe siècle. Au XVIIe siècle, Louis XIV agrandit la France dans le Nord par ses conquêtes et charge son célèbre ingénieur militaire, Vauban, de fortifier le « pré carré » le long de la frontière avec les Pays-Bas d'alors. Ce dernier construisit de remarquables places fortes dont certaines sont bien conservées : les villes fortifiées de Bergues, de Maubeuge, de Gravelines, du Quesnoy, de Condé-sur-l'Escaut et de Maubeuge, les citadelles de Lille, d'Arras et de Calais, le fort d'Ambleteuse, etc. Mais la région compte aussi des villes fortifiées à l'époque gallo-romaine et au Moyen Âge, dont on peut citer Senlis, Boulogne-sur-Mer, et Laon.

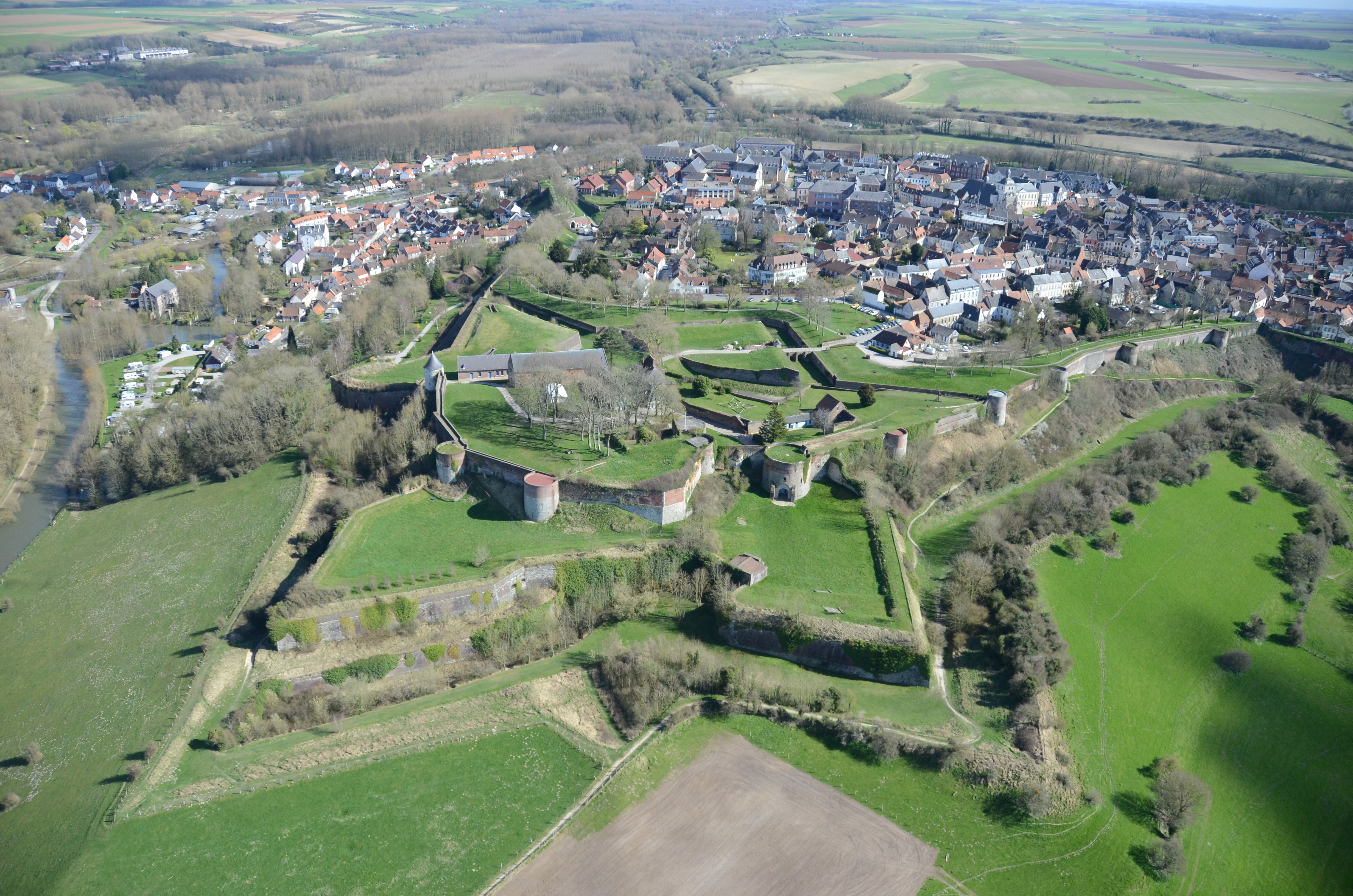
La citadelle de Montreuil.
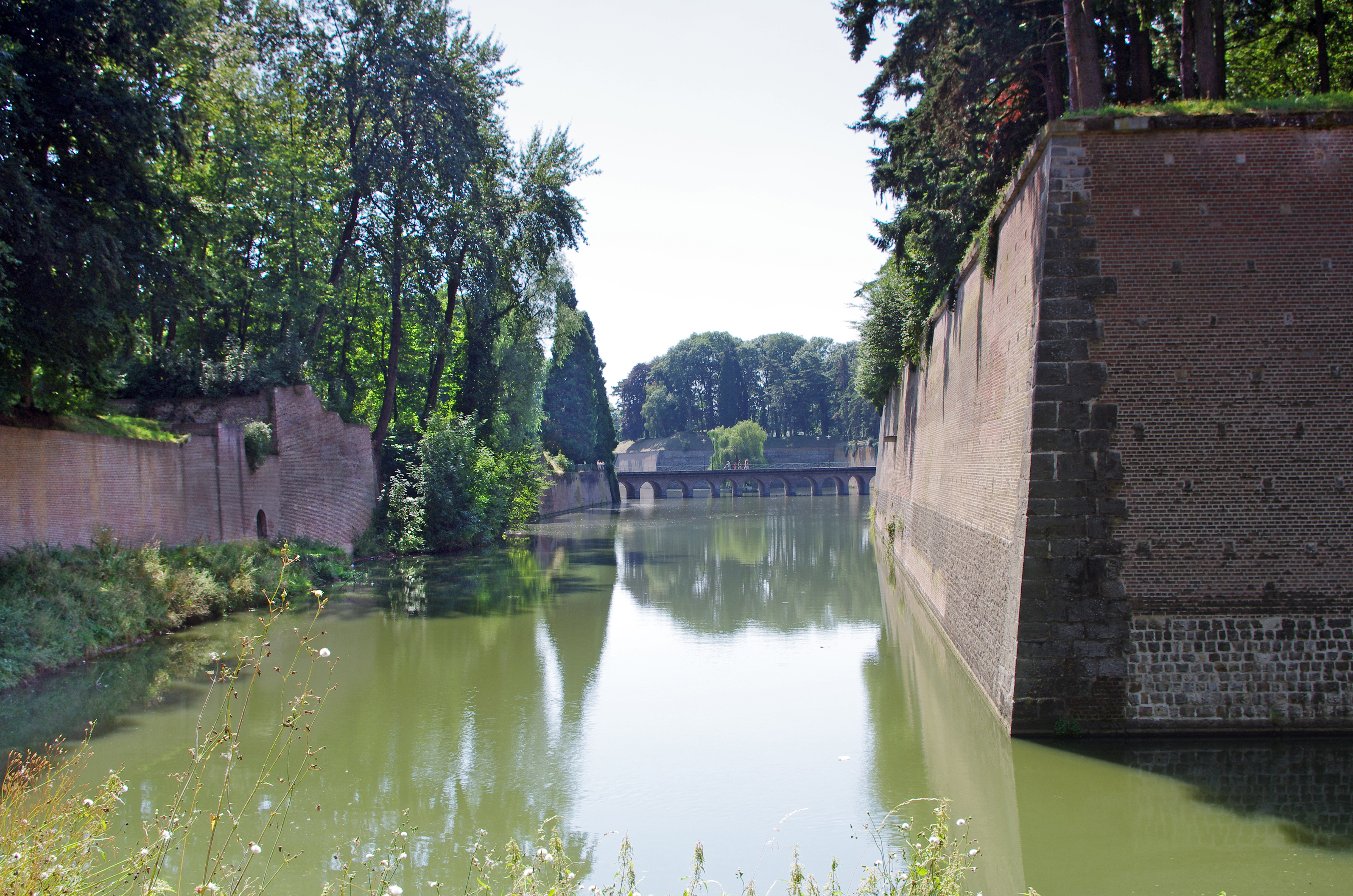
Douves et remparts de l'enceinte du Quesnoy.

#### Châteaux
Le sud de la région conserve quelques châteaux remarquables du Moyen Âge comme les châteaux de Coucy, de Septmonts, de Fère-en-Tardenois et de La Ferté-Milon. Le château de Pierrefonds a, quant à lui, été entièrement restauré sous le Second Empire par Viollet-le-Duc. D'autres châteaux ont connu un développement important à l'époque moderne comme le château de Compiègne, reconstruit en style classique pour Louis XV, et qui fut une demeure impériale. Celui-ci abrite un vaste jardin à l'anglaise et deux musées nationaux : le musée du Second Empire et celui de la voiture et du tourisme. Le château de Chantilly est le siège du musée Condé, qui conserve un riche patrimoine, et dispose d'un jardin conçu par Le Nôtre et de remarquables écuries du XVIIIe siècle, qui abritent le musée du Cheval. Le château de Blérancourt abrite un musée franco-américain.
Dans la Somme, le château de Rambures du XVe siècle, est bien conservé. Dans le Pas-de-Calais, on peut mentionner le château d'Hardelot, de style néo-tudor et dédié aujourd'hui aux relations franco-britanniques, le château de Boulogne-sur-Mer, qui abrite un musée d'archéologie antique et d'ethnographie ; l'Artois comprend de nombreux châteaux, dont le château médiéval d'Olhain.

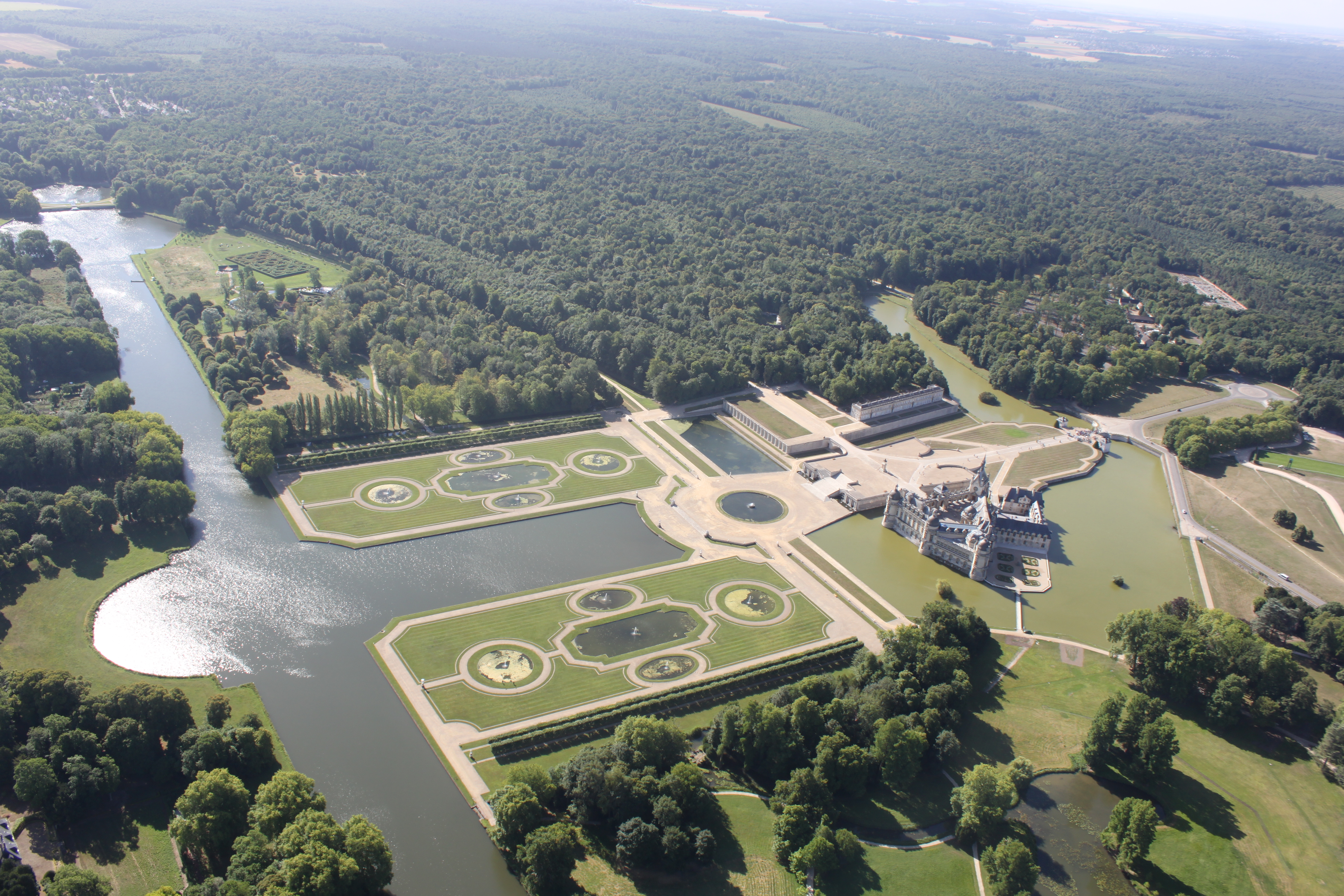
Le château de Chantilly dans son parc.
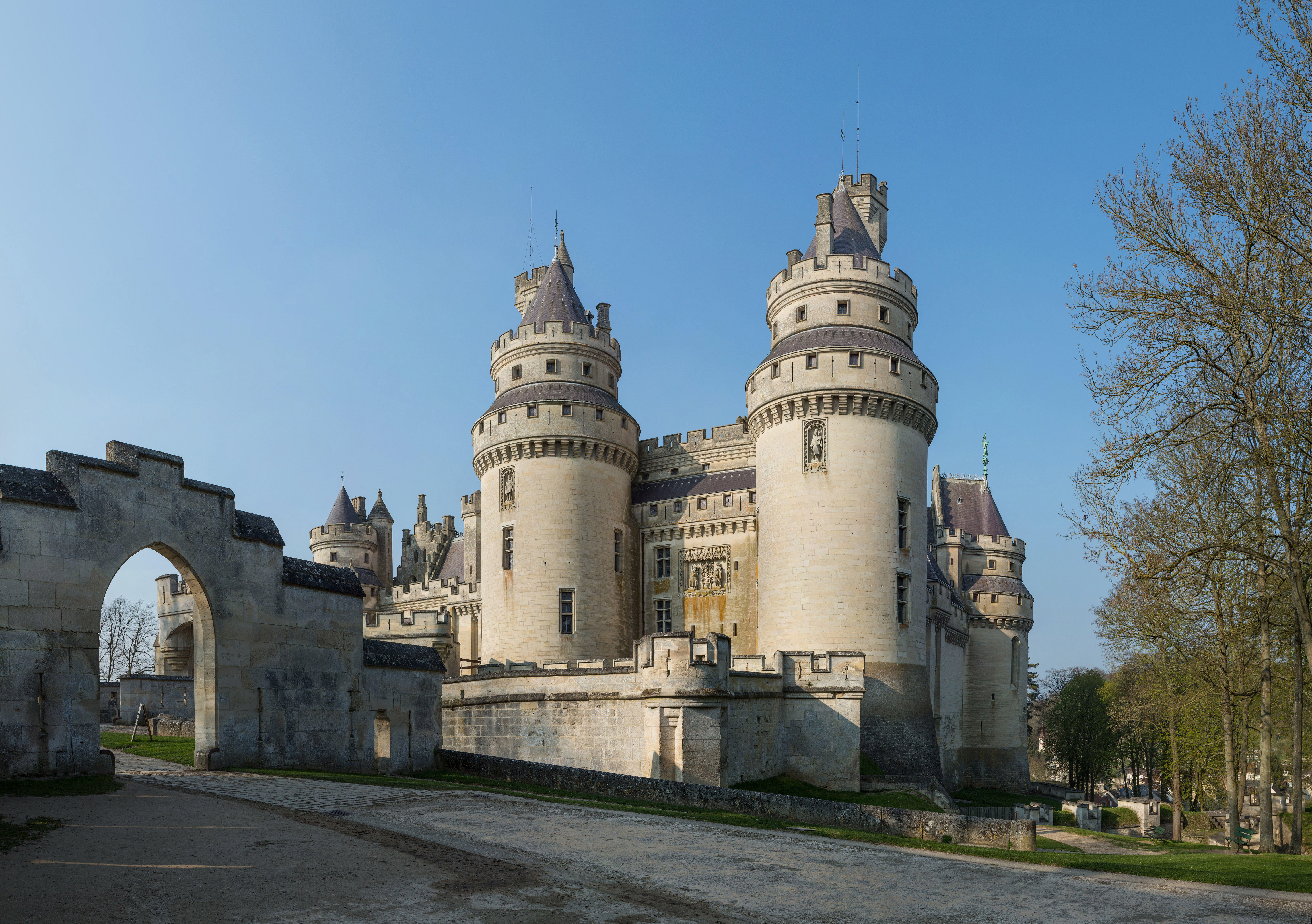
Le château de Pierrefonds.
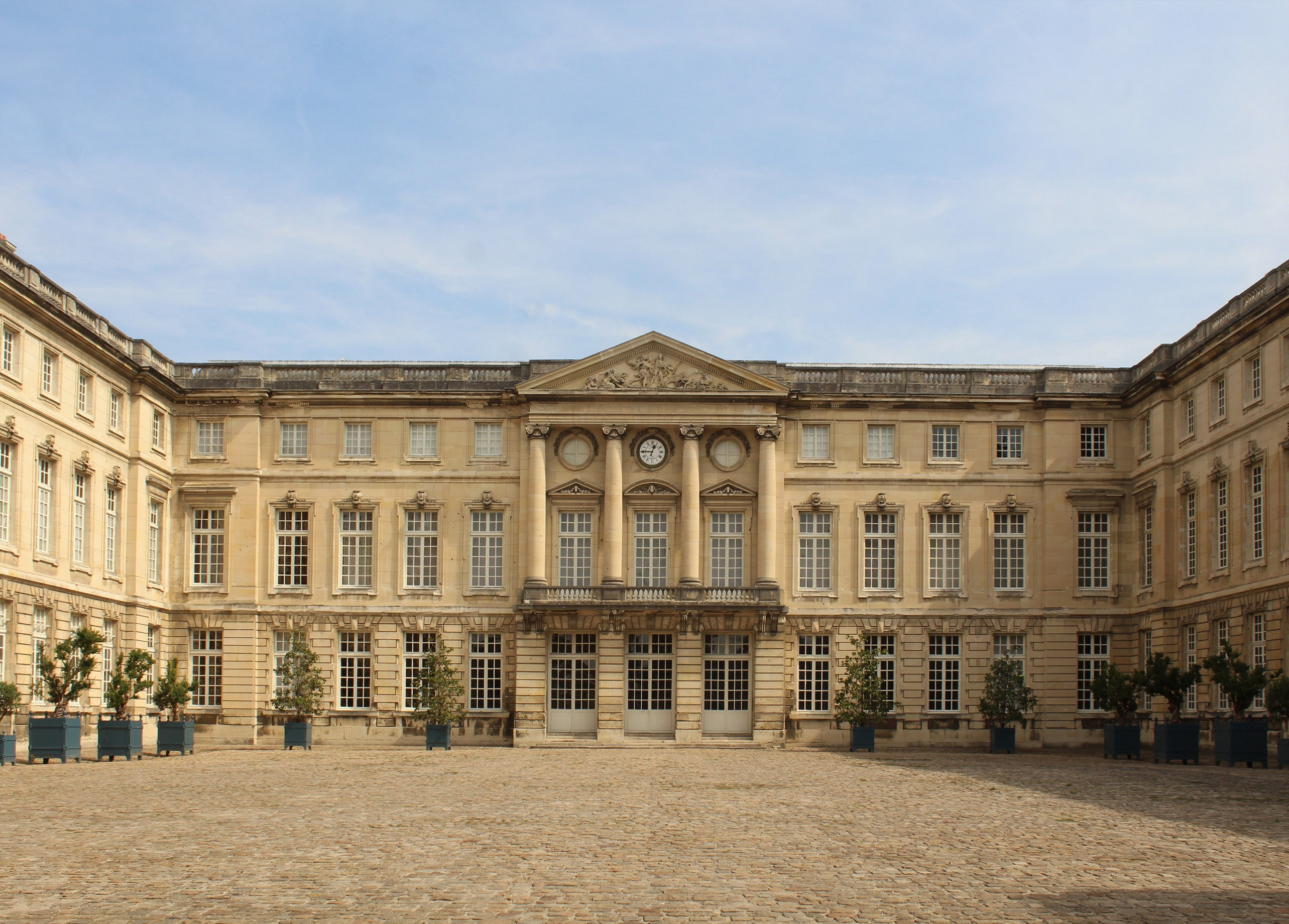
Le Château de Compiègne.
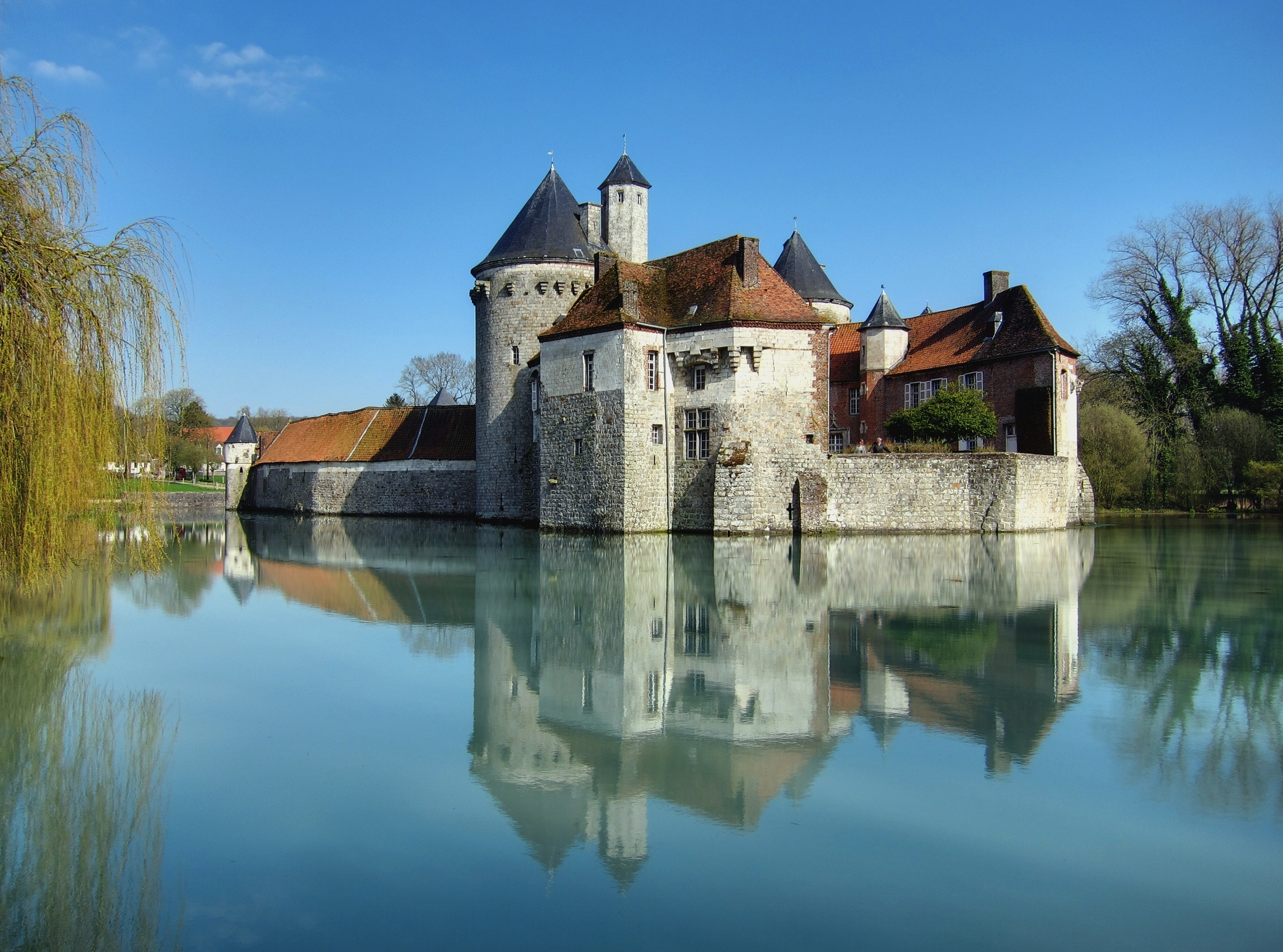
Le château d'Olhain.

### Villes et Pays d'Art et d'Histoire

#### Villes d'Art et d'Histoire
- Amiens (Somme)
- Beauvais (Oise)
- Boulogne-sur-Mer (Pas-de-Calais)
- Calais (Pas-de-Calais)
- Cambrai (Nord)
- Chantilly (Oise)
- Laon (Aisne)
- Lille (Nord)
- Noyon (Oise)
- Roubaix (Nord)
- Saint-Quentin (Aisne)
- Soissons (Aisne)
- Tourcoing (Nord)

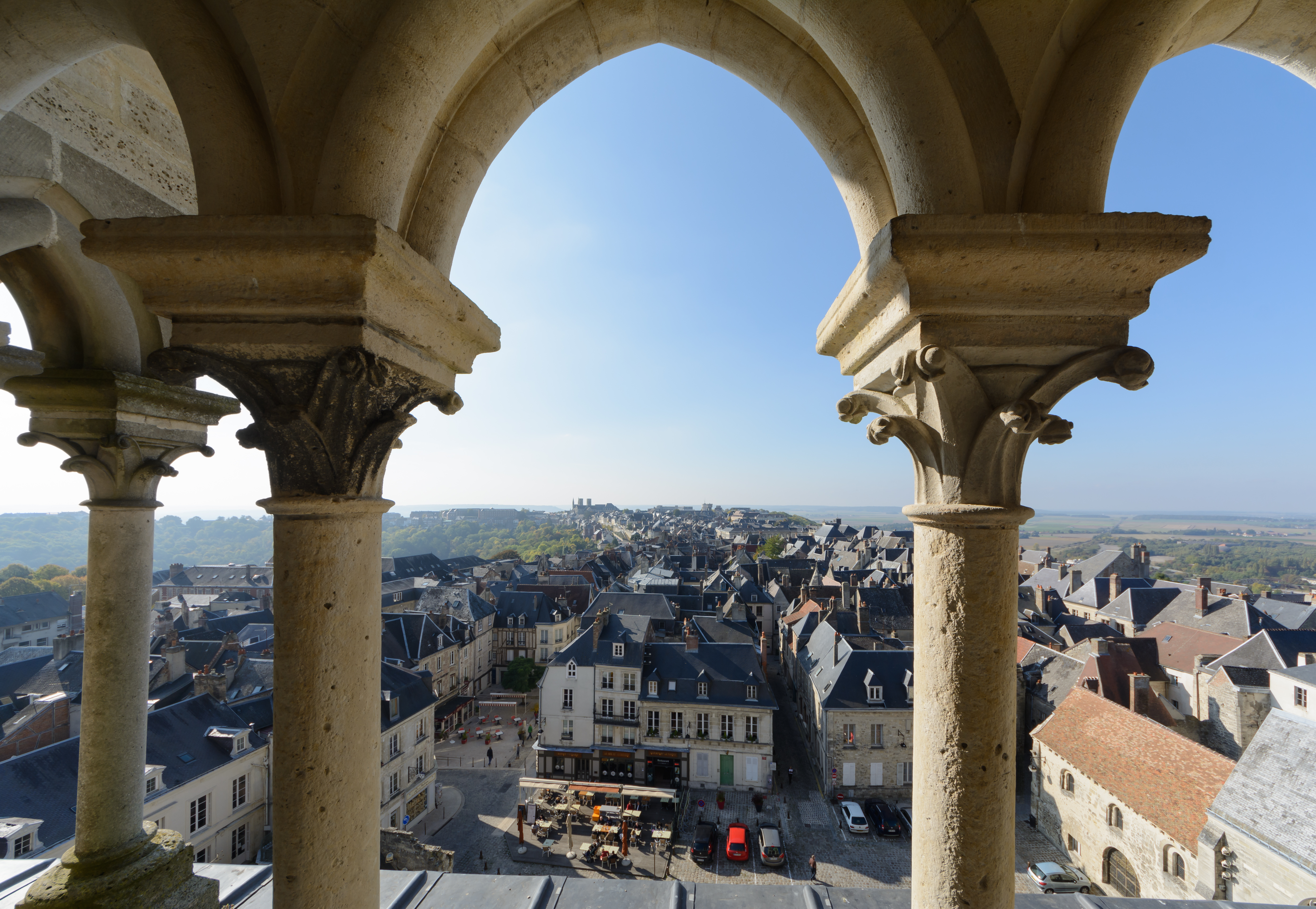
La vieille ville perchée de Laon vue de la cathédrale.
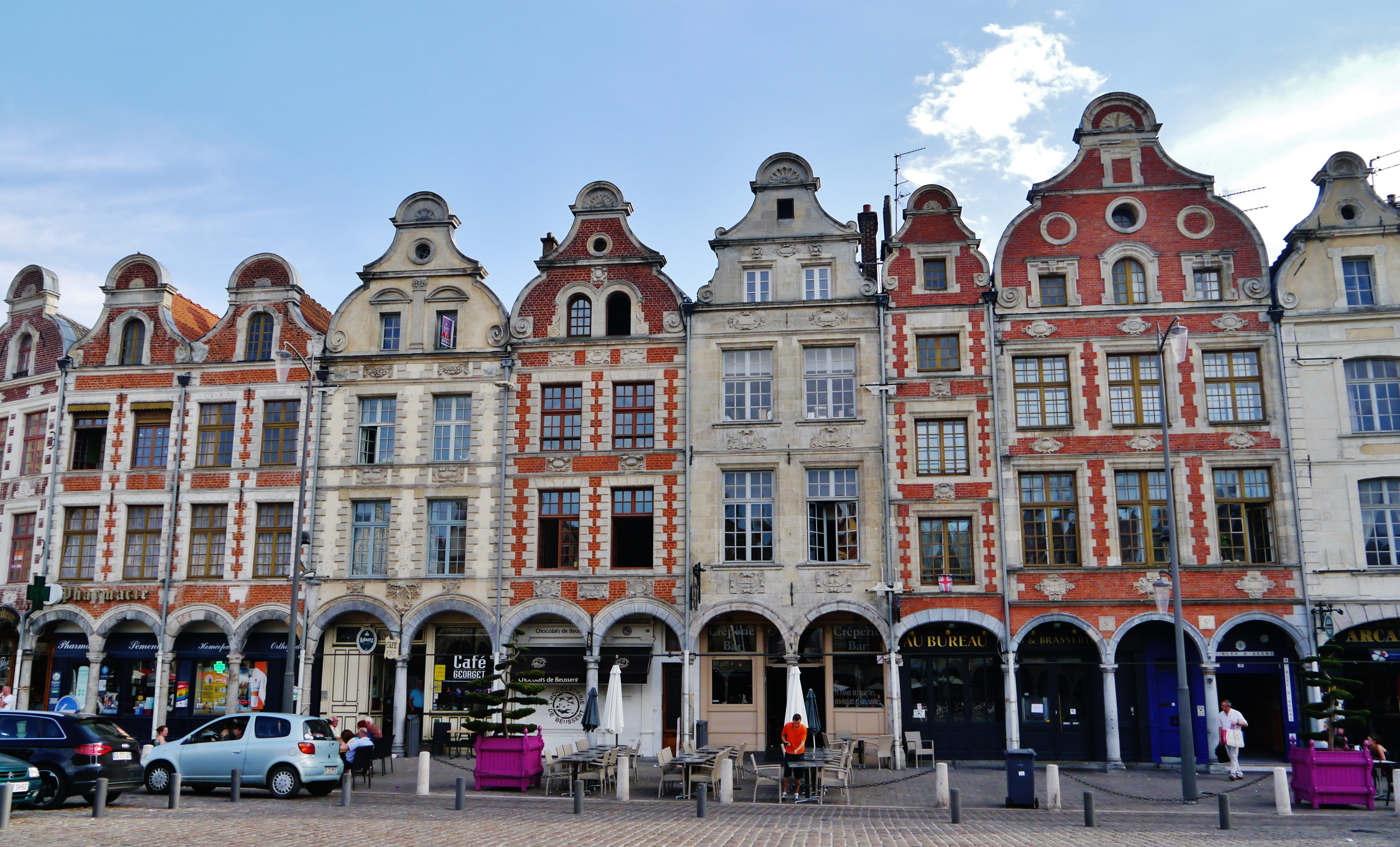
Maisons de la place des Héros d'Arras.
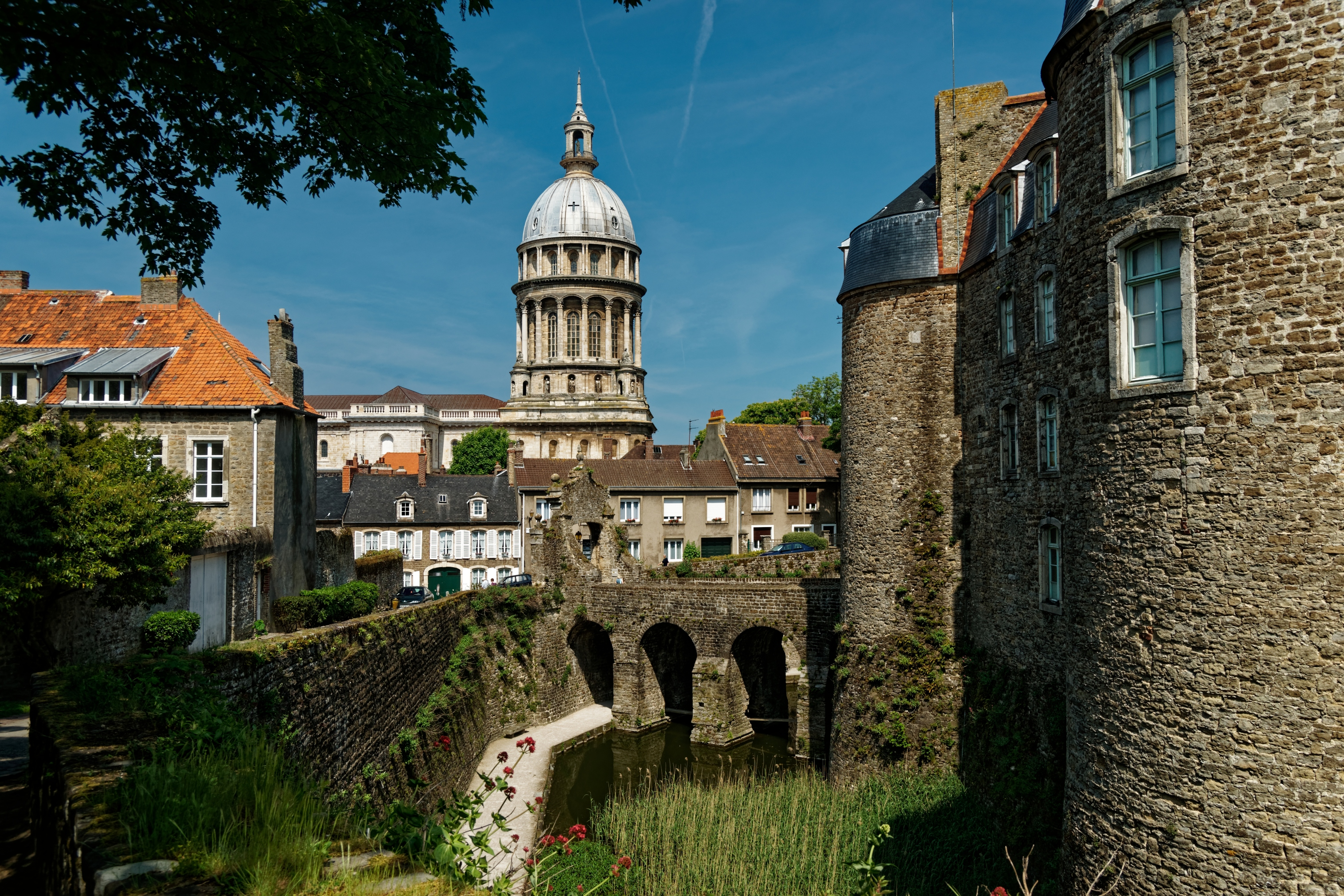
Château musée et basilique de Boulogne-sur-mer.
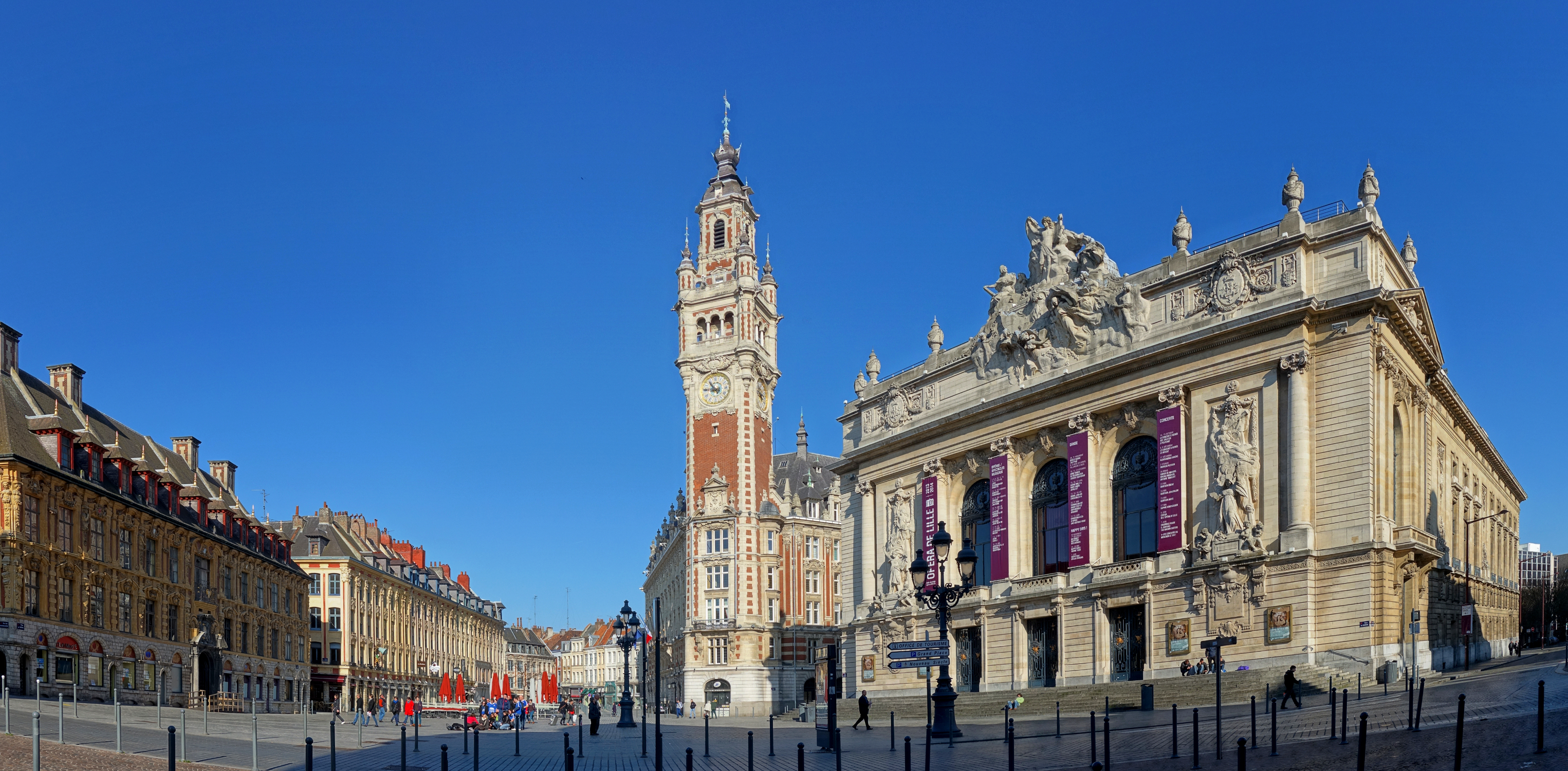
Place du Théâtre de Lille.

#### Pays d'Art et d'Histoire
- Amiens Métropole (Somme)
- Pays de Saint-Omer et de la Morinie (Pas-de-Calais)
- Pays de Lens-Liévin (Pas-de-Calais)
- Pays de Senlis à Ermenonville (Oise)

### Festivals

#### Cinéma
- Festival international du film d'Amiens, depuis 1980
- Festival du cinéma européen de Lille depuis 1984
- Festival du film d'archéologie d'Amiens depuis 1990
- Festival international du film animalier d'Albert, depuis 1991
- Arras Film Festival, depuis 2000
- Festival du film de Compiègne depuis 2001
- Fête-Anim, Festival de film d'animation de Lille-Tourcoing-Valenciennes depuis 2004. Combinée avec les récompenses des Emile Awards.
- Festival international du court métrage de Lille, depuis 2000. Et classé, depuis 2005, en catégorie 1 par le CNC (parmi les 12 festivals français importants pour la profession).

#### Bande dessinée
- Rendez-vous de la bande dessinée d'Amiens, depuis 1996
- Festival BD de Boulogne-sur-Mer
- Festival les « Journées BD » de Saint-Quentin

#### Musique

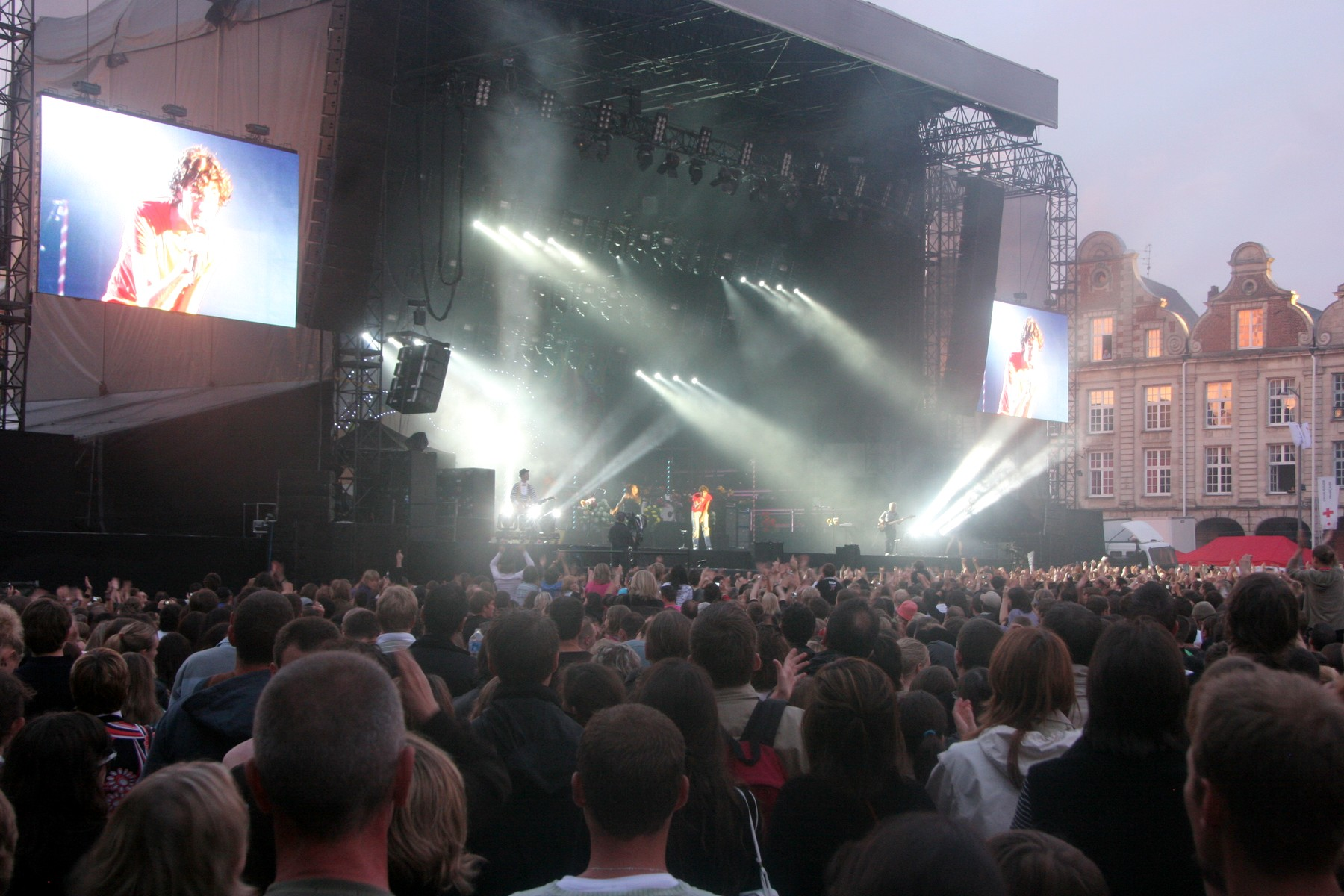
Mika au Main Square Festival d'Arras, l'un des principaux festivals musicaux de France.

- Main Square Festival depuis 2004 à Arras
- Tourcoing Jazz festival depuis 1987
- Le jardin électronique depuis 2014 à Lille
- Le jardin d'hiver depuis 2020 à Lille
- Festival de la Côte d'Opale (variétés, musique classique, jazz, blues, world music) à Boulogne-sur-Mer, depuis 1976
- Festival de Saint-Riquier (musique classique), depuis 1985
- Festival des forêts (musique classique), forêts de Laigue et de Compiègne, depuis 1992
- Festival de l'abbaye de Saint-Michel (musique baroque)
- Blues autour du Zinc à Beauvais
- N.A.M.E festival depuis 2005 à Lille, Dunkerque, Maubeuge, Tourcoing
- Poulpaphone à Boulogne-sur-Mer depuis 2005
- Les nuits secrètes, Aulnoye-Aymeries depuis 2001
- BetiZFest à Cambrai
- Festival des vers solidaires depuis 2004 à Saint-Gobain.

#### Théâtre
- Festival théâtral de Coye-la-Forêt, au mois de mai, dans le sud de l'Oise, depuis 1982

#### Séries télévisées
- Festival Séries Mania, depuis 2018, au printemps, principalement à Lille

### Identité visuelle

Logotype officiel
Logo provisoire, de décembre 2015 à mars 2016.
Logo transitoire, de mars à juillet 2016.
Logo depuis juillet 2016, représentant un cœur entrelacé dans une carte de France[85].

Drapeau et armoiries non officiels des Hauts-de-France
Les armoiries[86].
Le drapeau.

#### Insee
1. 1 2  « Les Hauts-de-France conservent la 4e place des régions les plus peuplées », sur insee.fr (consulté le 28 novembre 2023).
2. ↑  « Territoire - Population−La France et ses territoires - Insee Références - Édition 2015 », sur insee.fr (consulté le 29 décembre 2016).
3. ↑  « La population des territoires du Nord-Pas-de-Calais-Picardie au 1er janvier 2014 », Insee Dossier Nord-Pas-de-Calais-Picardie, 2 janvier 2017, consulté le 8 février 2017.
4. ↑  Sources des données (INSEE)« Taux de chômage localisés par sexe et âge en moyenne annuelle en 2022 : comparaisons régionales », sur Institut national de la statistique et des études économiques (consulté le 2 juin 2023).
5. 1 2  Sources des données (INSEE)« Productions végétales en 2021 - Comparaisons régionales et départementales », sur Institut national de la statistique et des études économiques (consulté le 2 juin 2023).
6. ↑  Sources des données (INSEE)« Cheptel présent dans les exploitations agricoles en fin d'année 2021 - Comparaisons régionales et départementales », sur Institut national de la statistique et des études économiques (consulté le 2 juin 2023).

#### Autres sources
1. ↑  Prononciation en français standard retranscrite phonétiquement selon la norme API.
2. ↑  (en) « What's the time in Lille Time Zone now? », sur greenwichmeantime.com (consulté le 1er janvier 2016).
3. ↑  CBN de Bailleul, Territoires phytogéographiques des Hauts-de-France, troisième tome de l’Atlas de la flore sauvage des Hauts-de-France, 2025, p. 53.
4. ↑  Guide de la géologie en France, éditions Belin, 2008, chapitres "Nord-Pas-de-Calais" et "Picardie".
5. ↑  « 80 "sommets" des Hauts-de-France », sur France 3 Nord Pas-de-Calais, 20 mars 2016 (consulté le 22 avril 2016).
6. ↑  Plateaux du Tertiaire parisien structurés par les calcaires, extrait de (en) Guillaume Pierre, Alain Devos, Nicolas Bollot, « Origin and influence of the superficial structure on the morphogenesis (Eocene plateaux of the eastern Paris Basin) », GeoResJ, vol. 13,‎ 2017, p. 103-113 (DOI 10.1016/j.grj.2017.04.002).
7. ↑  Emmanuel Wesolek, « Une terre de contrastes où règne en maître le temps dit « variable » », sur meteo59-62.com (consulté le 1er janvier 2016).
8. 1 2  Didier Harpagès, « Dans les Hauts-de-France, Xavier Bertrand fait la chasse aux écologistes », sur Reporterre, 2 mars 2018.
9. ↑  Normales climatiques 1981-2010 en France sur www.lameteo.org.
10. ↑  Centre National de la Propriété Forestière, La forêt des Hauts-de-France.
11. ↑  Ministère de l'Agriculture et de l'Alimentation, Enquête sur la structure de la forêt privée en 2012, novembre 2014.
12. ↑  Réseau Bois&Vous, Caractéristiques de la forêt régionale.
13. ↑  Fiche "SRADDET et qualité de l'airSource" (2ème édition - Février 2024) |url=https://2040.hautsdefrance.fr/download/decouvrez-la-collection-les-fiches-du-sraddet/?wpdmdl=3443&refresh=682f128618ceb1747915398&ind=1706781278042&filename=14-Qualite-de-lAir.pdf.
14. ↑  (la) Bartholomaeus : Anglicus, De proprietatibus rerum, apud Wolfgangum Richterum, impensis Nicolai Steinii, not. & bibliopolae, 1601 (lire en ligne), p. 690 :« est Hannonia nuncupata ».
15. ↑  Louis Adolphe Terracher, Revue de linguistique romane, Société de linguistique romane., 1989 (lire en ligne).
16. ↑  Blanche Wissen, La conscience linguistique dans la production littéraire en domaine picard, Université de Montréal, (fin xiie-fin xiiie siècle) (lire en ligne).
17. ↑  François Villon, Les Oeuures de Francoys Villon de Paris, reveues et remises en leur entier par Clement Marot valet de chambre du roy., Arnoul et Charles les Angeliers, 1542 (lire en ligne), p. 45.
18. 1 2  Sébastien Leroy (photogr. Johan Ben Azzouz), « Artificialisation : les Hauts-de-France pourront consommer l’équivalent de 5 700 terrains de foot en espaces naturels et agricoles d’ici 2031 », La Voix du Nord,‎ 22 novembre 2024 (lire en ligne , consulté le 29 novembre 2024).
19. ↑  Guillaume Roussange, « Le nord de la France parie sur la méthanisation et… le solaire », sur lesechos.fr, 3 novembre 2020 (consulté le 4 novembre 2020).
20. ↑  Louis Dussieux, Géographie générale contenant la géographie physique, politique administrative, historique, agricole, industrielle et commerciale de chaque pays avec des notions sur le climat: les productions naturelles, l'ethnographie, les langues, les religions, les voies de communications, les frontières et l'état politique, financier et militaire (lire en ligne).
21. ↑  Jean-Baptiste Nolin, « Carte de la Province de Picardie », sur gallica.bnf.fr (consulté le 4 novembre 2022).
22. ↑  « L’Encyclopédie/1re édition/LAONNOIS », sur fr.wikisource.org (consulté le 10 mai 2023).
23. ↑  « L’Encyclopédie/1re édition/SOISSONNOIS, le - Wikisource », sur fr.wikisource.org (consulté le 10 mai 2023).
24. ↑  « L’Encyclopédie/1re édition/NOYON - Wikisource », sur fr.wikisource.org (consulté le 10 mai 2023).
25. ↑  Robert de Hesseln, « Dictionnaire universel de la France » , sur books.google.fr, 1771 (consulté le 17 février 2023) : « L'Île-de-France, considérée comme gouvernement général militaire, est beaucoup plus étendue que ne l'est la province ; outre toute l'étendue de l'Île-de-France, il comprend une grande partie de la haute Picardie : à savoir, le Beauvaisis, le Valois, le Soissonnais, le Noyonnais et le Laonnois », p. 481.
26. ↑  « Réformer les territoires pour réformer la France », sur elysee.fr, 3 juin 2014 (consulté le 24 décembre 2014).
27. 1 2  « Réforme territoriale: les réactions politiques à la fusion Picardie-Champagne-Ardenne », sur france3-regions.francetvinfo.fr, 3 juin 2014 (consulté le 24 décembre 2014).
28. ↑  « Fusion Picardie-Champagne-Ardenne: Xavier Bertrand veut un référendum », sur france3-regions.francetvinfo.fr, 5 juin 2014 (consulté le 24 décembre 2014).
29. ↑  « Fusion des régions Picardie et Champagne-Ardenne : Hollande a-t-il coupé l'herbe sous le pied de Marine Le Pen ? », sur Le Point, 3 juin 2014 (consulté le 24 décembre 2014).
30. ↑  « Les élus du Front national au conseil régional de Picardie s’opposent à la réforme ! », sur frontnational.com, 24 juin 2014 (consulté le 24 décembre 2014).
31. ↑  « Fusion des régions : le Nord-Pas-de-Calais, autonome et fier de l’être », sur La Voix du Nord, 4 juin 2014 (consulté le 24 décembre 2014).
32. ↑  « Projet de loi relatif à la délimitation des régions, aux élections régionales et départementales et modifiant le calendrier électoral » [PDF], sur senat.fr, 18 juin 2014 (consulté le 24 décembre 2014).
33. ↑  « Rapport au nom de la Commission des lois sur le projet de loi adopté par le Sénat relatif à la délimitation des régions, aux élections régionales et départementales et modifiant le calendrier électoral » [PDF], sur assemblee-nationale.fr, 10 juillet 2014 (consulté le 24 décembre 2014).
34. ↑  « Martine Aubry sort de son silence pour critiquer la réforme territoriale », sur lexpress.fr, 16 juillet 2014 (consulté le 24 décembre 2014).
35. 1 2  « Réforme territoriale : la Picardie se dirige vers le Nord-Pas-de-Calais », sur leparisien.fr, 16 juillet 2014 (consulté le 27 décembre 2014).
36. ↑  « Plaidoyer pour une fusion entre le Nord-Pas-de-Calais et la Picardie », sur 20minutes.fr, 15 juillet 2014 (consulté le 27 décembre 2014).
37. ↑  « La montagne va accoucher d'une souris », sur lepoint.fr, 17 juillet 2014 (consulté le 27 décembre 2014).
38. ↑  « Nord-Pas de Calais/Picardie : Philippot prédit la victoire du FN », sur leparisien.fr, 21 juillet 2014 (consulté le 27 décembre 2014).
39. ↑  « Amendement N° 110 au texte N° 2358 - ART. PREMIER (Rejeté) », sur nosdeputes.fr, 17 juillet 2014 (consulté le 27 décembre 2014).
40. ↑  « Scrutin public sur l'ensemble du projet de loi relatif à la délimitation des régions, aux élections régionales et départementales et modifiant le calendrier électoral », sur assemblee-nationale.fr, 23 juillet 2014 (consulté le 27 décembre 2014).
41. ↑  « Projet de loi relatif à la délimitation des régions, aux élections régionales et départementales et modifiant le calendrier électoral », sur assemblee-nationale.fr, 17 décembre 2014 (consulté le 27 décembre 2014).
42. ↑  « Scrutin public sur l'ensemble du projet de loi relatif à la délimitation des régions, aux élections régionales et départementales et modifiant le calendrier électoral (lecture définitive) », sur assemblee-nationale.fr, 17 décembre 2014 (consulté le 27 décembre 2014).
43. ↑  « Décision n° 2014-709 DC du 15 janvier 2015 quant à la loi relative à la délimitation des régions, aux élections régionales et départementales et modifiant le calendrier électoral », sur conseil-constitutionnel.fr, 15 janvier 2015 (consulté le 19 janvier 2015).
44. ↑  « LOI n° 2015-29 du 16 janvier 2015 relative à la délimitation des régions, aux élections régionales et départementales et modifiant le calendrier électoral », sur legifrance.gouv.fr, 17 janvier 2015 (consulté le 19 janvier 2015).
45. 1 2  Décret no 2016-1265 du 28 septembre 2016 portant fixation du nom et du chef-lieu de la région Hauts-de-France, publié au Journal Officiel du 29 septembre 2016.
46. ↑  « Carte de France à 13 régions : Comment vont-elles s'appeler ? », sur 20minutes.fr, 18 décembre 2014.
47. ↑  Le 1er janvier, la France passe à 13 régions en métropole sur le site de BFM TV, le 30 décembre 2015.
48. ↑  Hauts-de-France, Terres-du-Nord, Nord-de-France : la région Nord-Pas-de-Calais-Picardie bientôt rebaptisée consulté le 19/03/2016, sur rtl.fr.
49. ↑  « « Hauts-de-France » – Nord Pas de Calais-Picardie : un nom pour la nouvelle région », sur hautsdefrance.fr, 14 mars 2016 (consulté le 5 septembre 2018).
50. ↑  « La Région a voté et s'appelle désormais Hauts-de-France », sur lavoixdunord.fr, 14 mars 2016 (consulté le 14 mars 2016).
51. ↑  «Hauts-de-France», nouveau nom choisi par le conseil régional de Nord-Pas-de-Calais-Picardie, consulté le 19/03/2013, sur liberation.fr
52. ↑  Laurent Warlouzet, « "Hauts-de-France", un nom de région incohérent. Il fallait assumer et revendiquer le Nord », sur leplus.nouvelobs.com, 16 mars 2016 (consulté le 19 mars 2021).
53. ↑  Pierre Deslais, Les Hauts-de-France, géographie curieuse et insolite, éditions Ouest-France, 2018, 142 p. (ISBN 978-27373-7757-0).
54. ↑  « «Hauts-de-France» moqué sur Twitter », sur 20minutes.fr, 14 mars 2016 (consulté le 19 mars 2021).
55. ↑  Alexandre Piquard, « Le FN progresse partout, dans ses bastions et au-delà », sur lemonde.fr, 21 mars 2011.
56. ↑  « Résultats des élections », sur interieur.gouv.fr.
57. ↑  Pauline Théveniaud, « « Prête à aider » : après le séisme, la France accourt au chevet du Maroc », sur leparisien.fr, 9 septembre 2023 (consulté le 9 septembre 2023).
58. ↑  « Hauts-de-France/Maryland : une coopération régionale exemplaire - Politique Internationale », sur politiqueinternationale.com (consulté le 16 septembre 2023).
59. ↑  Lylian Casier, « Les Hauts-de-France, «sister state» du Maryland, aux États-Unis », sur La Voix du Nord, 4 décembre 2020 (consulté le 16 septembre 2023).
60. ↑  « Culture : la Région mise sur les projets culturels transfrontaliers », sur hautsdefrance.fr, 27 janvier 2022 (consulté le 16 septembre 2023).
61. ↑  « Les Hauts-de-France et la Rhénanie du Nord-Westphalie renouvellent leur partenariat », sur gazettenpdc.fr (consulté le 15 septembre 2024).
62. ↑  « Les Hauts-de-France conservent la 4e place des régions les plus peuplées - Insee Analyses Hauts-de-France - 146 », sur insee.fr (consulté le 8 décembre 2023).
63. ↑  « Population des Hauts-de-France : 600 000 personnes en moins à l’horizon 2070 - Insee Analyses Hauts-de-France - 143 », sur insee.fr (consulté le 8 décembre 2023).
64. ↑  « Estimation de la population au 1ᵉʳ janvier 2021 | Insee », sur insee.fr (consulté le 5 avril 2021).
65. ↑  « DANS LES HAUTS-DE-FRANCE, L’ART DÉCO SE DÉVOILE », sur printempsartdeco.fr (consulté le 9 mai 2025).
66. ↑  C. P. (photogr. Pascal Bonniere), « Du 4 avril au 1er juin, le Printemps de l’Art déco célèbre les 100 ans du mouvement dans les Hauts-de-France », La Voix du Nord,‎ 18 mars 2025 (lire en ligne , consulté le 9 mai 2025).
67. ↑  « Un tissu économique marqué par la présence des grandes entreprises et des ETI - Insee Flash Hauts-de-France - 6 », sur insee.fr (consulté le 17 novembre 2023).
68. 1 2  DRAAF Hauts-de-France, « De profondes mutations dans les exploitations agricoles des Hauts-de-France en 50 ans », sur DRAAF Hauts-de-France, 1er octobre 2024 (consulté le 22 mai 2025).
69. 1 2  « Les Hauts-de-France, première région agricole de France », sur hautsdefrance.fr, 24 novembre 2015 ; Dossier complet.
70. ↑  Antoine Maes (photogr. Sami Belloumi), « Le Nord et le Pas-de-Calais bientôt terres de vins ? « On peut faire des trucs géniaux » », La Voix du Nord,‎ 22 septembre 2022 (lire en ligne, consulté le 26 septembre 2022).
71. ↑  Antoine Maes (photogr. Florent Moreau), « Un million de bouteilles par an « made in Hauts-de-France »: le projet de Ternovéo sur les rails », La Voix du Nord,‎ 22 septembre 2022 (lire en ligne, consulté le 26 septembre 2022).
72. ↑  Antoine Maes (photogr. Baziz Chibane), « « La vigne est un très bon indicateur du changement climatique » », La Voix du Nord,‎ 22 septembre 2022 (lire en ligne, consulté le 26 septembre 2022).
73. ↑  « données URSSAF-ACOSS 2022 », sur open.urssaf.fr (consulté le 17 novembre 2023).
74. ↑  « Chiffres clés de la région Hauts-de-France », sur prefectures-regions.gouv.fr (consulté le 17 novembre 2023).
75. ↑  « L'industrie en Hauts-de-France », sur CCI Hauts-de-France, 2021 (consulté le 17 novembre 2023).
76. ↑  « Découvrez l’industrie automobile des Hauts-de-France », sur nordfranceinvest.fr (consulté le 17 novembre 2023).
77. ↑  Nicolas André, Les Hauts-de-France, seule région, avec la Corse, où le tourisme progresse, La Voix du Nord, 15 mai 2017.
78. ↑  Le tourisme dans les Hauts-de-France : un secteur dynamique et en croissance pour l'emploi Insee, 15 mars 2017.
79. ↑  "Où faire du vélorail dans votre région ?" par Jean-Marc De Jaeger le 01/06/202 Le Figaro
80. ↑  « Le Ternois : A24, autoroute, nature,balade, vtt, forêt. Rivière; ternoise, canche, brette, lawe. Arras, Lille, Lens, Saint Pol, Hesdin. », sur aascalys.free.fr (consulté le 8 août 2023).
81. ↑  « Cathédrale d’Amiens », sur UNESCO Centre du patrimoine mondial (consulté le 26 juin 2020).
82. ↑  revue Pays du Nord, numéro hors série "Cathédrales, 10 siècles d'histoire régionale", 2007.
83. ↑  Les cathédrales du Nord, éditions La Voix du Nord, 2009.
84. ↑  L'art gothique, Architecture, sculpture, peinture, sous la direction de Rolf Toman, éditions h.f.ullmann. 2004 (2007 pour l'édition en français).
85. ↑  « Après 85 propositions d’étudiants, 20 écoles mobilisées, 174 créations proposées par les habitants de la région, 2 jurys, 7 présélections et 62 215 votes en ligne », la région adopte ce logo le 8 juillet 2016. « D’une seule ligne entrelacée, il évoque le lien affectif qui unit les habitants à leur région, ainsi que le lien qui unit la région au pays. Symbole universel, le cœur exprime ici les qualités des habitants du Nord de la France : générosité, accueil, chaleur humaine ». Les deux couleurs utilisées sont le vert, pour représenter la campagne (et l'ancienne Picardie), et le bleu, qui symbolise le littoral. Cf. « Nouveau logo de la Région Hauts-de-France : les habitants ont du cœur ! », sur hautsdefrance.fr (consulté le 17 juin 2019).
86. ↑  Béatrice Quintin (photogr. La Voix du Nord, Blason visible sur le kakemono de communication de la gendarmerie), « Violences conjugales «Les gendarmes veulent des preuves, les victimes être écoutées» », La Voix du Nord,‎ 15 mai 2018 (ISSN 0999-2189, lire en ligne, consulté le 31 décembre 2020).

## Pour approfondir